# 馬鞍山新市鎮

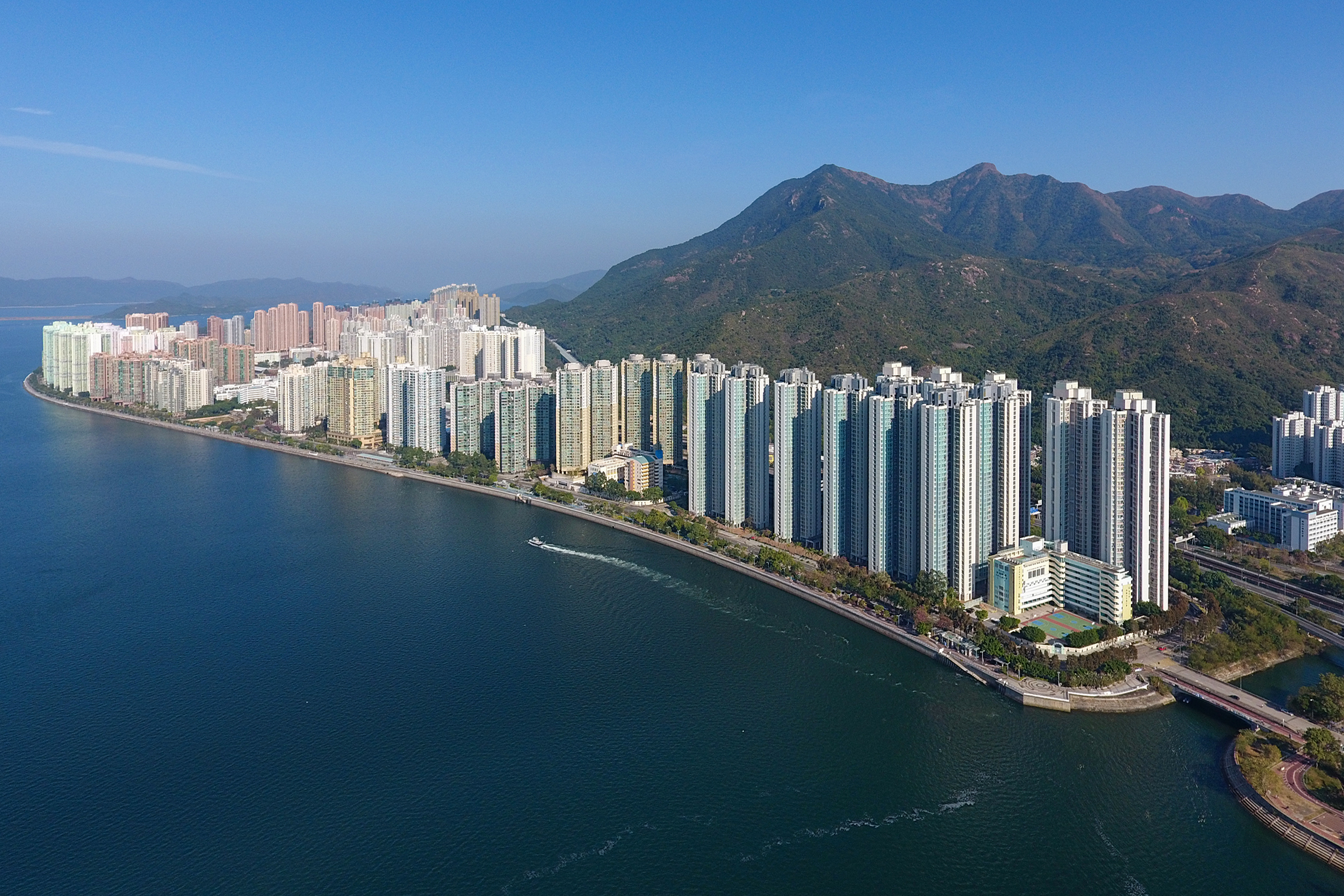
航拍馬鞍山新市鎮西南部

馬鞍山新市鎮東北部

馬鞍山新市鎮（英語：Ma On Shan New Town）是香港以住宅為主的區域，行政上屬香港十八區的沙田區，得名自區內同名山峰。
馬鞍山新市鎮是沙田新市鎮的擴展部份；不過馬鞍山新市鎮的發展比較晚，城市規劃大不相同，因此與同樣於1980年代開發的天水圍新市鎮及將軍澳新市鎮同屬「第三代新市鎮」。
馬鞍山新市鎮在差餉、公共房屋編配（擴展市區）的定義下，均屬於香港市區的範圍內。

## 歷史
根據沙田區議會二零零三年出版的小冊子一《鞍山歲月》記載，馬鞍山區域曾發現新石器時代晚期（距今約三，四千年前）及南宋時期的文物。一九八零年代前，該地仍是一個小村落，村民從事農業、漁業等傳統鄉村經濟活動。近代日本企業來到這裡開採磁鐵礦（Magnetite），使馬鞍山頓時成為礦業重鎮，鼎盛時期有幾千名工人在此居住。但到了1970年代石油危機，開礦成本大增，加上香港政府決定開發馬鞍山為新市鎮，礦場也隨之於1976年關閉。
馬鞍山新市鎮發展始於1980年，經過幾十年的不斷發展，馬鞍山已成為屋邨、商場林立的新市鎮。

## 地理
馬鞍山位於沙田區東北部，與沙田本區以梅子林路為分界線。馬鞍山以東與西貢北（行政上屬於大埔區）的十四鄉相鄰。另外在1866年的清朝地圖《新安縣全圖》中，已出現「馬鞍山」及「沙田」兩個名字。

### 馬鞍山三寶

位於西沙路旁的花床種滿杜鵑花

1. 鐵礦：馬鞍山鐵礦（Iron Ore）藏量估計超過700萬噸，1950至70年代開採的鐵礦主要出口至日本。
2. 杜鵑花：香港杜鵑（Hongkong Azalea Rhododendron）於1851年在香港發現，但被誤認作另一品種，直到1930年才以香港為新種命名。花期在四月，花白至淡紅色，僅見於馬鞍山及其他幾處地點。馬鞍山其他品種的原生杜鵑還有毛葉杜鵑（Champion's Rhododendron）、華麗杜鵑（Mrs. Farrer's Rhododendron）、羊角杜鵑（Westland's Rhododendron）、南華杜鵑（South China Rhododendron）和紅杜鵑（Red Azalea）。在2006年開始由沙田東一分區委員會、沙田民政事務處、土木工程拓展署、康樂及文化事務署、馬鞍山民康促進會、九廣鐵路公司、沙田區中學校長會及沙田區小學校長會聯合舉辦「馬鞍山杜鵑花節」，推展杜鵑花成為馬鞍山的地區象徵，活動包括在綠化帶及屋苑種植杜鵑花、攝影及繪畫比賽及展覽等。
3. 黃麖：實為赤麖或赤麂（Muntiacus muntjak），台灣稱為山羌，小型偶蹄目鹿科麂亞科动物，生長於華南地區包括香港，西至印度、巴基斯坦及阿富汗，雄性有小角及獠牙，喜棲息於樹林內及高草叢中，以樹葉和地下根或莖作食物，間中會吃樹皮，獨居，當受驚時或繁殖季節都會發出一種奇怪的叫聲，俗稱鳴鹿（Barking Deer），生性膽小，香港曾有被困的赤麖於圍捕時活活嚇死的紀錄。[7]

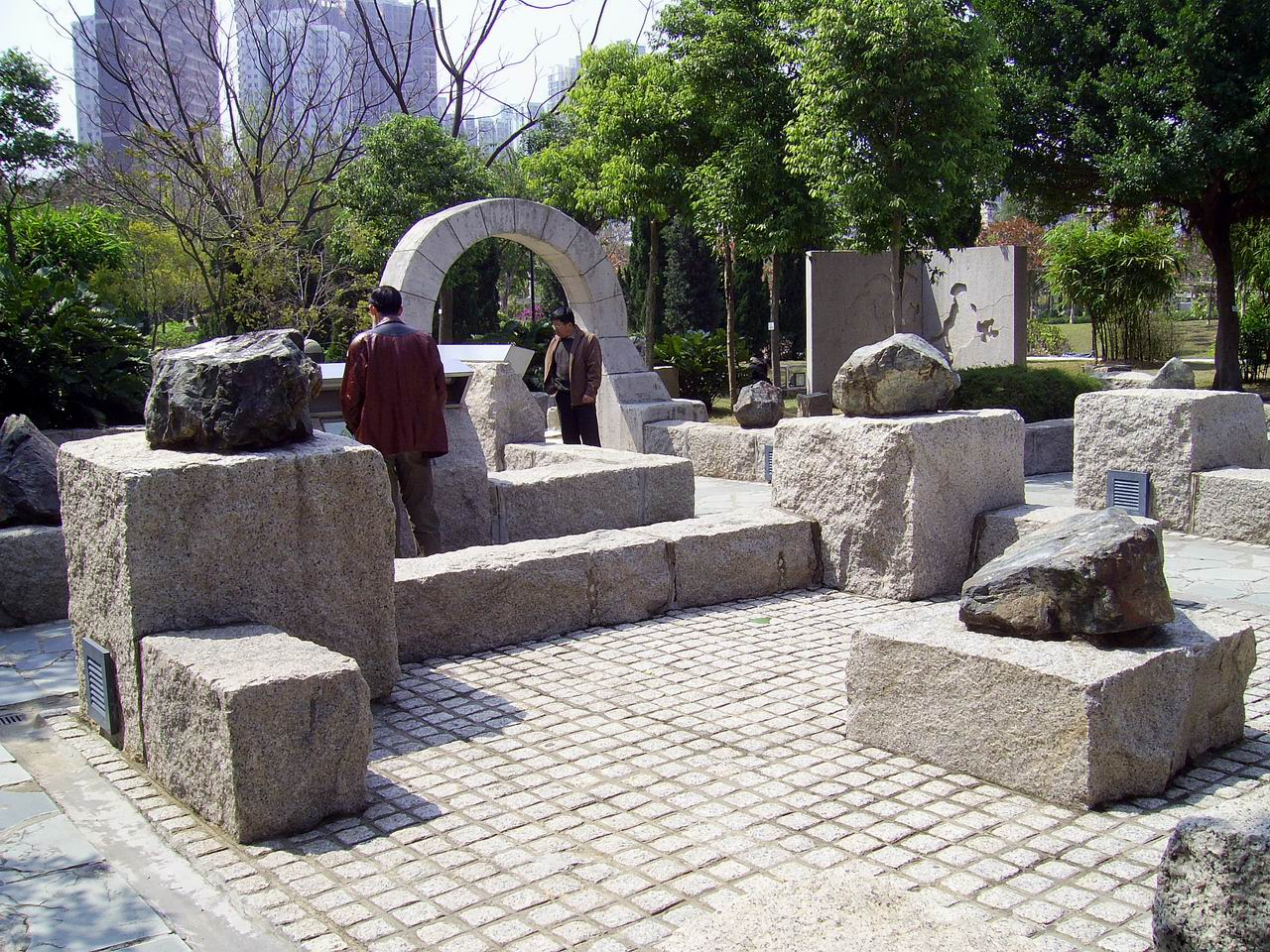
馬鞍山公園內採礦歷史展覽的礦石
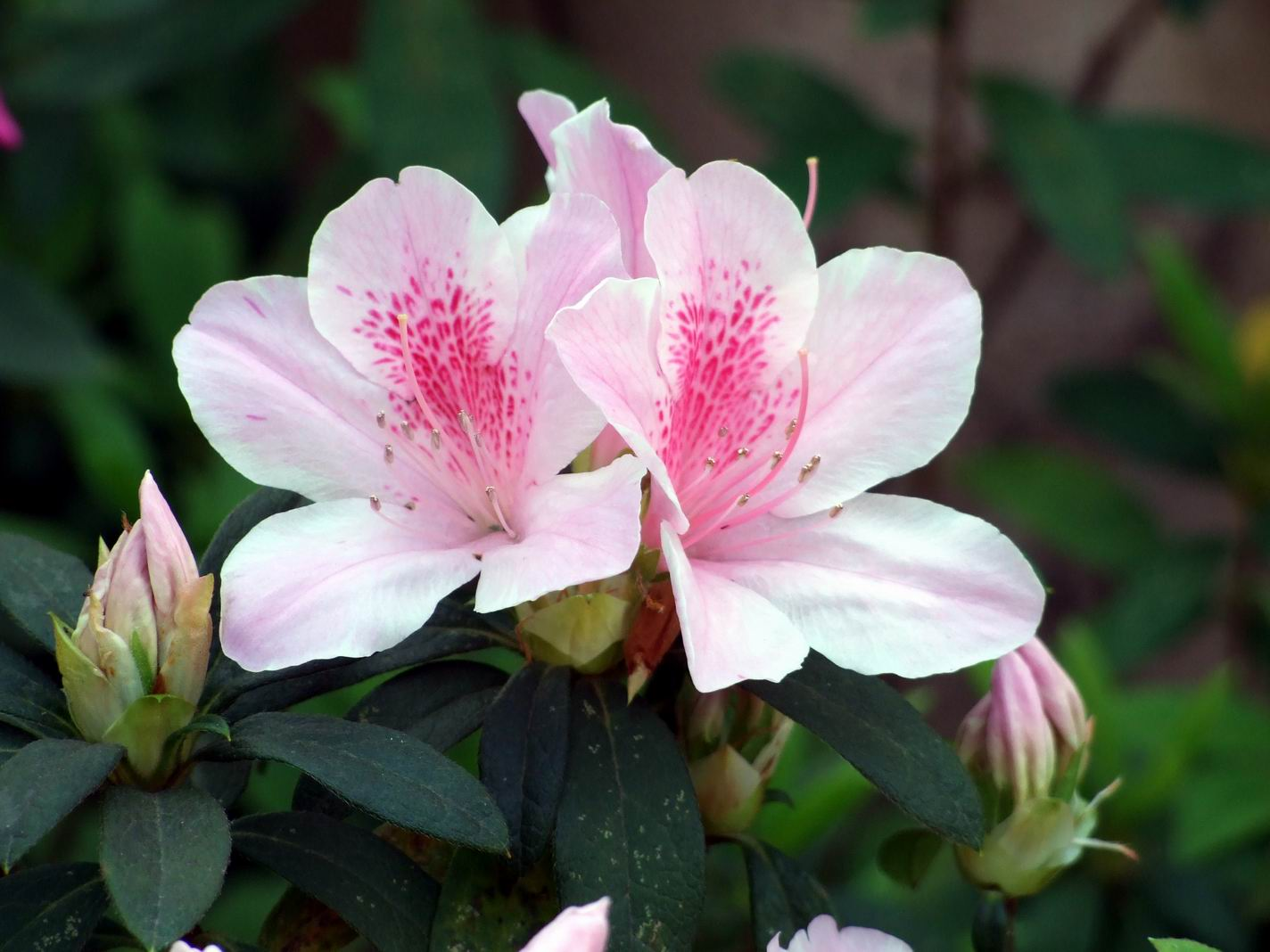
種植於馬鞍山公園內盛放的杜鵑花
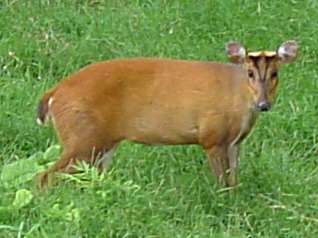
赤麖會在遇到危險時吠叫

## 宗教建築

馬鞍山聖方濟堂

- 馬鞍山聖方濟堂
- 中國基督教播道會安福堂
- 基督教香港信義會
- 中華基督教會合一堂馬鞍山堂
- 馬鞍山浸信會
- 循道衛理馬鞍山堂

## 房屋及社區設施

### 馬鞍山
馬鞍山有自己的「市中心」地帶，原計劃於恒安邨以北設置，現在港鐵馬鞍山站附近集中鎮內主要設施，包括大型商場羣落、市鎮公園、海濱長廊、體育館、游泳池、公共圖書館等等。

### 公共屋邨
| 照片 | 屋邨   | 入伙年份 | 座數 | 房屋機構       | 屋邨類別                      |
| ---- | ------ | -------- | ---- | -------------- | ----------------------------- |
|      | 恆安邨 | 1987年   | 7    | 香港房屋委員會 | 租者置其屋計劃                |
|      | 耀安邨 | 1988年   | 7    | 香港房屋委員會 | 租者置其屋計劃                |
|      | 利安邨 | 1993年   | 5    | 香港房屋委員會 | 租住屋邨                      |
|      | 頌安邨 | 1996年   | 5    | 香港房屋委員會 | 租住屋邨                      |
|      | 欣安邨 | 2011年   | 3    | 香港房屋委員會 | 租住屋邨 （原為夾心階層居屋） |

### 居屋及夾屋
- 錦鞍苑[10]
- 富安花園[11]
- 錦禧苑[12]
- 錦英苑[13]
- 富輝花園[14]
- 福安花園[15]
- 錦龍苑[16]
- 富寶花園[17]
- 錦豐苑[18]
- 錦泰苑[19]
- 雅景臺[20]
- 曉峯灣畔[21]（經補地價後改作私人樓宇以市值價格出售。）
- 錦暉苑[22]
- 錦駿苑
- 錦柏苑（正在興建中）

錦鞍苑（2015年10月）
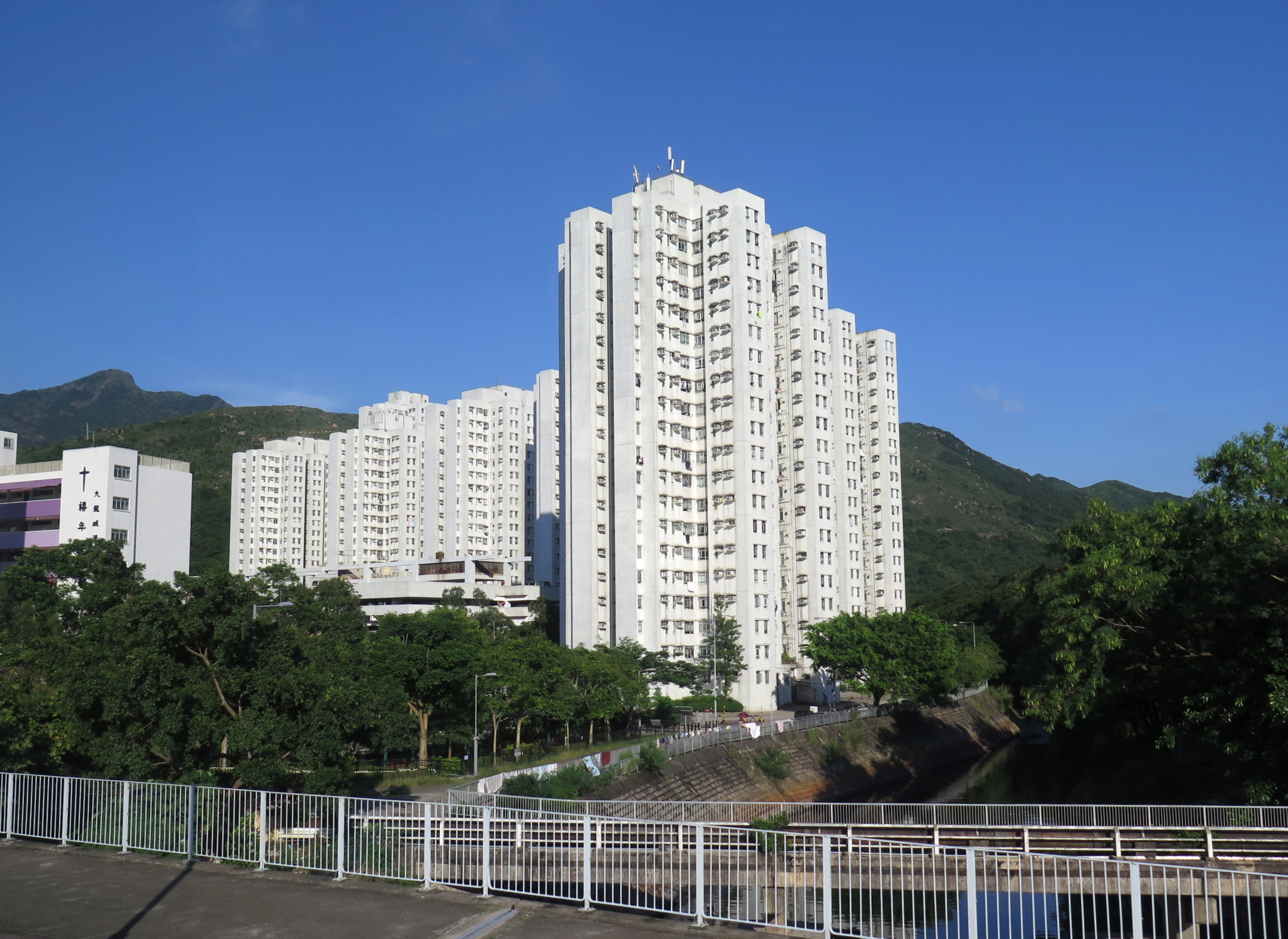
富安花園（2014年8月）
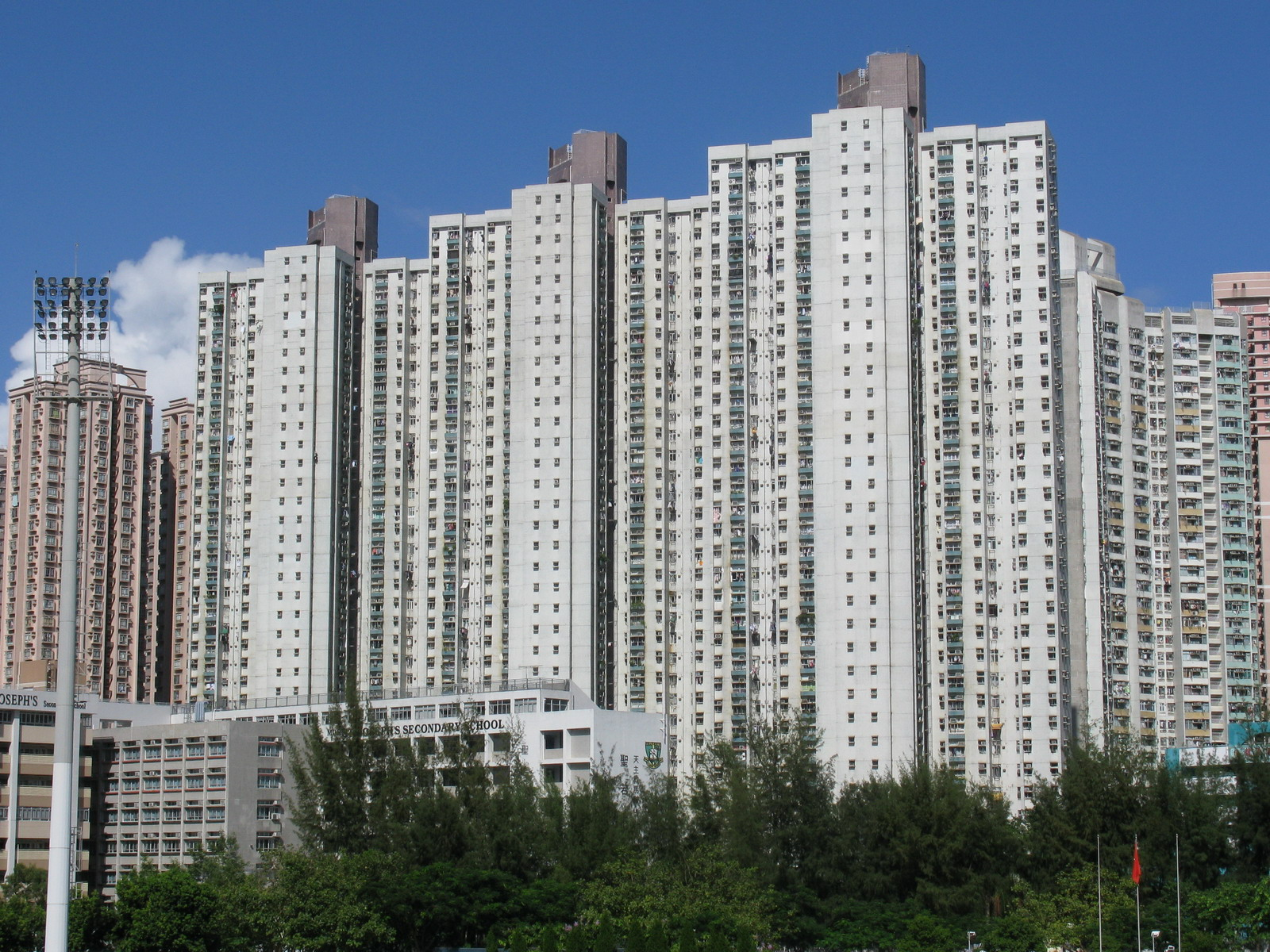
錦禧苑（2008年8月）
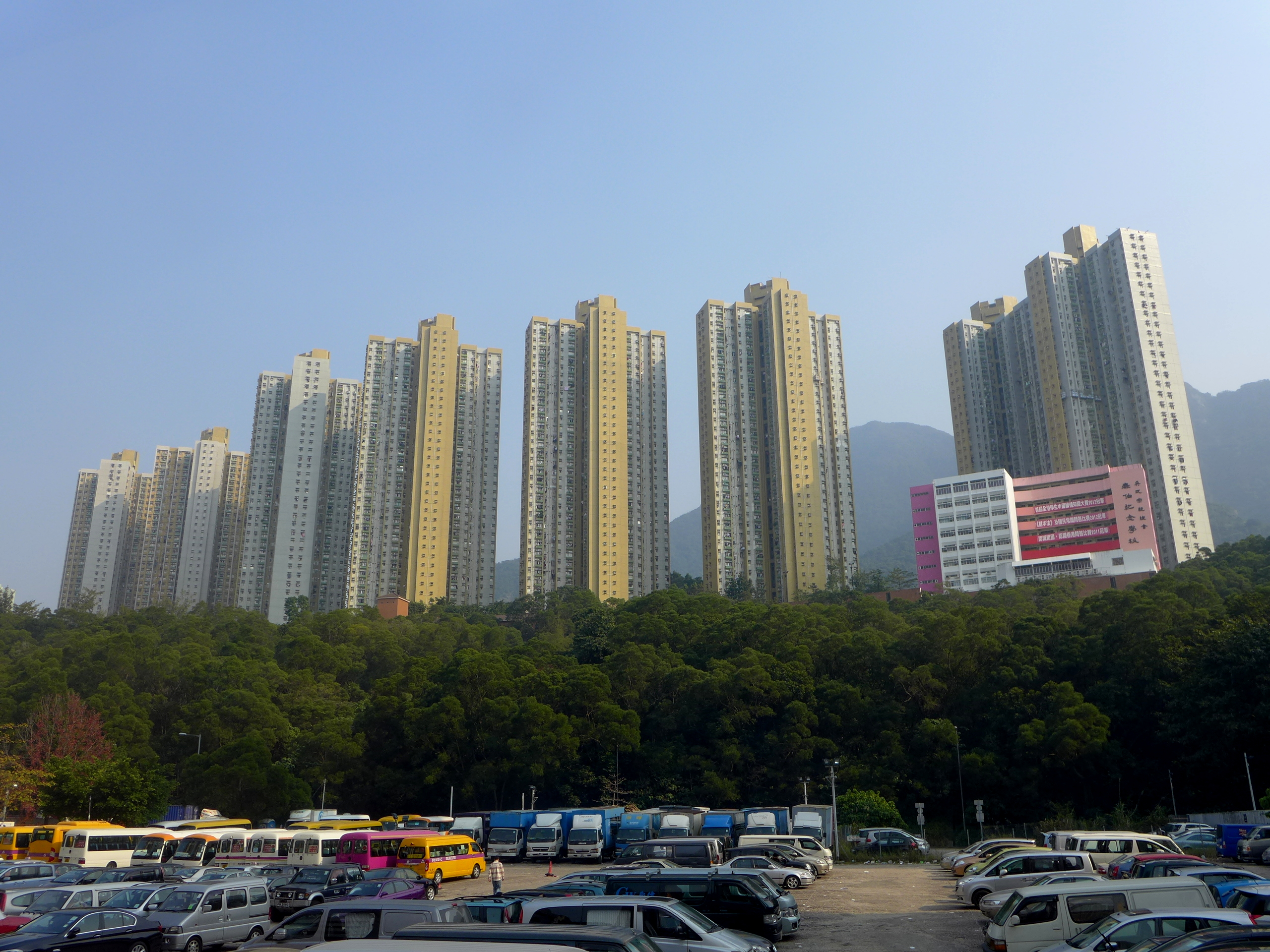
錦英苑（2014年1月）
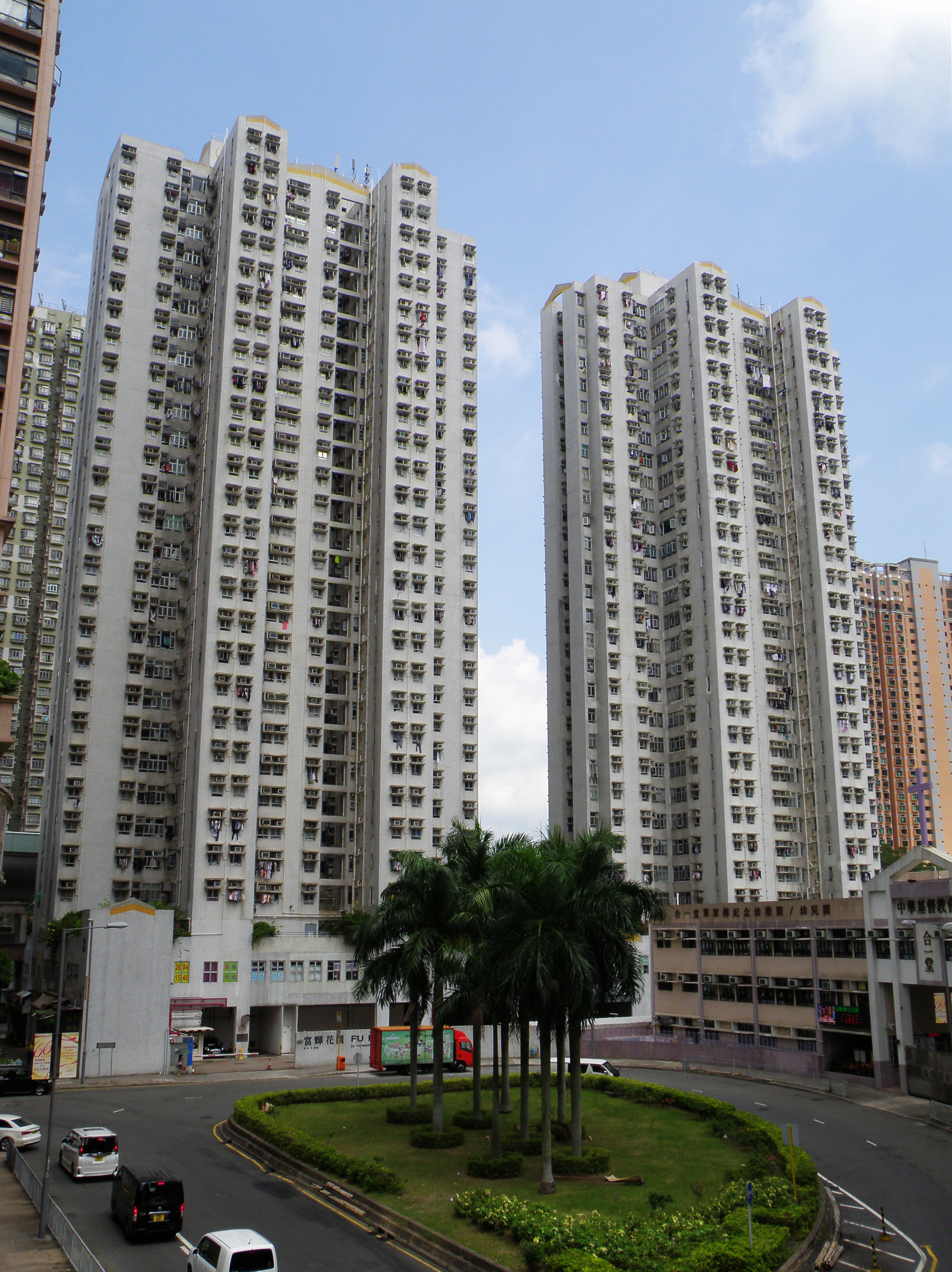
富輝花園（2015年9月）
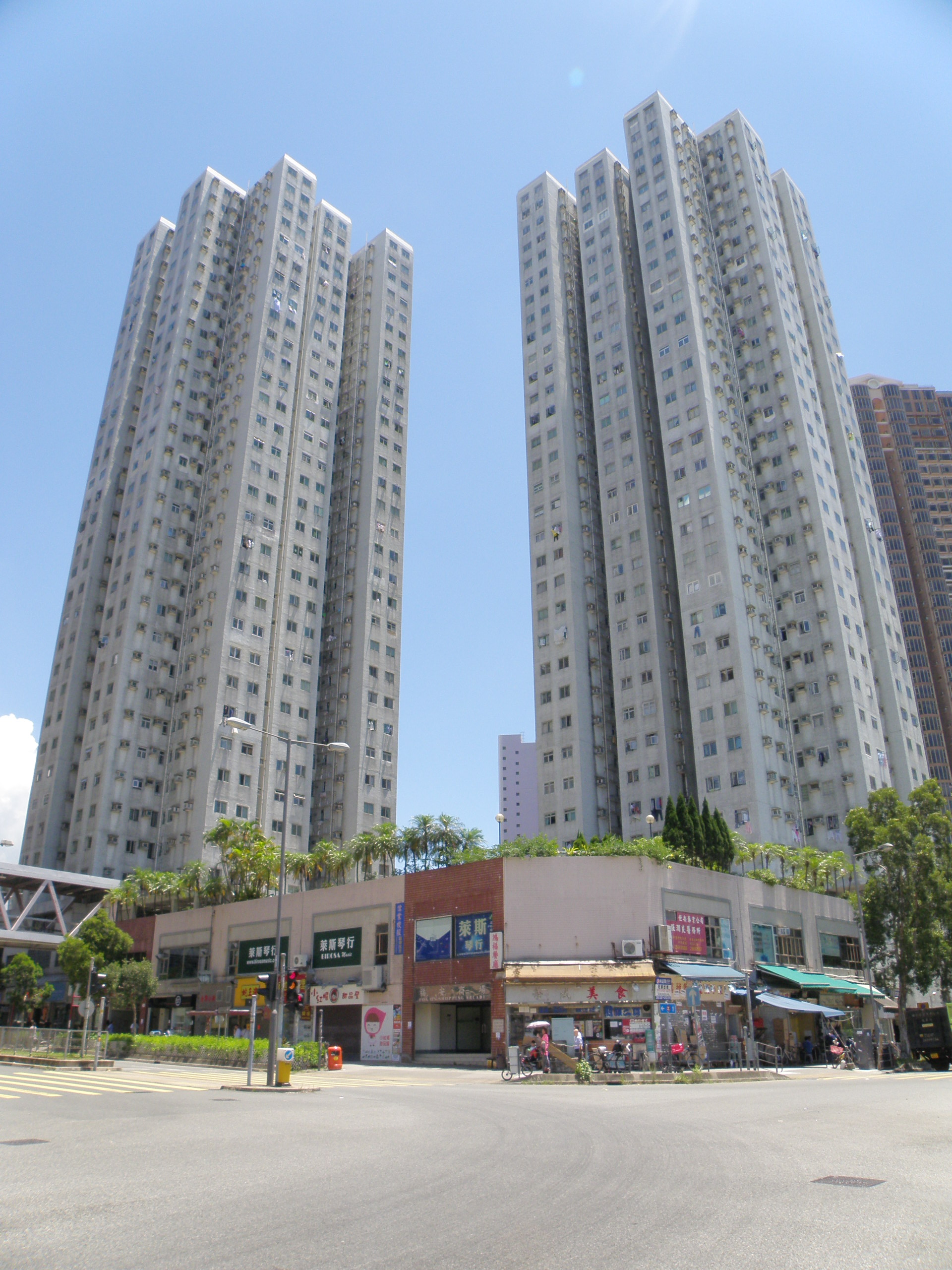
福安花園（2015年6月）
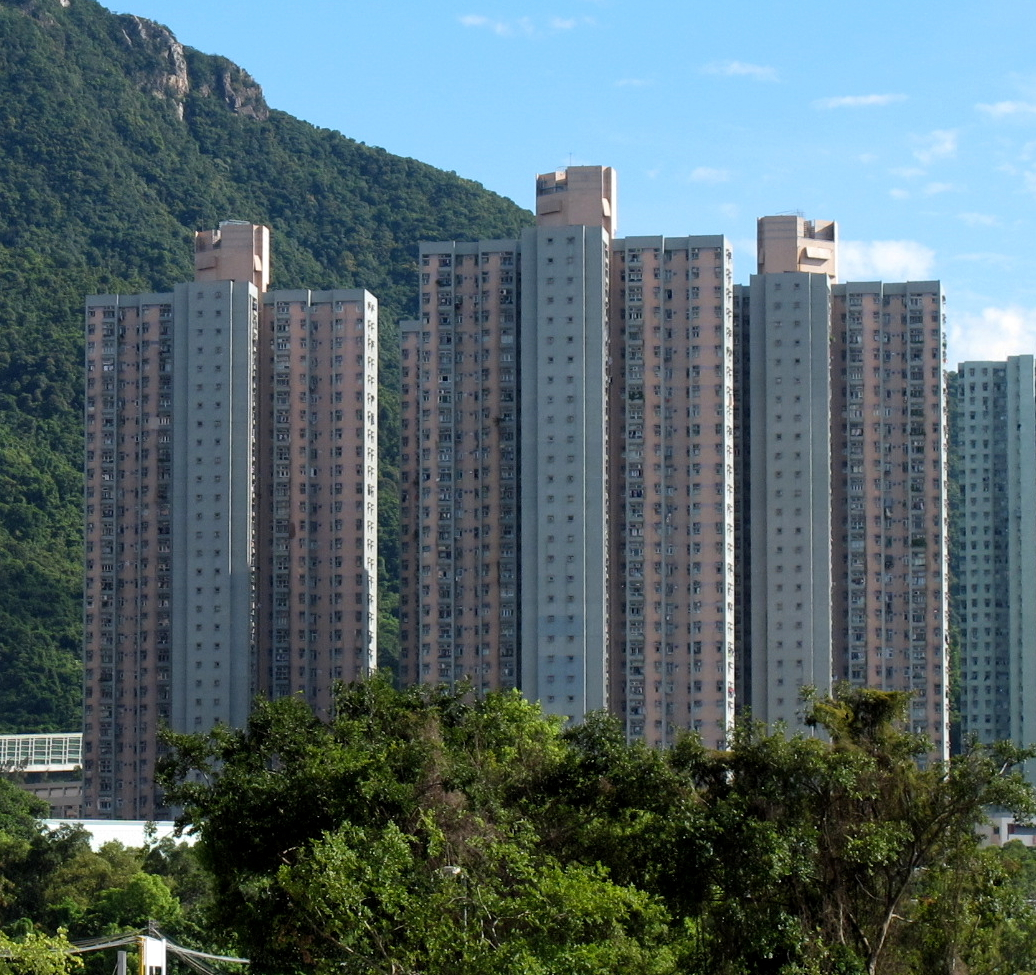
錦龍苑（2011年8月）
富寶花園（2015年10月）
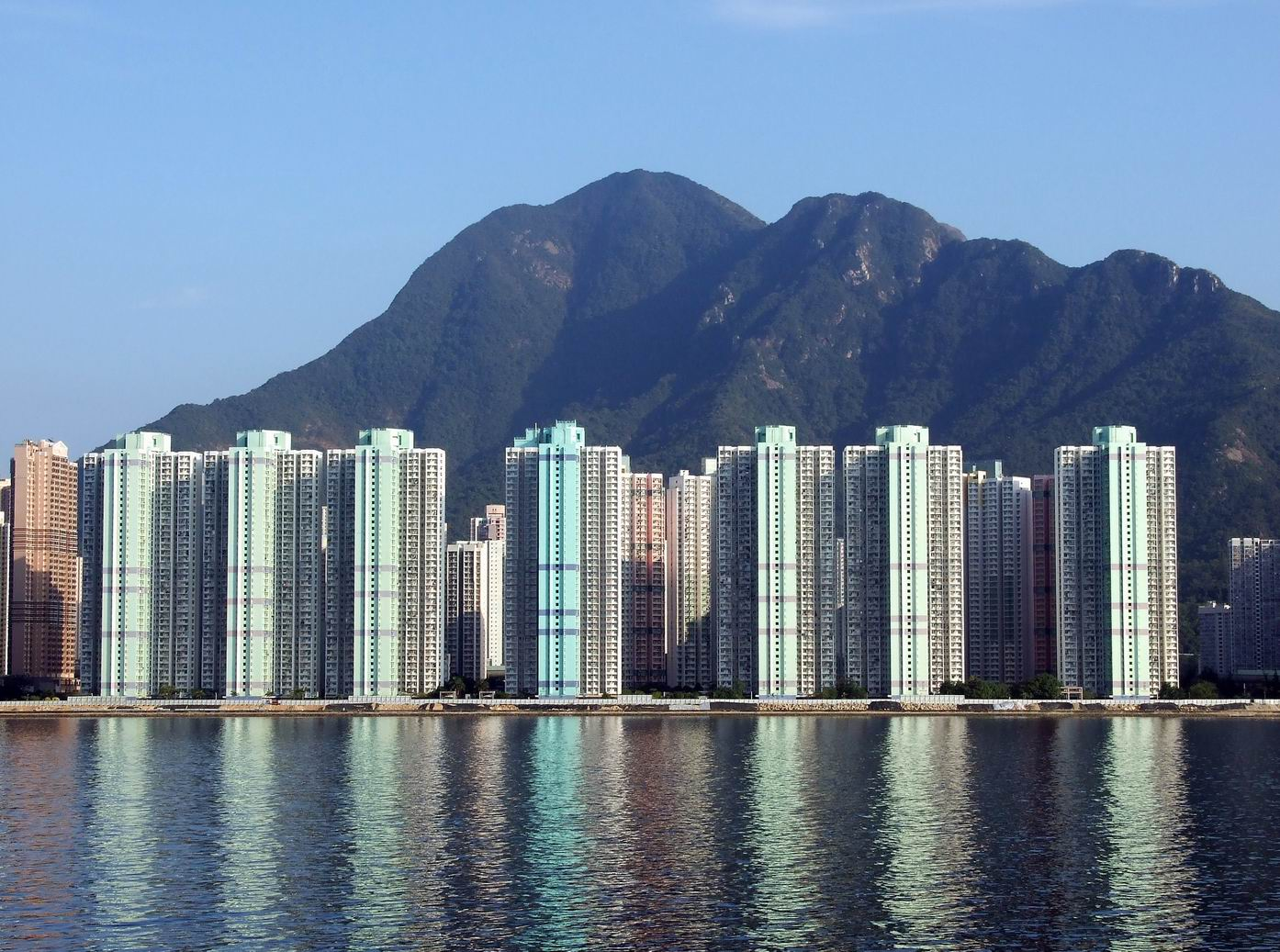
錦豐苑（2007年12月）
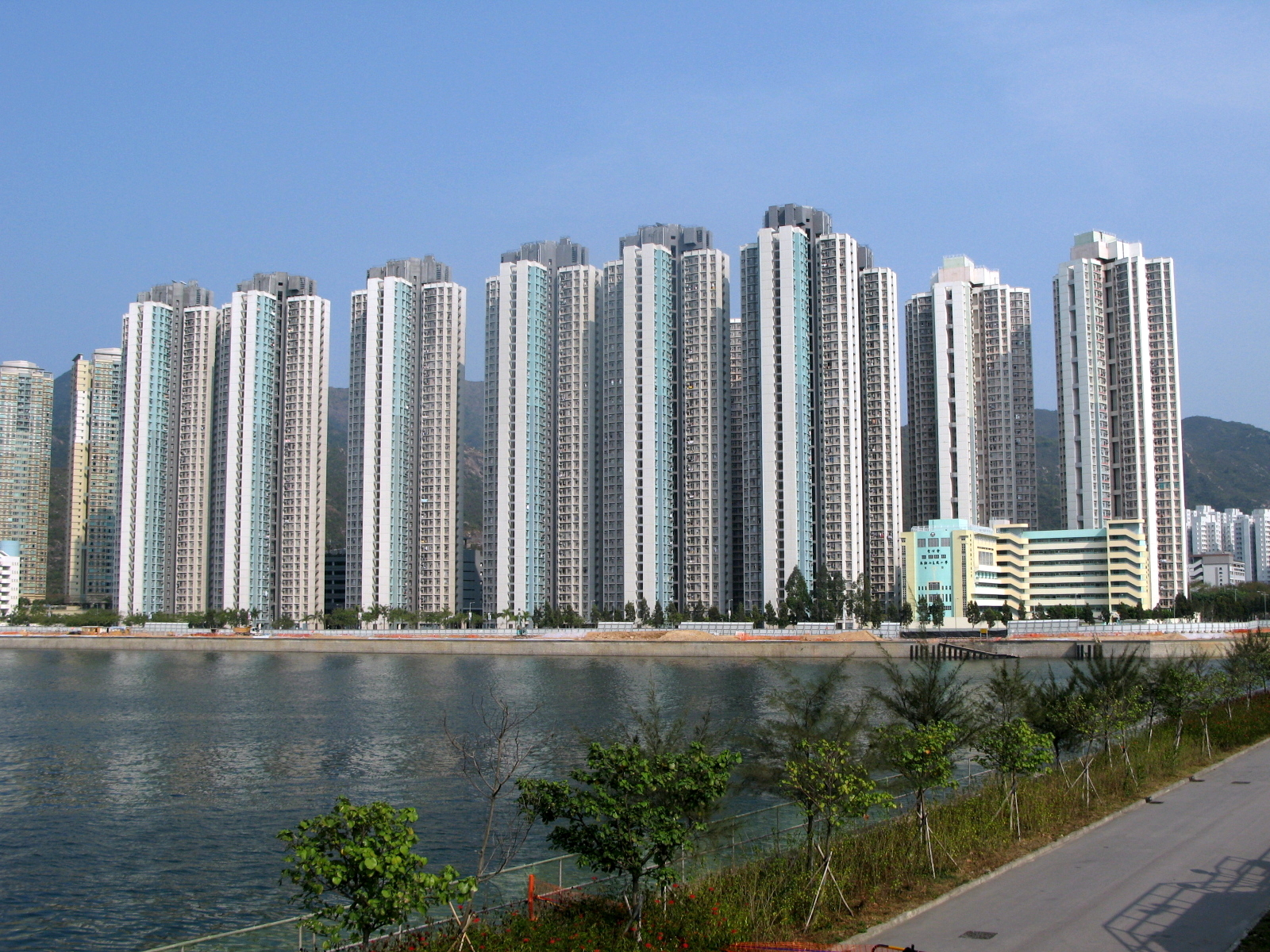
錦泰苑（2008年3月）
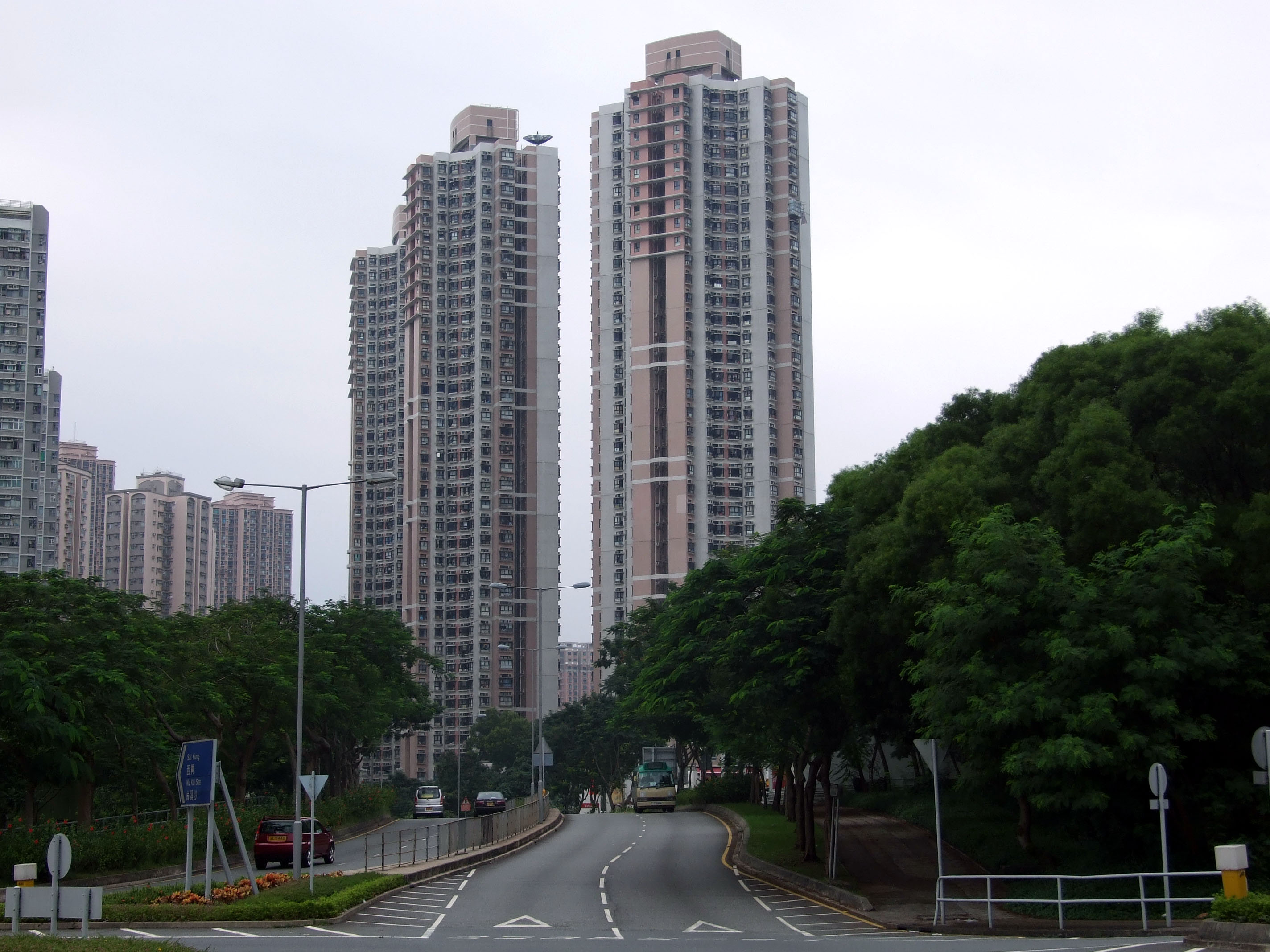
雅景臺（2010年10月）
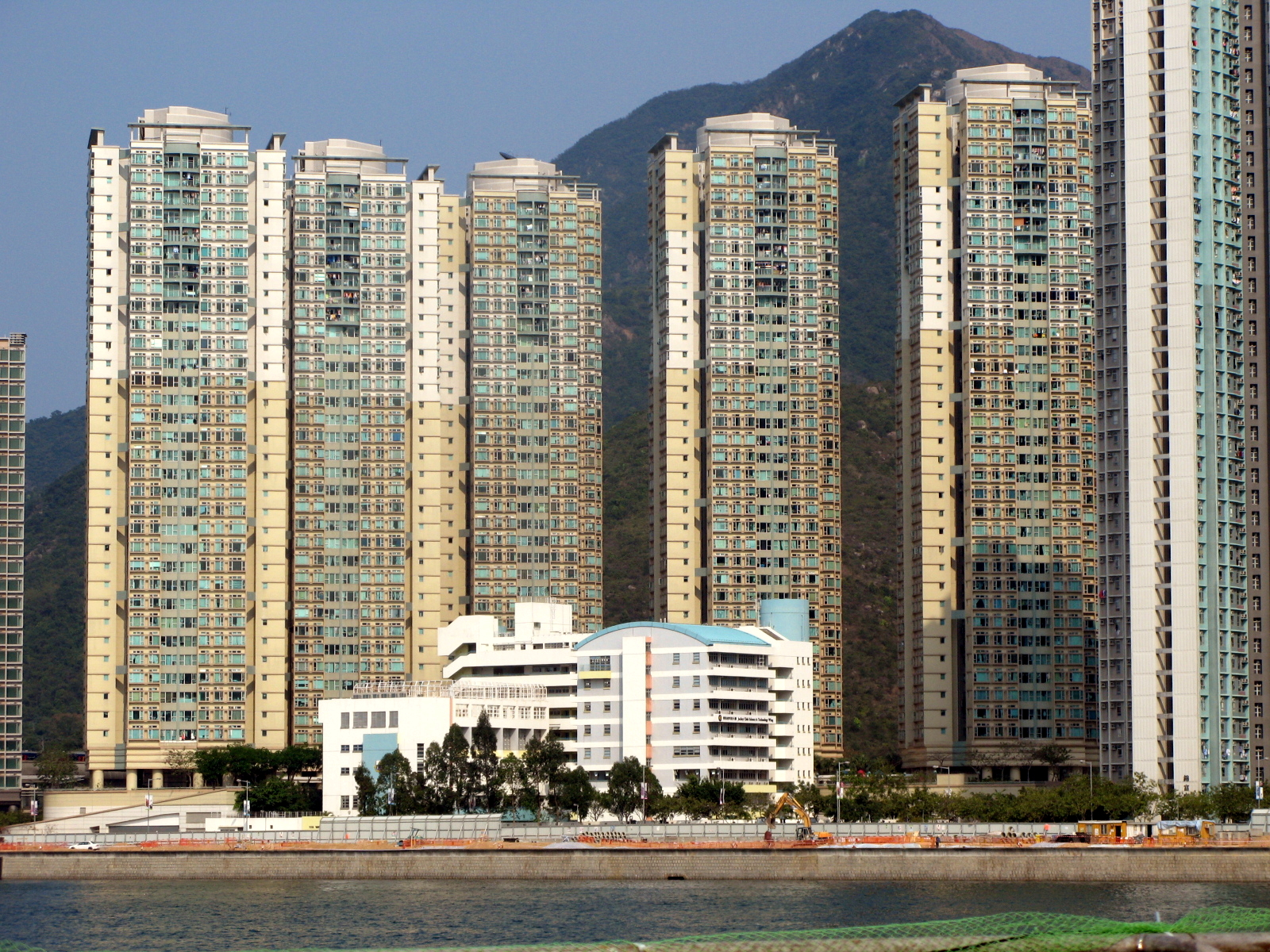
曉峯灣畔（2008年3月）
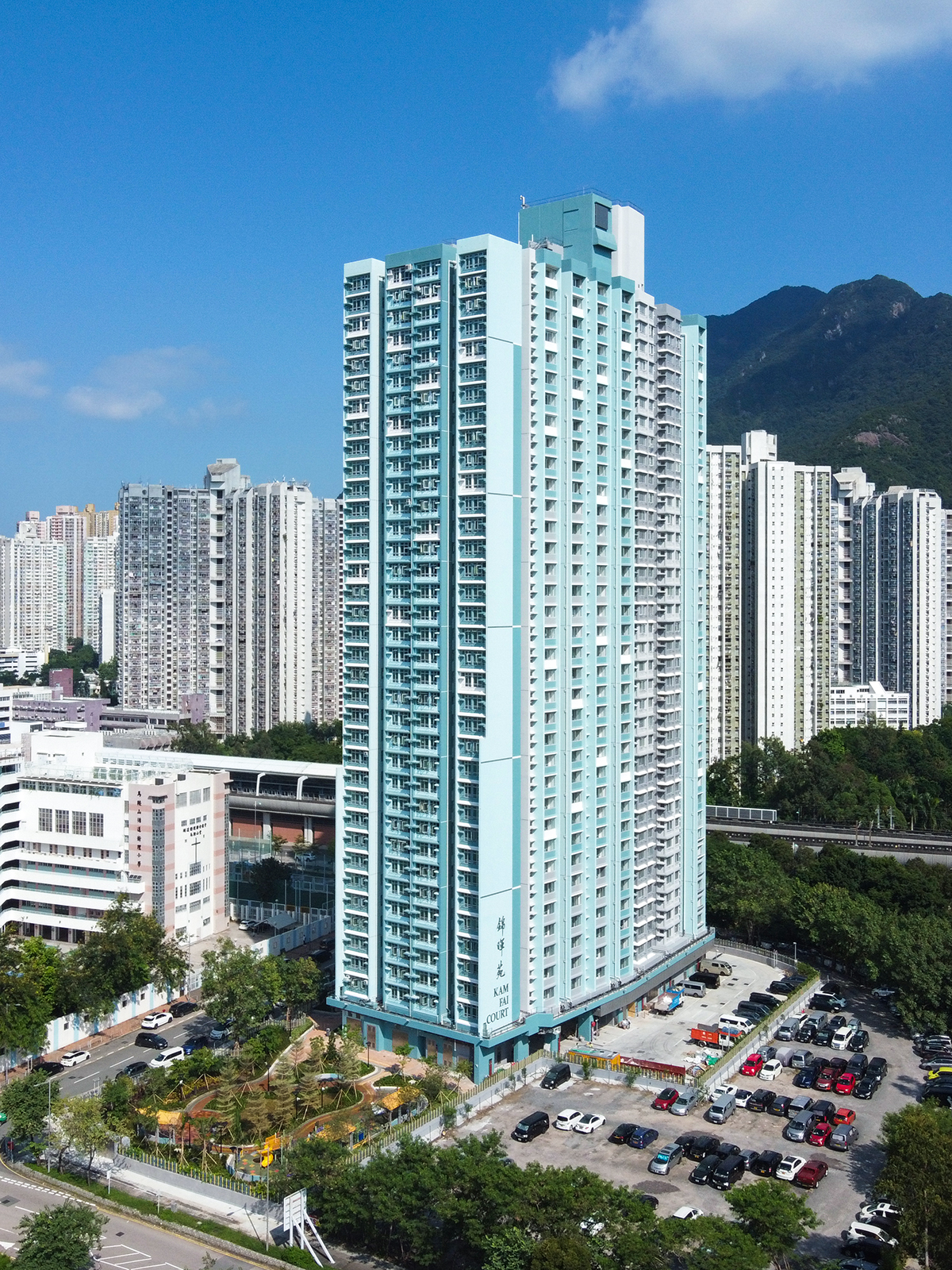
錦暉苑（2020年10月）
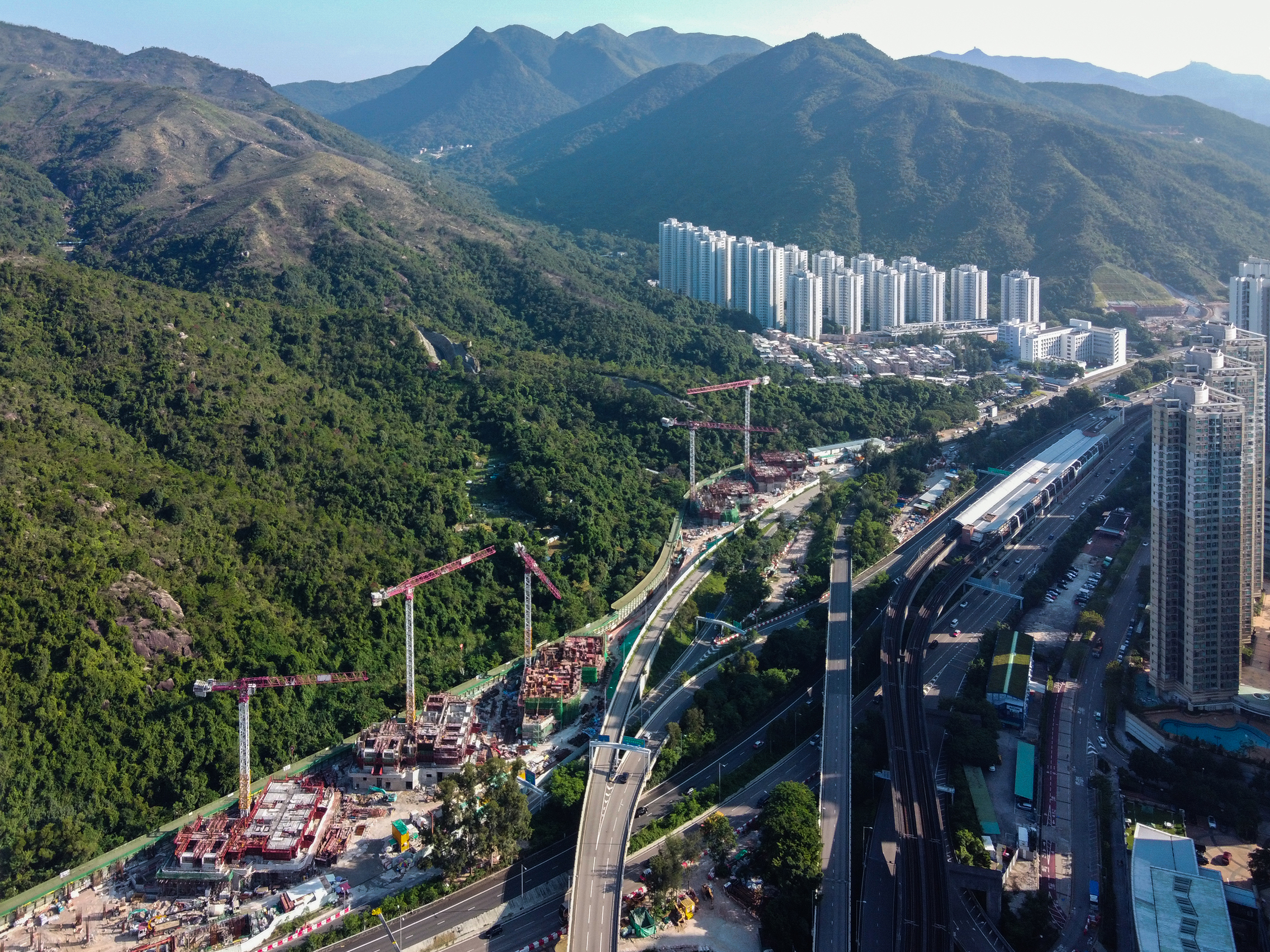
興建中的錦駿苑（2020年10月）

### 私人屋苑
- 新港城[23]（發展商：恆基兆業地產）
- 雅典居[24]（發展商：新鴻基地產）
- 雅濤居[25]（發展商：信和置業、凱德集團）
- 海濤居[26]（發展商：恆基兆業地產）
- 海典居[27]（發展商：信和置業）
- 海典灣[28]（發展商：信和置業）
- 海栢花園[29]（發展商：長江實業）
- 馬鞍山中心（發展商：南豐發展）
- 迎濤灣[30]（發展商：華懋集團）
- 聽濤雅苑[31]（發展商：長江實業轄下和記黃埔地產有限公司及協和建設）
- 觀瀾雅軒（發展商：恒隆地產）
- 嘉華星濤灣（發展商：嘉華國際）
- 嵐岸（發展商：長江實業）
- 翠擁華庭[32]（發展商：長江實業及和記黃埔）
- 銀湖·天峰（港鐵屯馬綫烏溪沙站上蓋發展項目，發展商：港鐵公司及信和置業)
- 天宇海（發展商：長江實業）
- 迎海（發展商：恆基兆業地產、新世界發展及培新集團）
- 星漣海（發展商：長江實業)
- 雲海（發展商：新鴻基地產）
- 薈朗（發展商：宏安地產）
- 薈晴（發展商：宏安地產）
- 泓碧（發展商：宏安地產及碧桂園）
- 峻源（發展商：中信泰富）

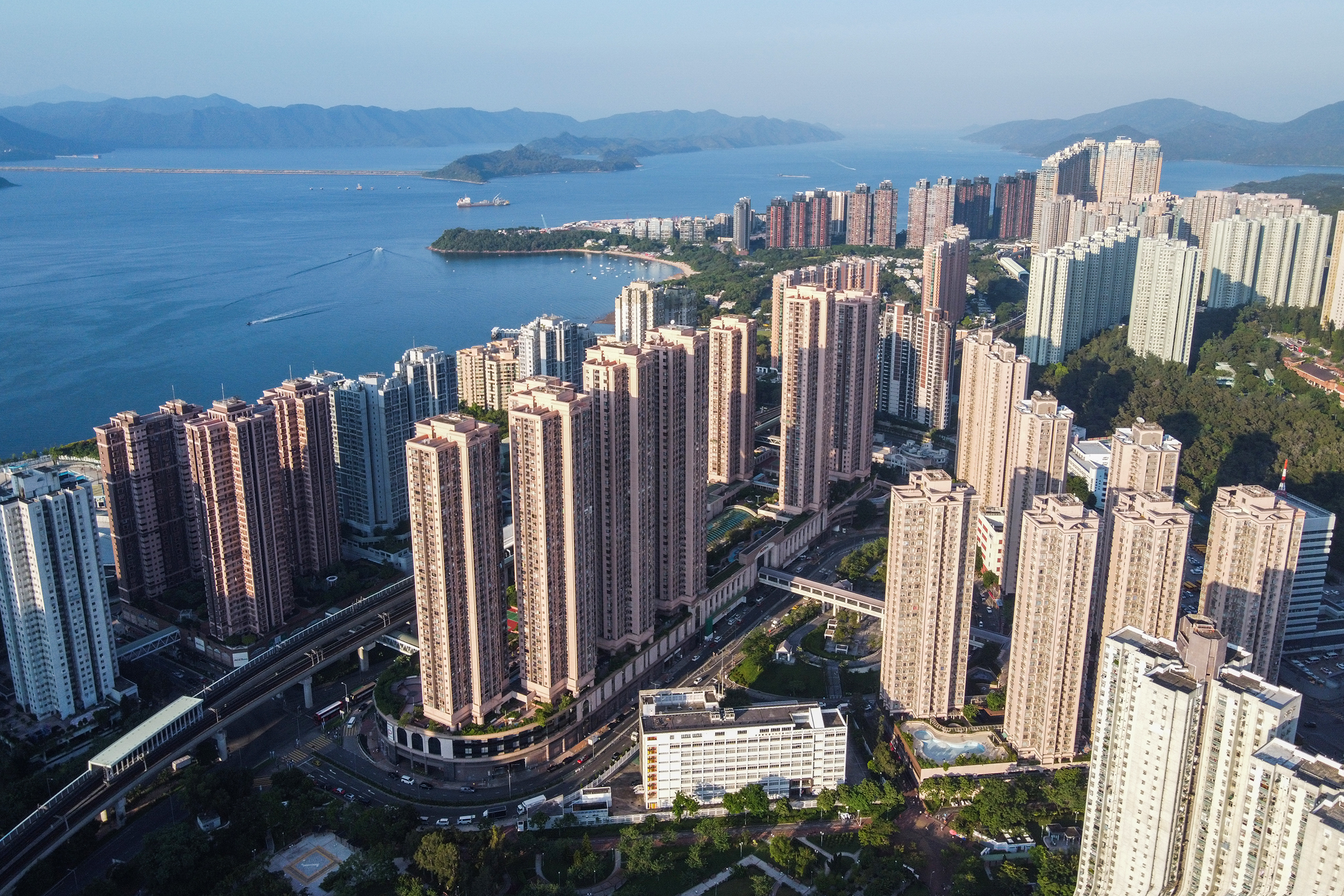
新港城
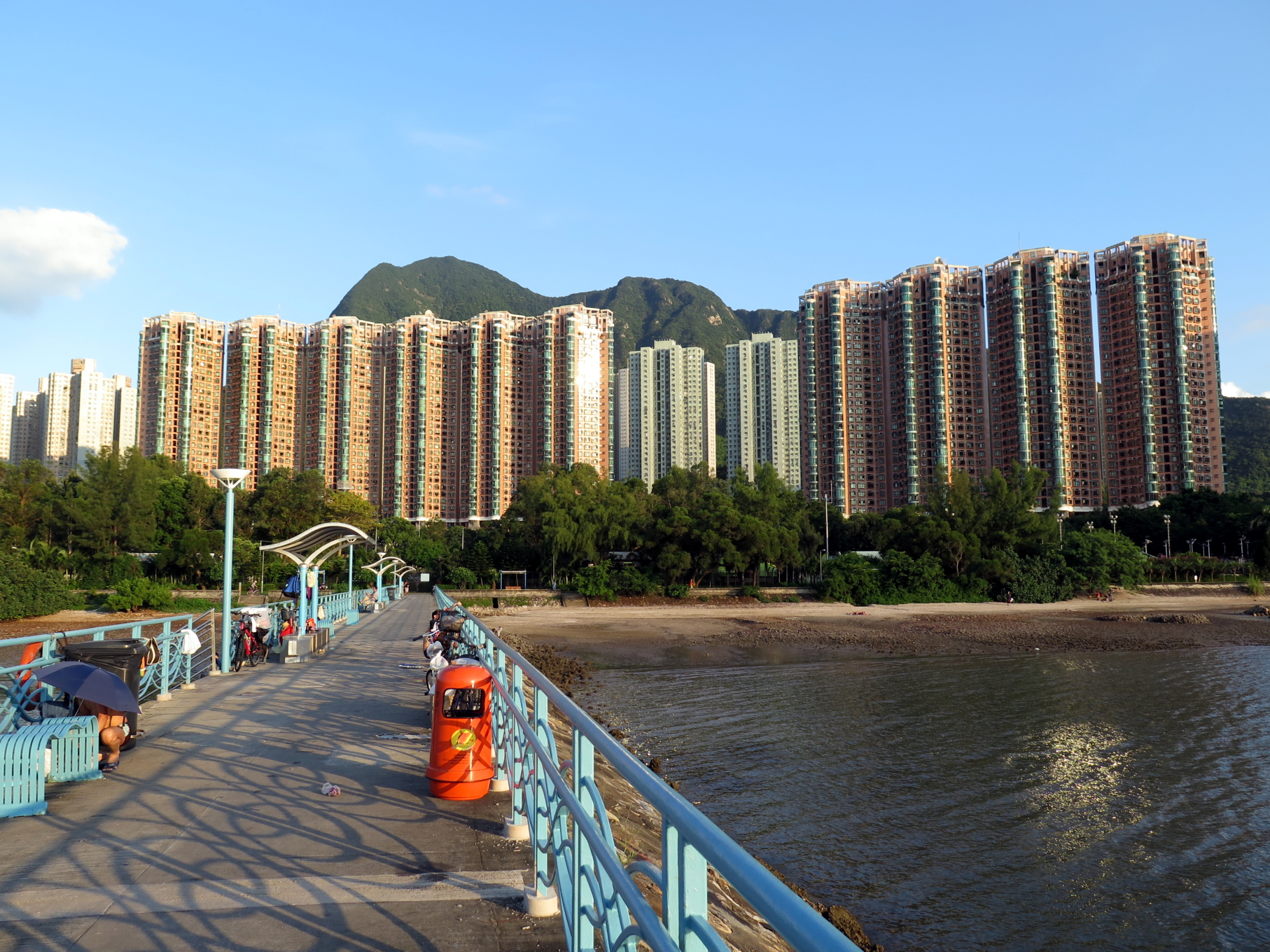
雅典居
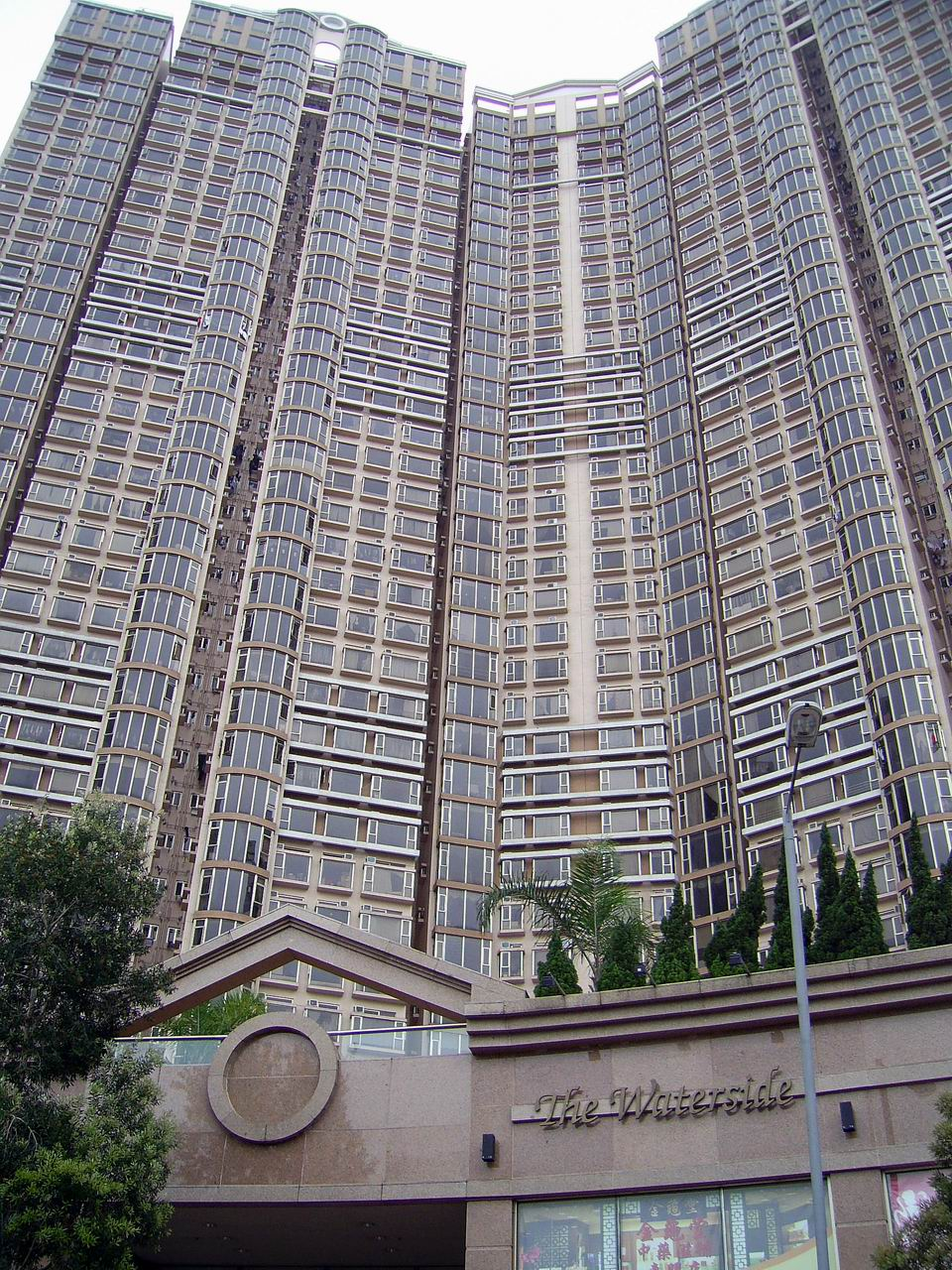
雅濤居
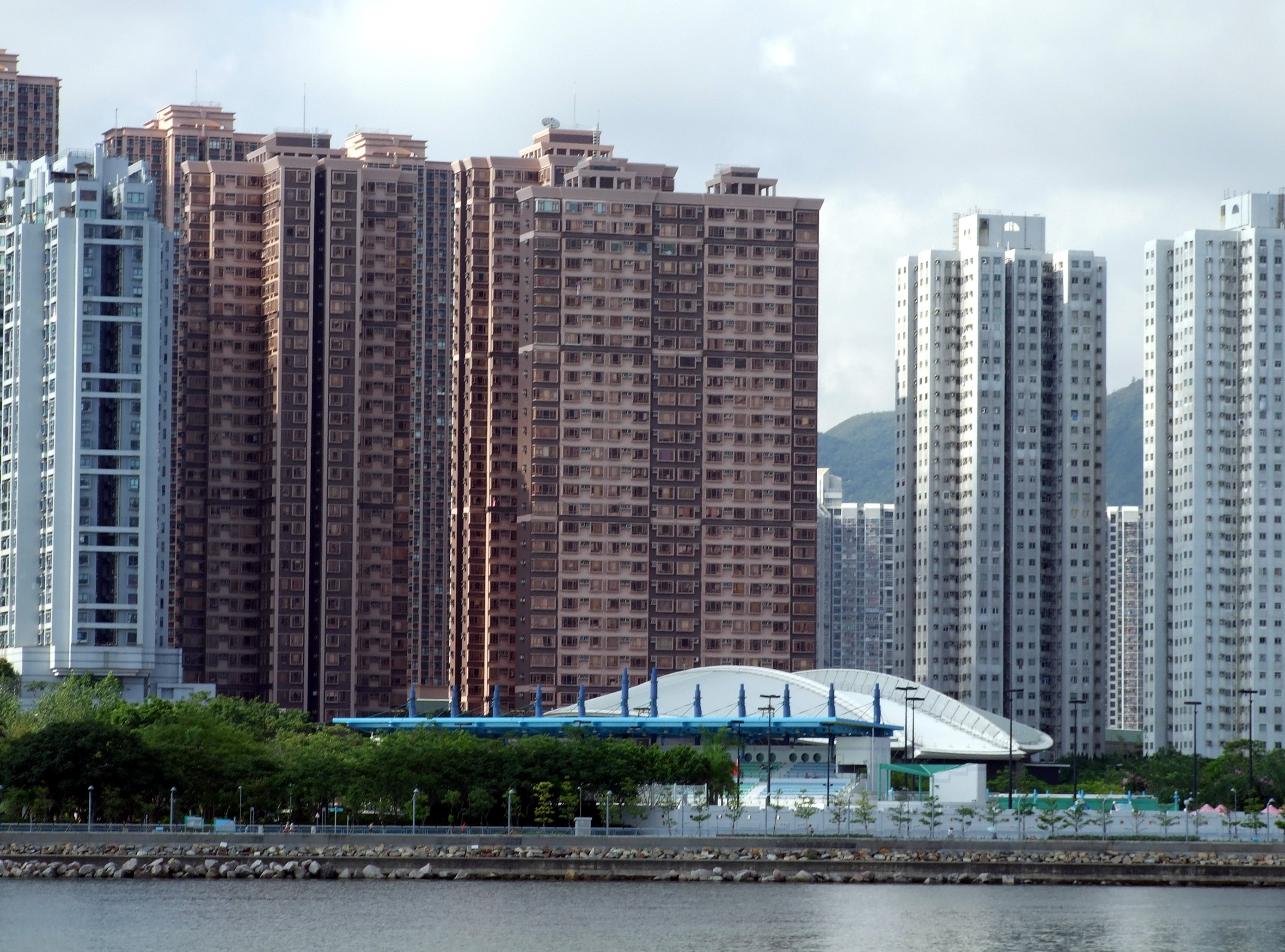
海濤居
海典居
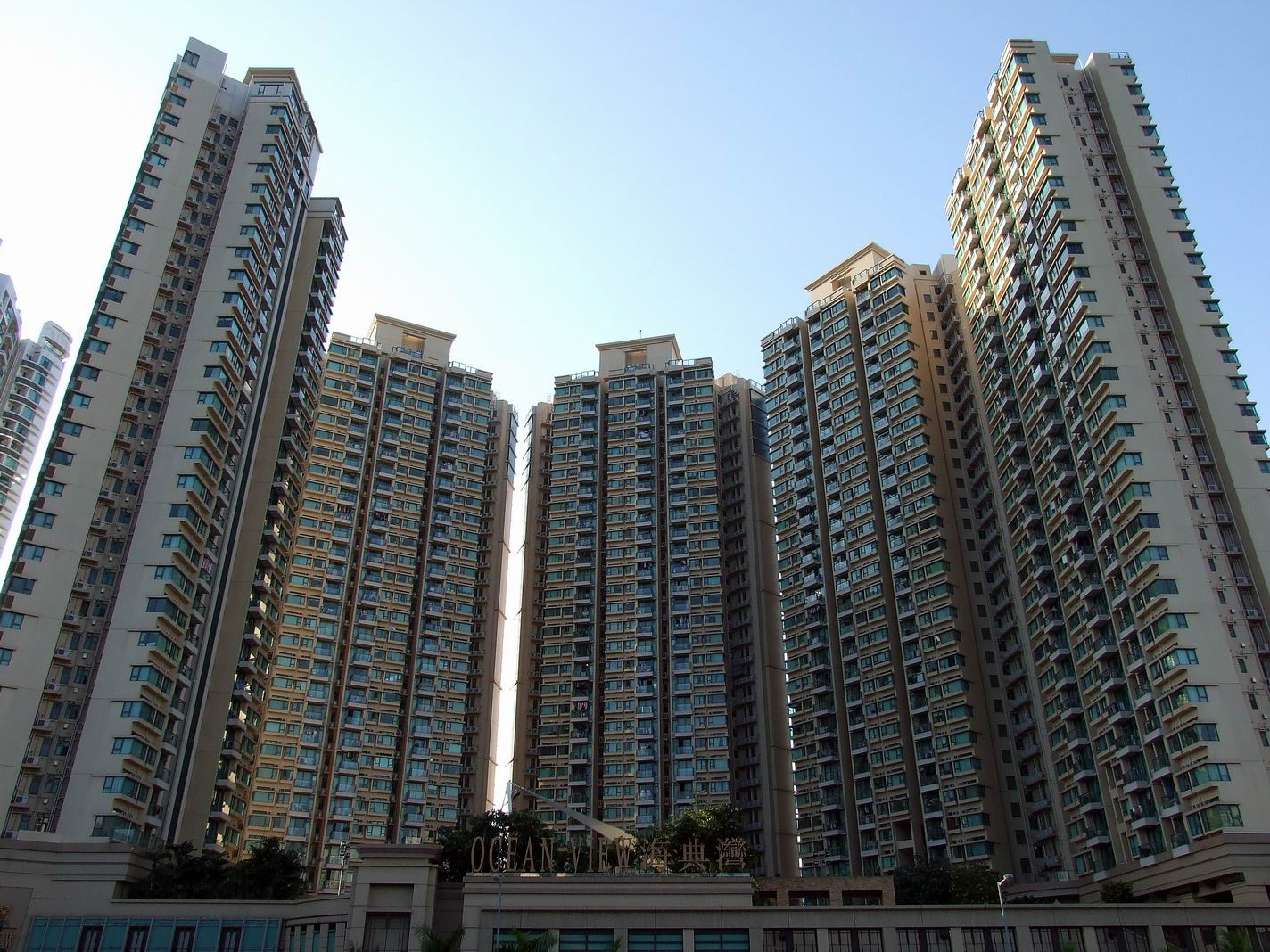
海典灣
海栢花園
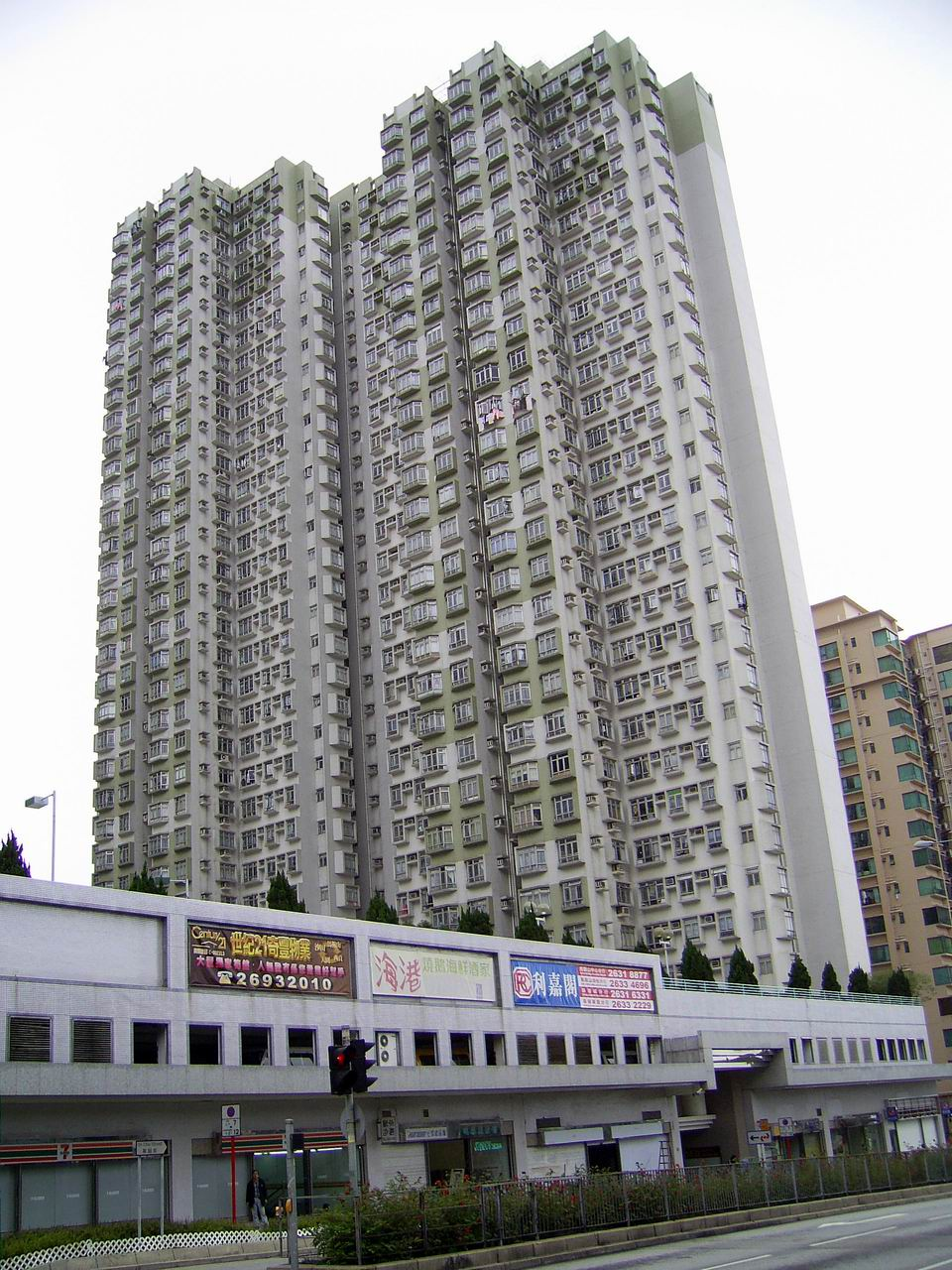
馬鞍山中心
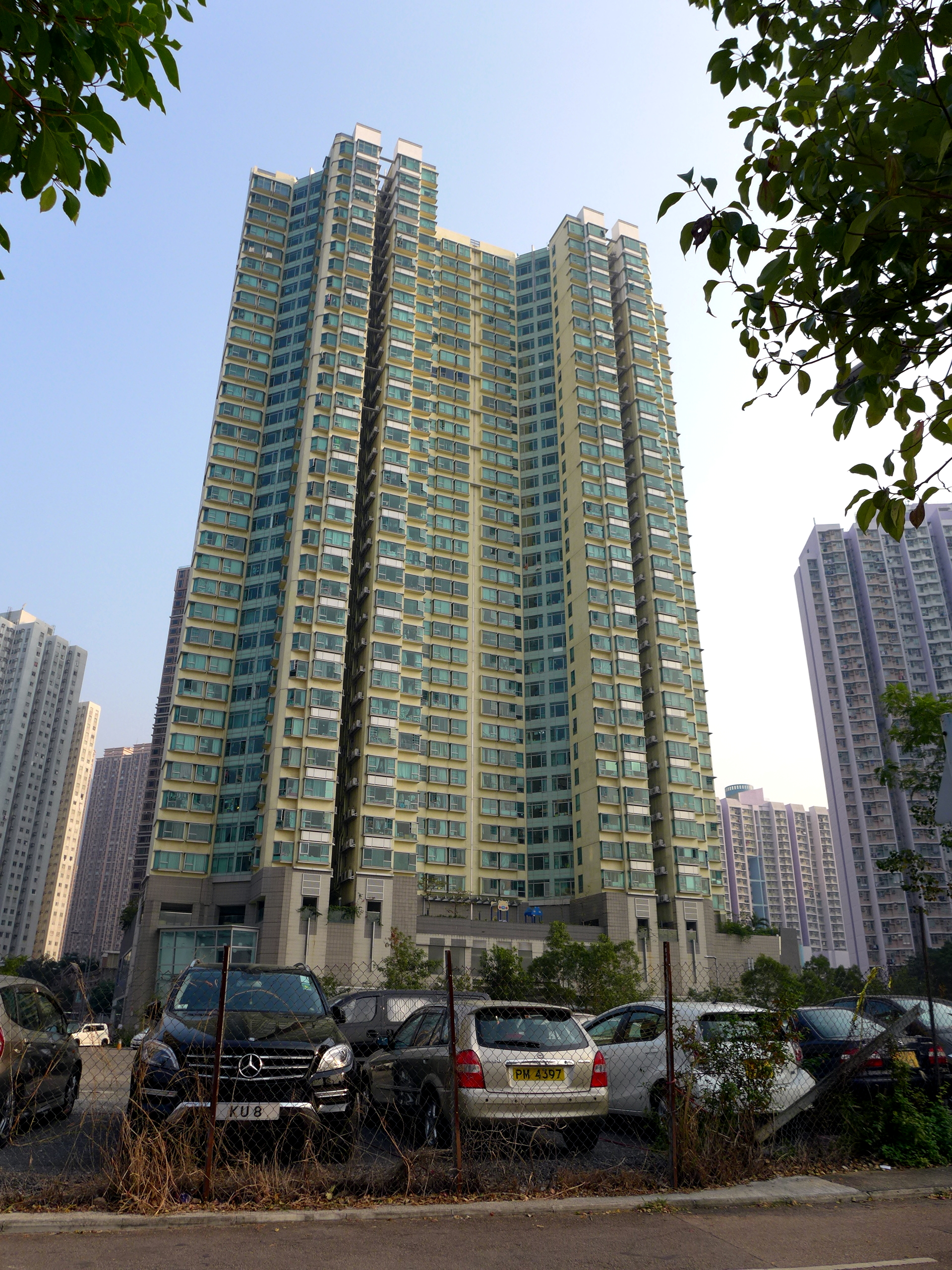
迎濤灣
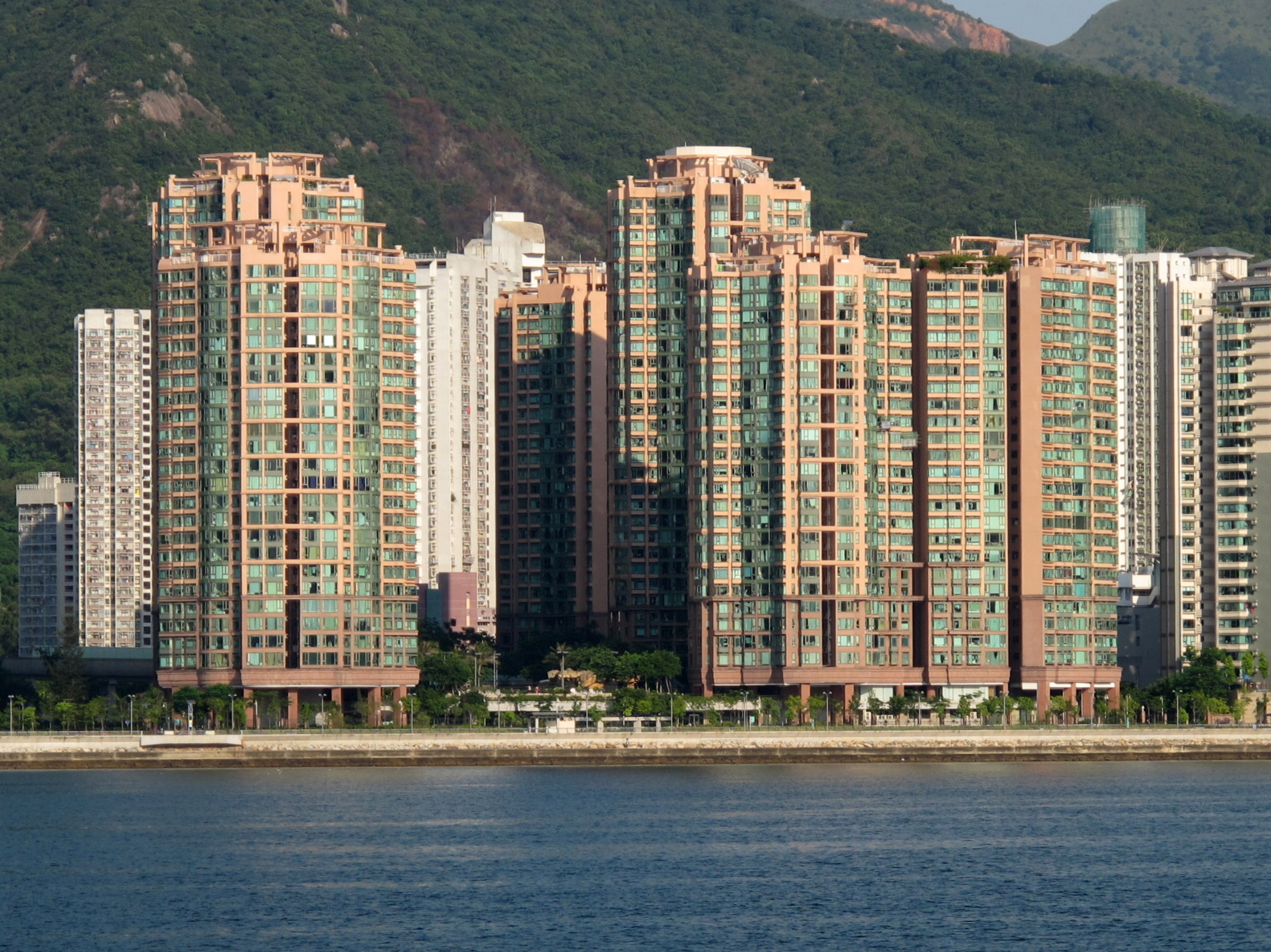
聽濤雅苑
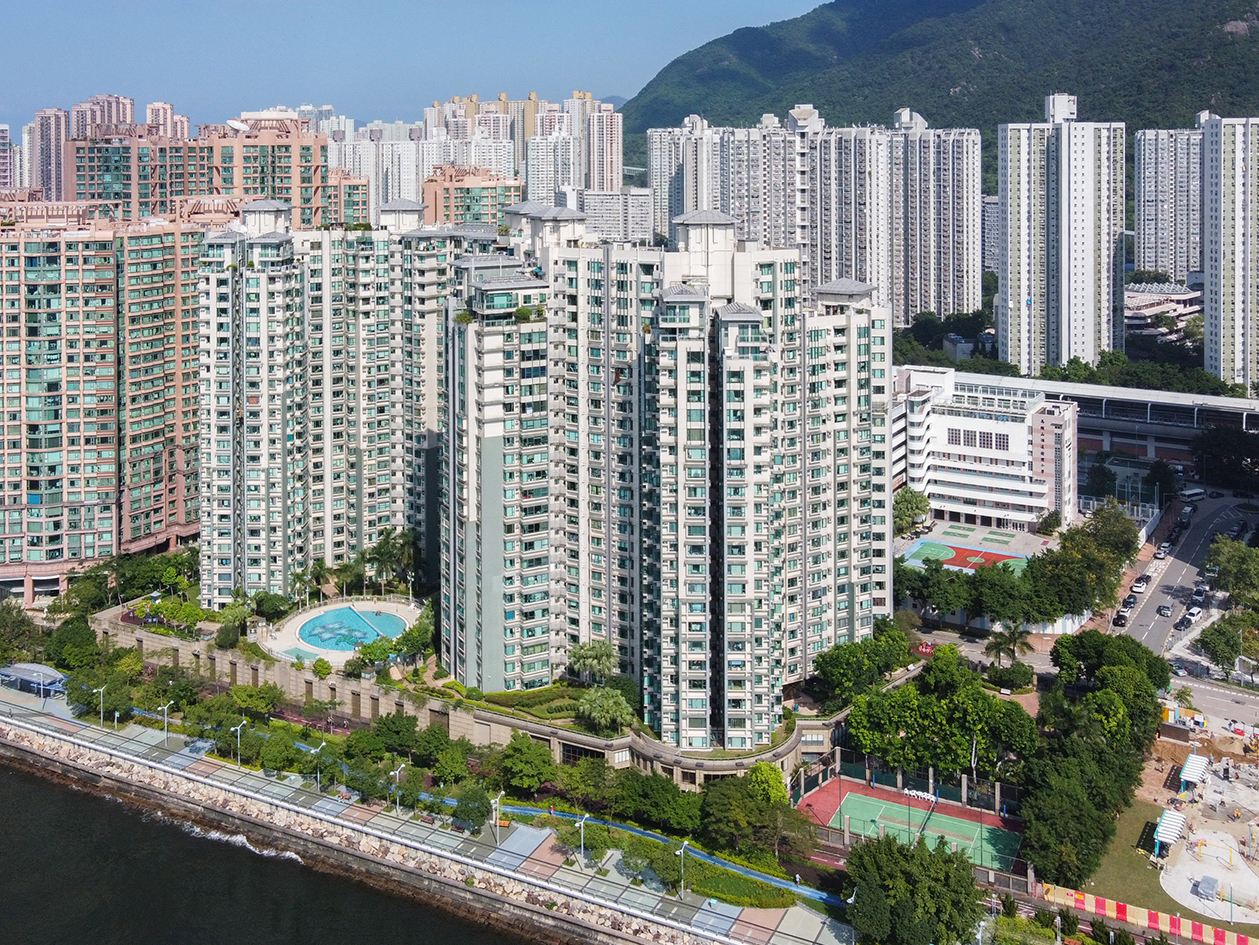
觀瀾雅軒
嘉華星濤灣
嵐岸
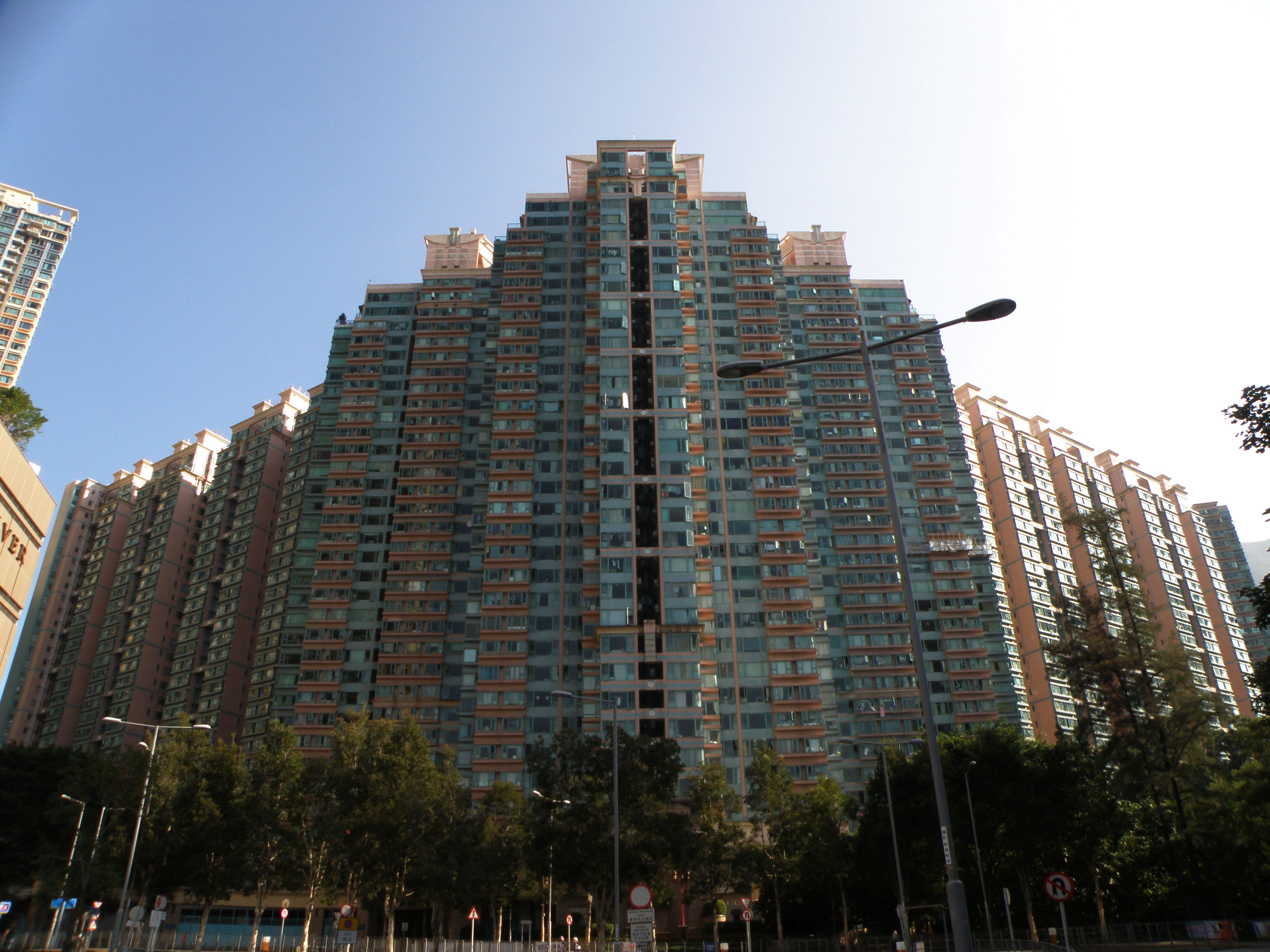
翠擁華庭
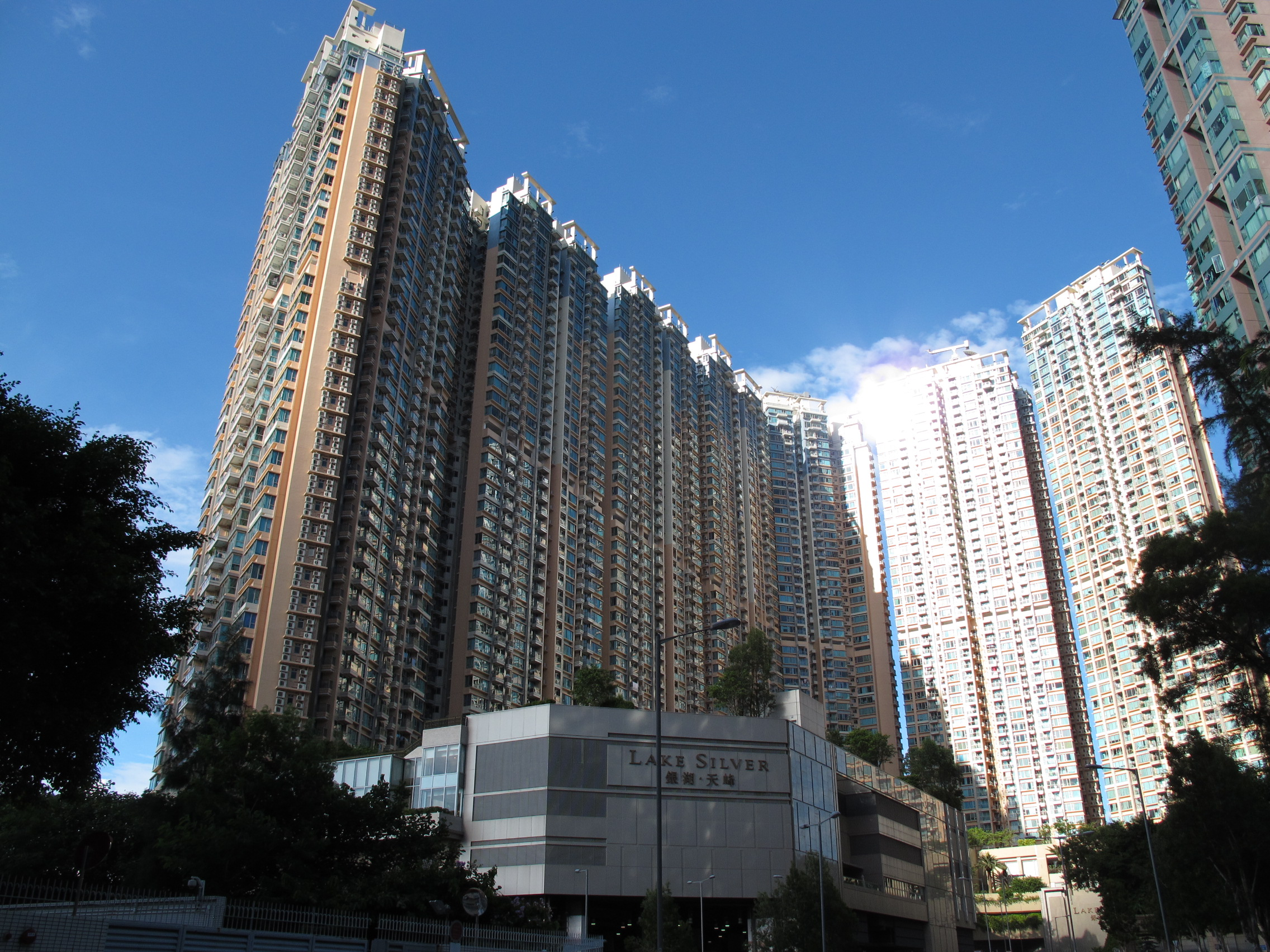
銀湖·天峰
天宇海
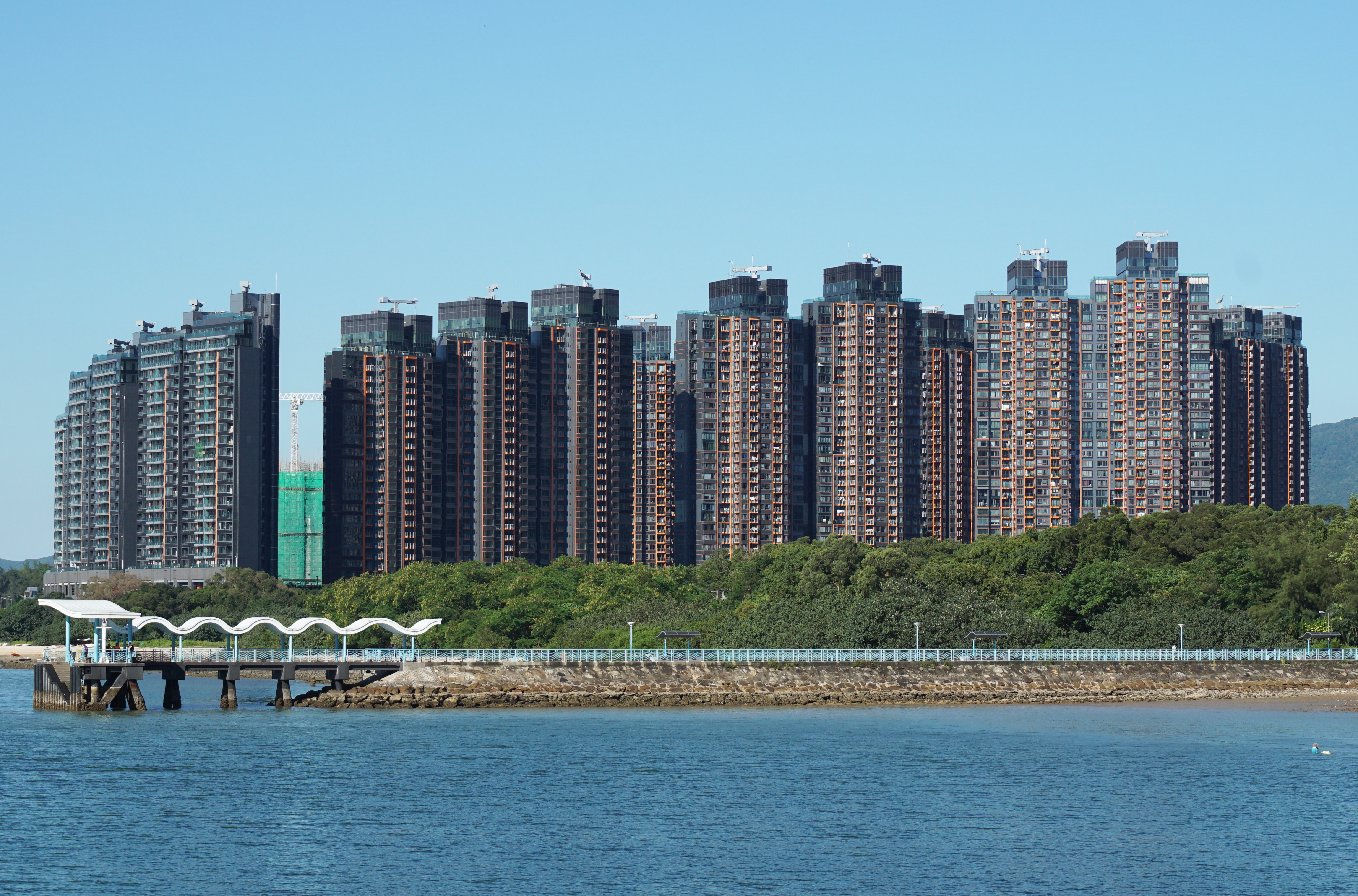
迎海

### 臨時房屋區
- 興安臨時房屋區（已於1999年清拆）
- 城安臨時房屋區（已於1999年清拆）

### 鄉村
- 烏溪沙村
  - 烏溪沙新村
- 長徑村
- 渡頭灣村

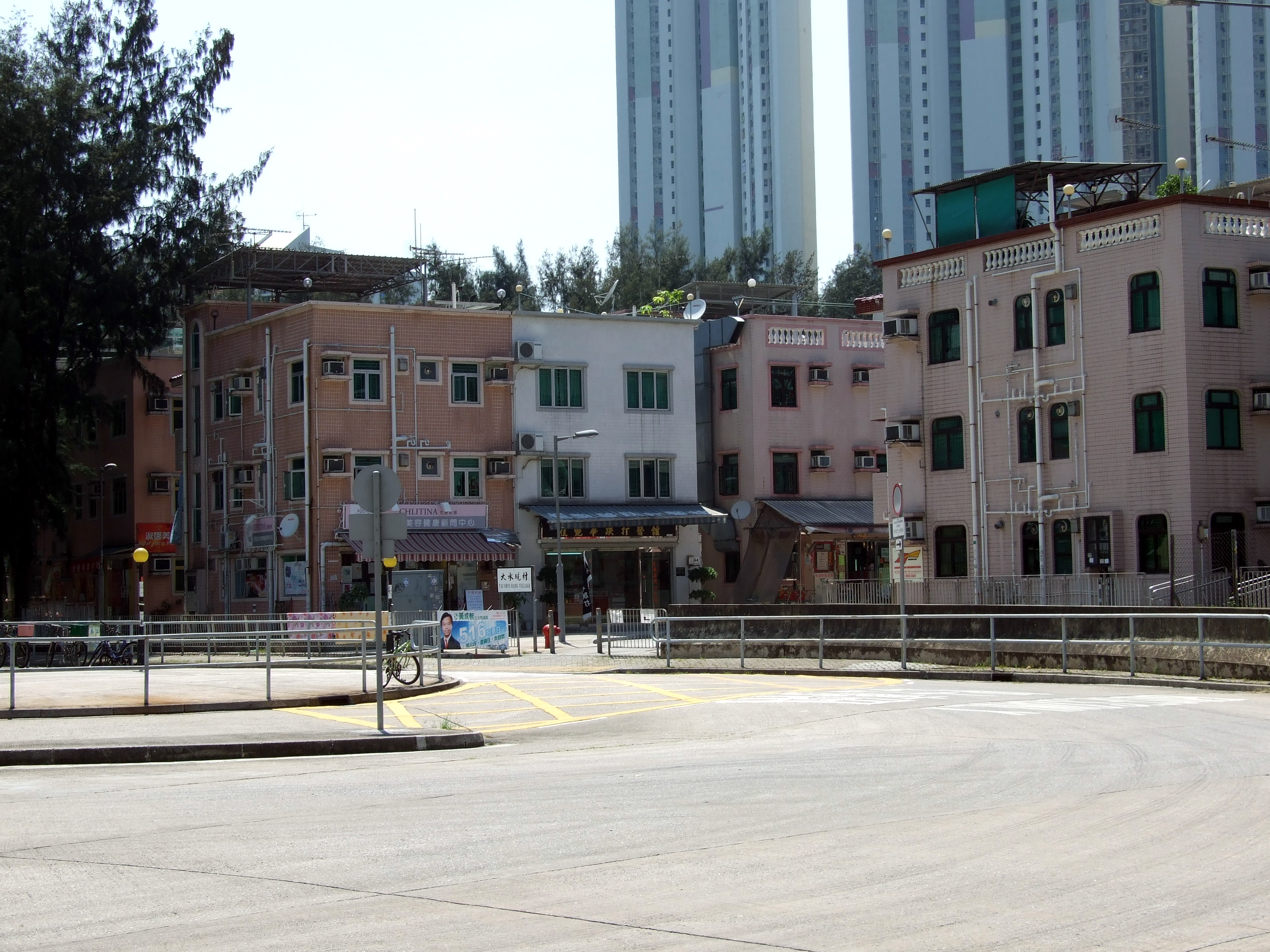
大水坑村
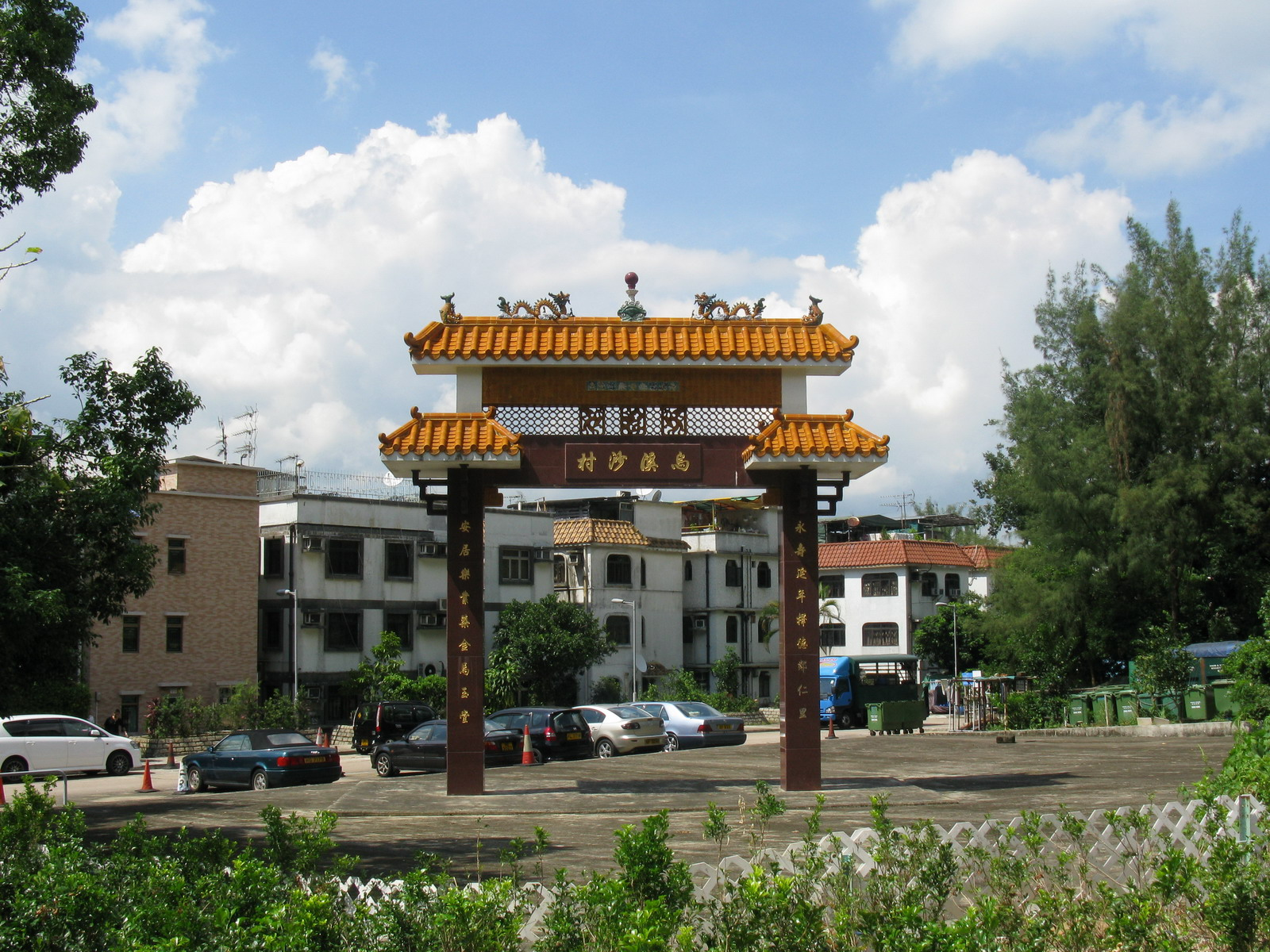
烏溪沙村牌坊
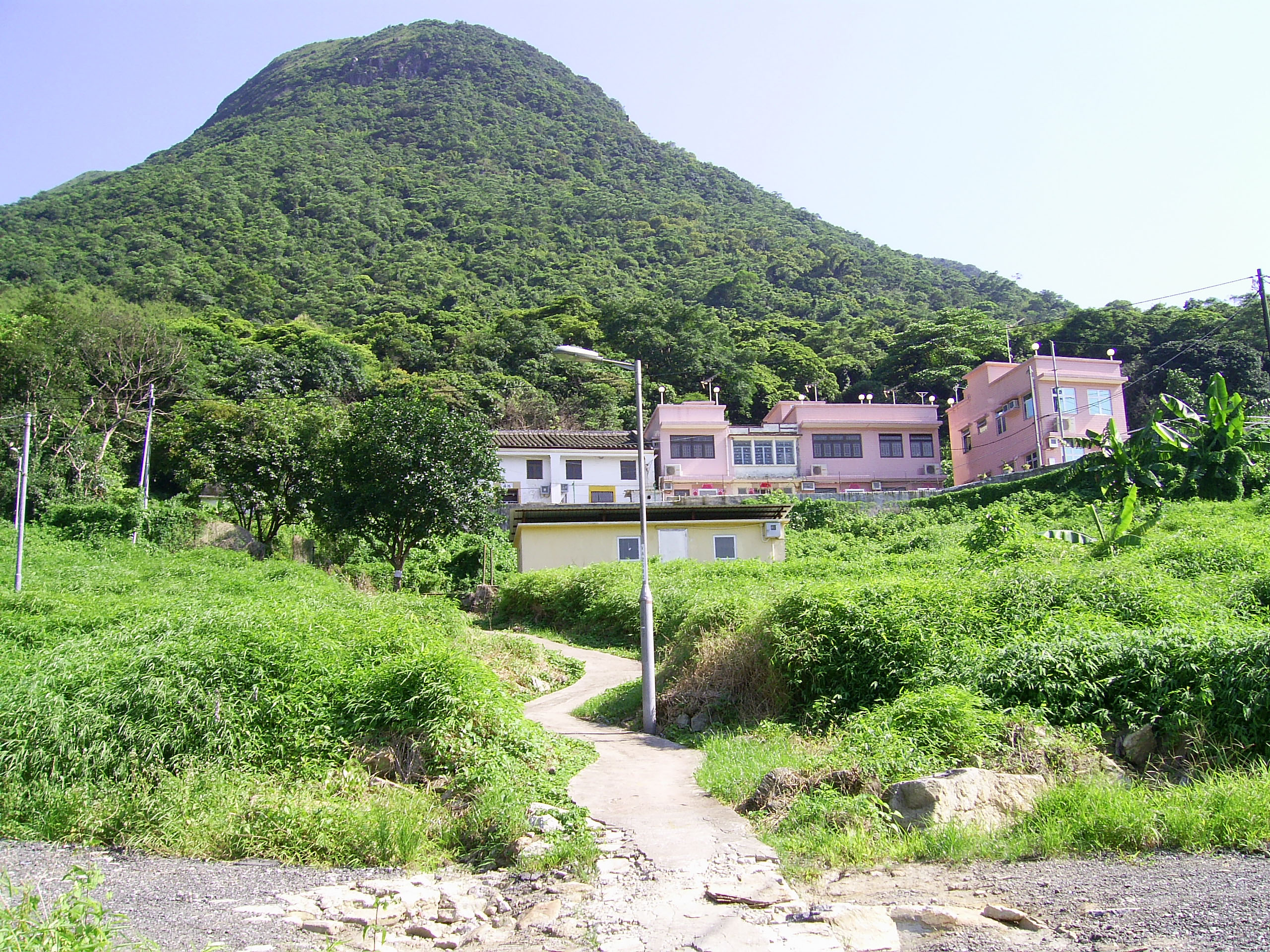
梅子林村
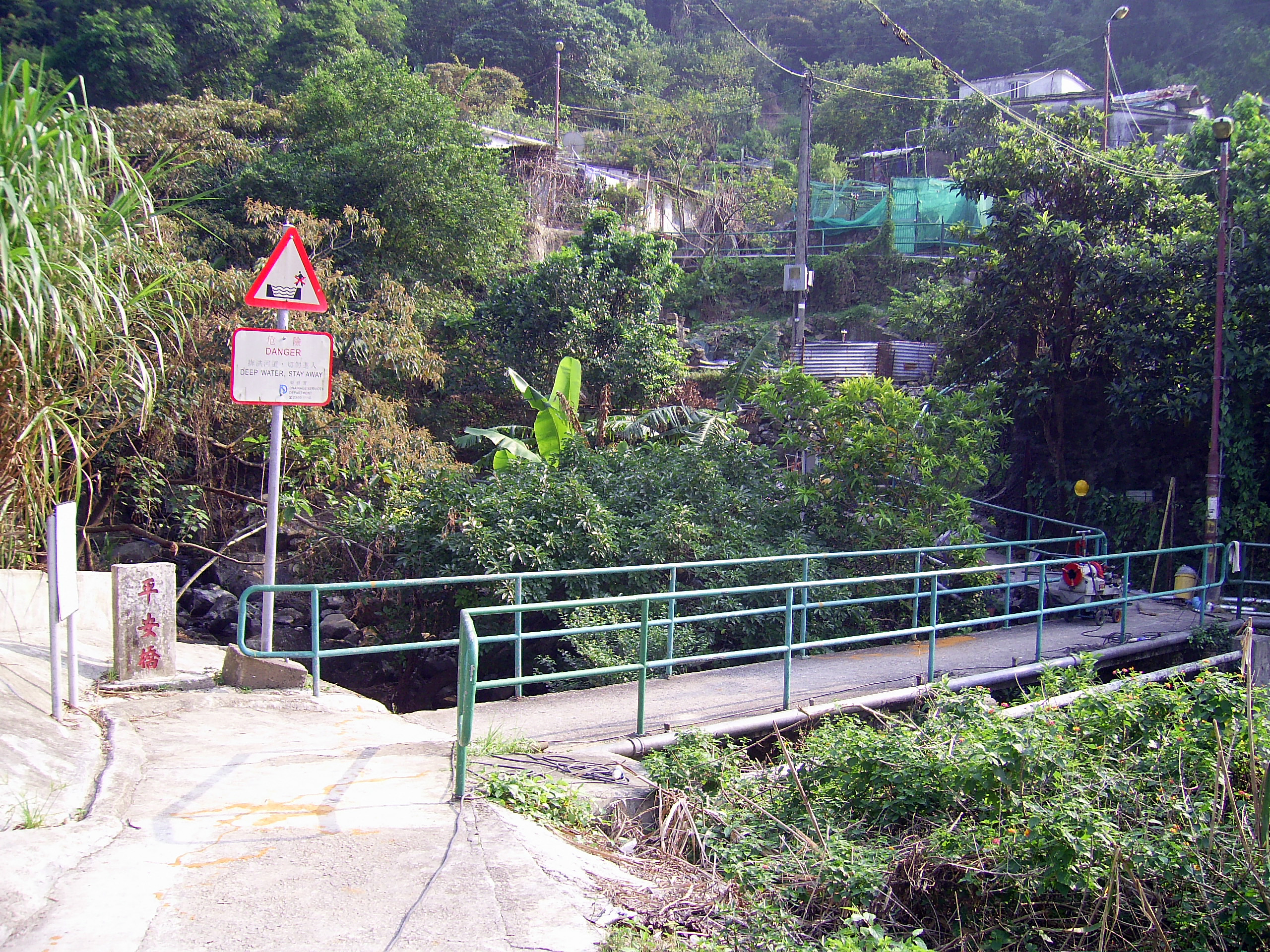
馬鞍山村
- 信義新村

- 大水坑村
- 烏溪沙村牌坊
- 梅子林村
- 馬鞍山上村

### 大型商場及其他
馬鞍山雖設有多個商場，不過多個大型屋苑入伙後，大多以連鎖式餐廳為主，食物選擇少，被公認為「美食沙漠」。2013年有區議員去信吉野家可在馬鞍山開業。到2018年恆安市場食街和吉野家進駐頌安商場後，才有所改善。
私人發展商場：
- 馬鞍山廣場

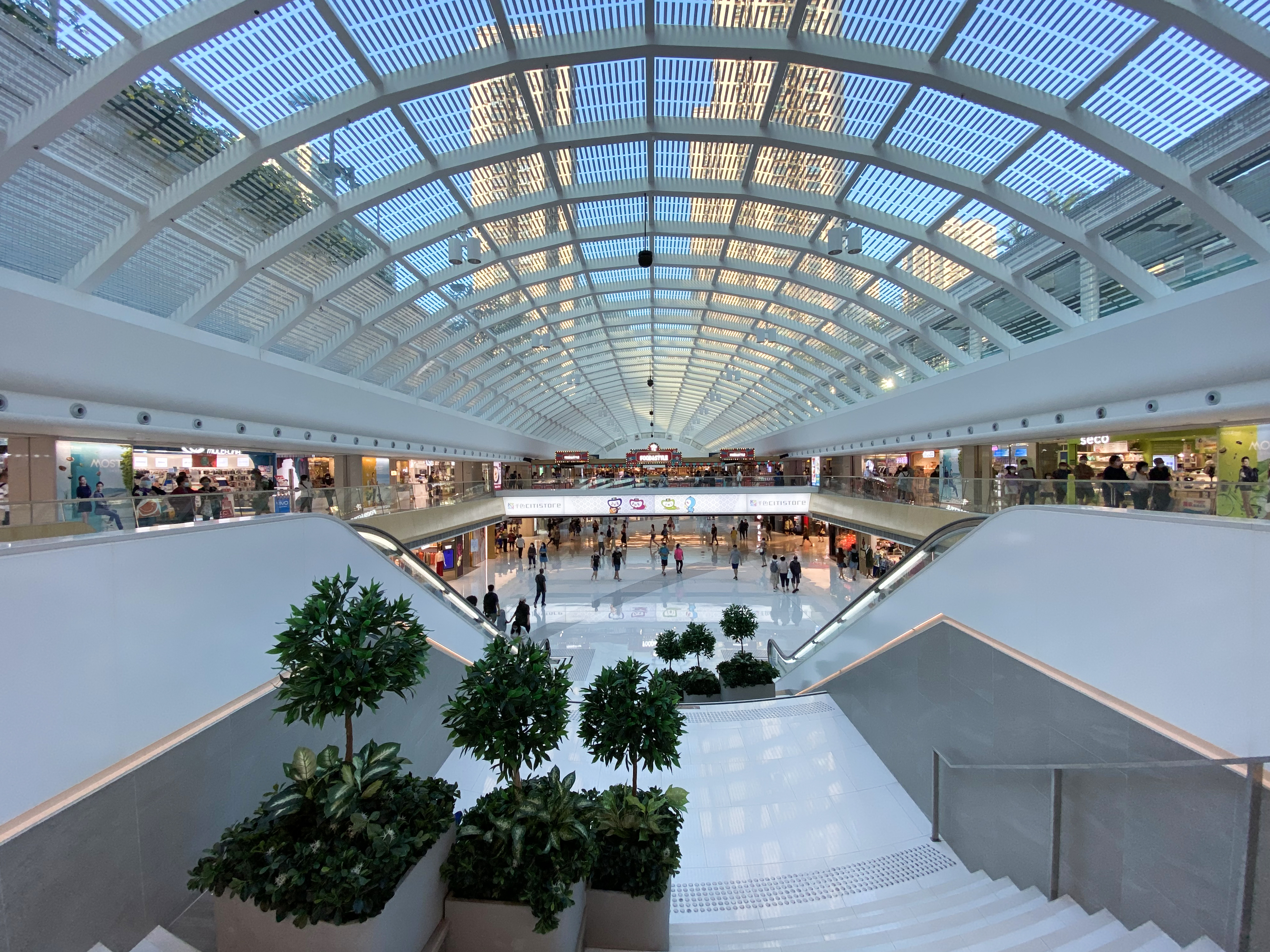
新港城中心
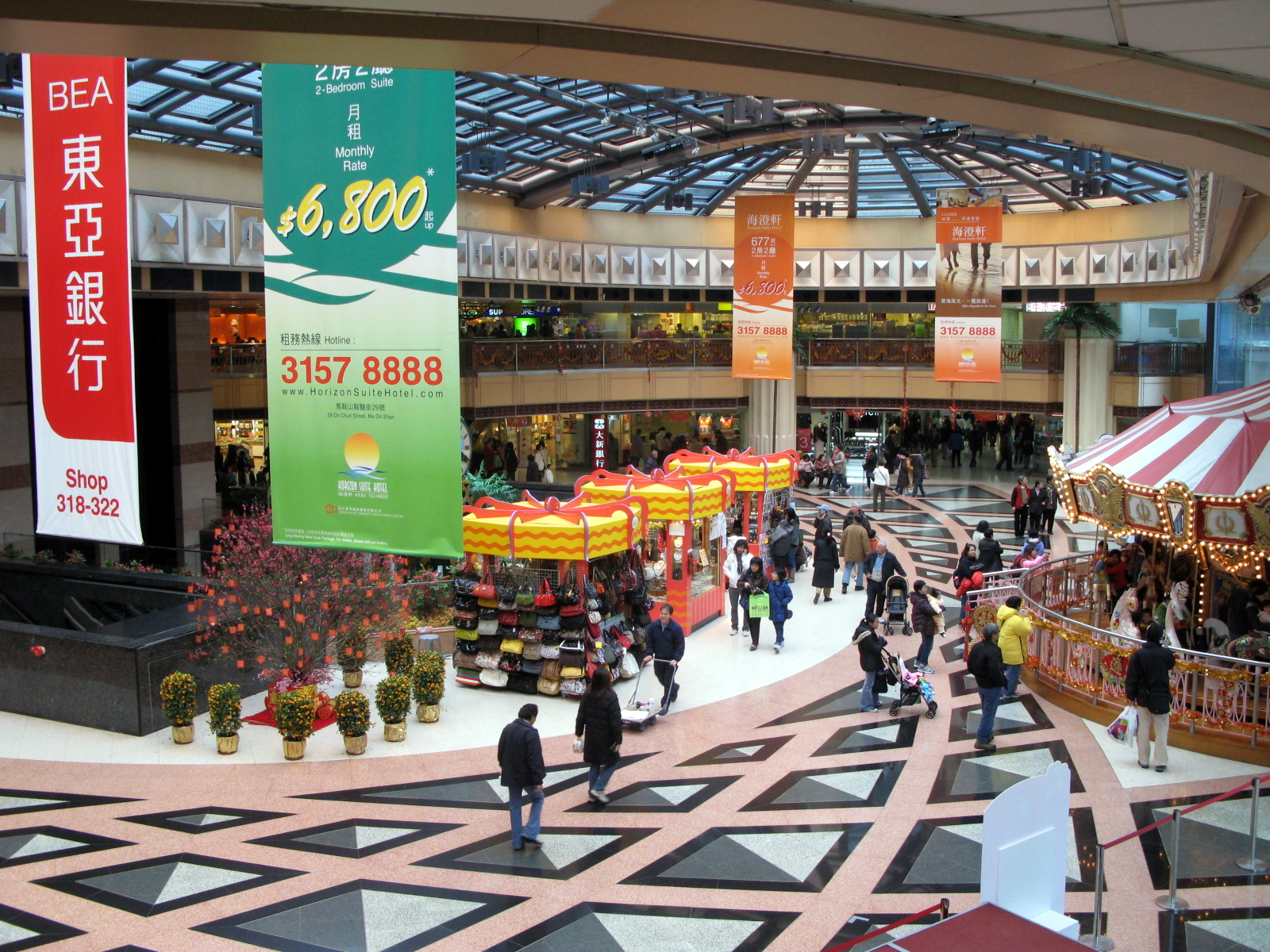
馬鞍山中心
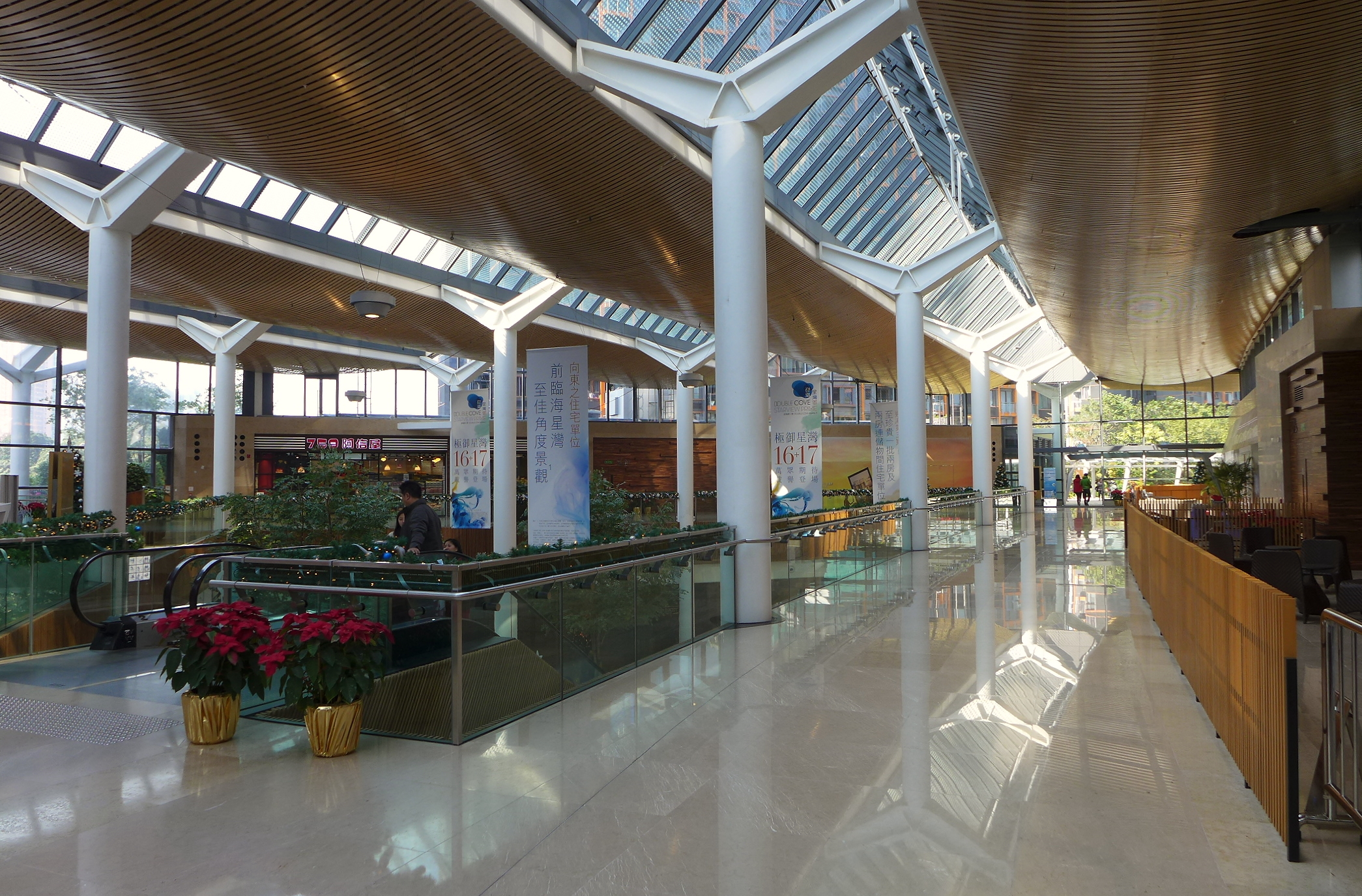
迎海薈
- We Go MALL
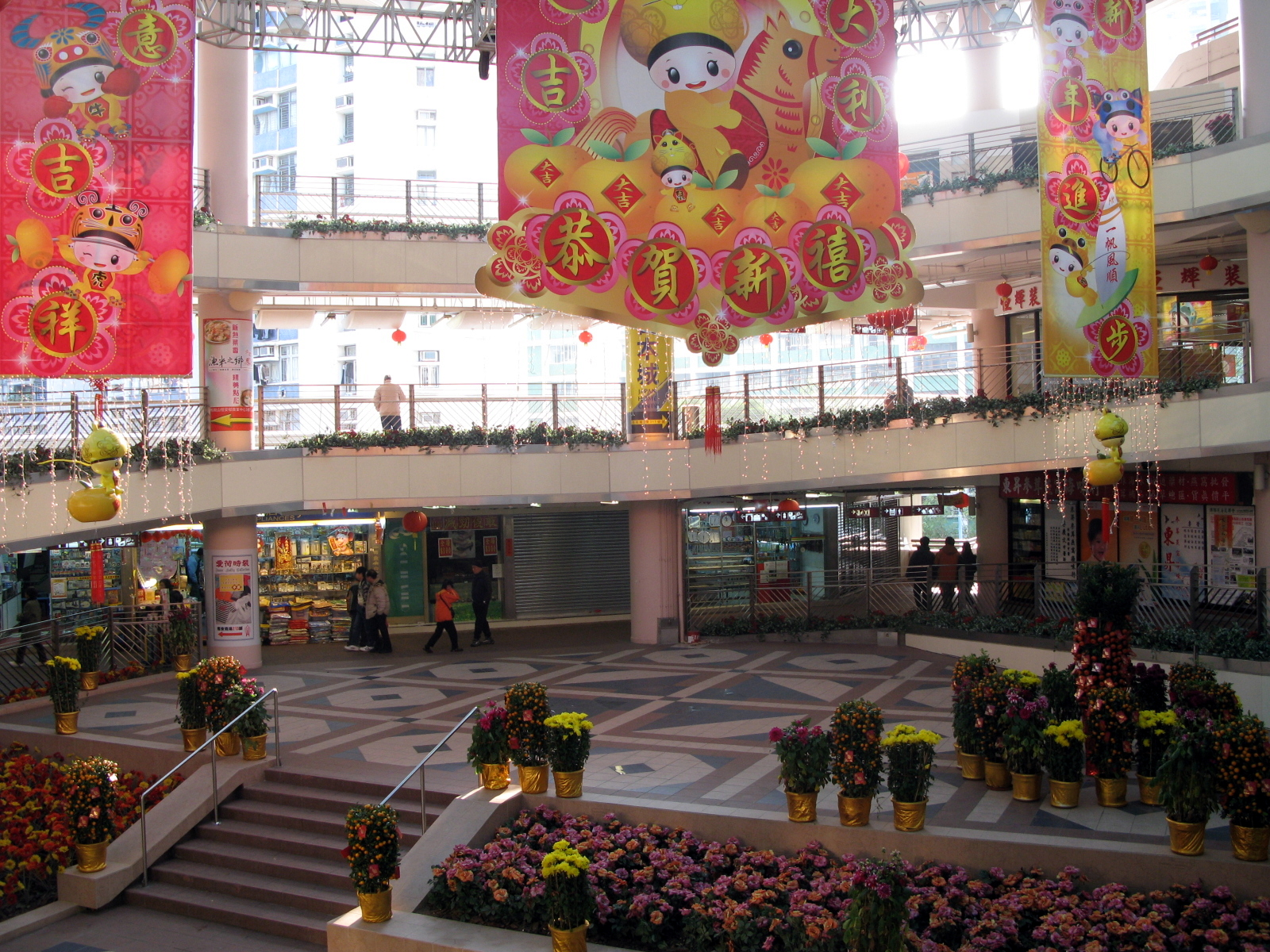
雅濤居購物商場
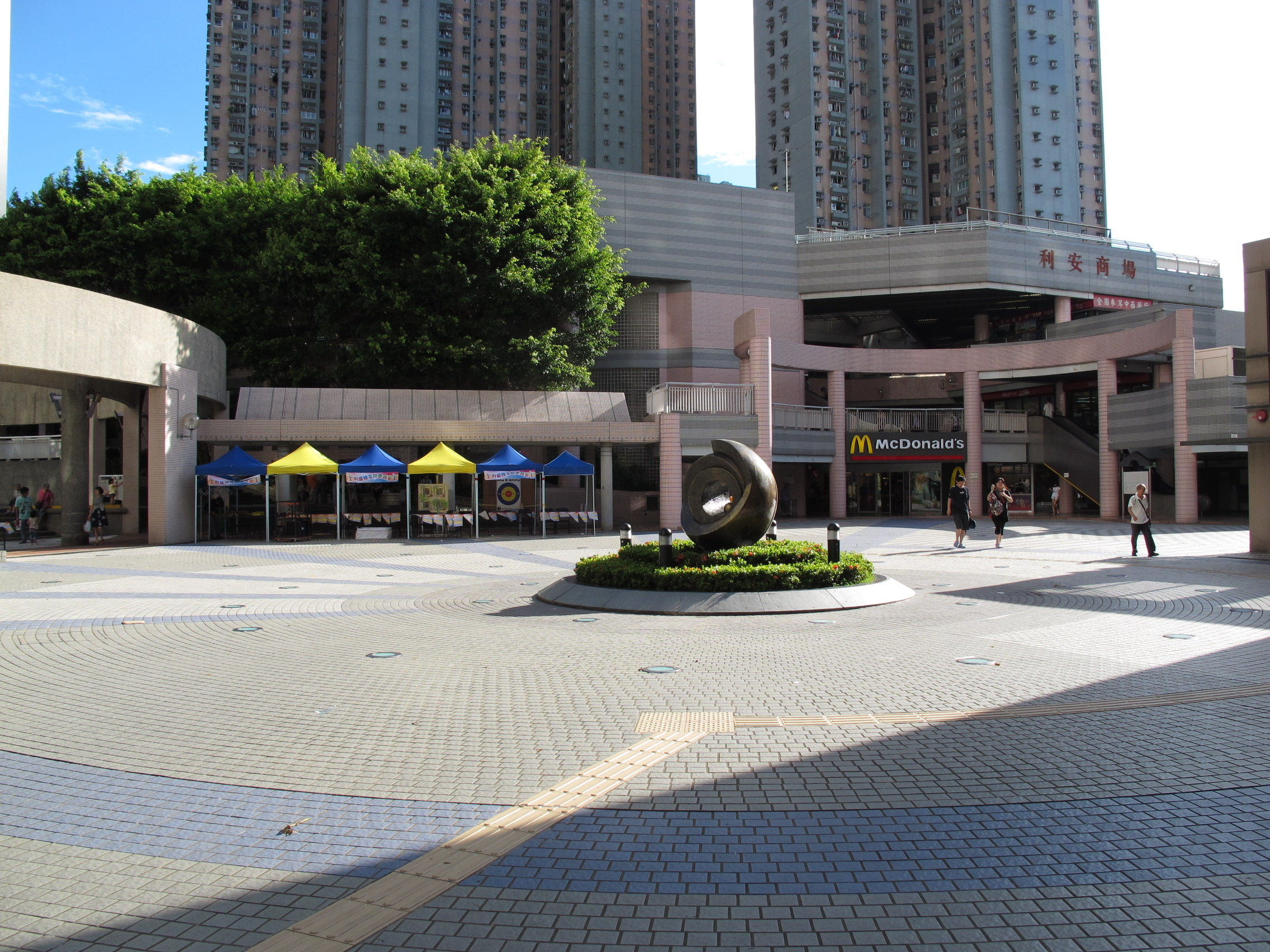
利安商場
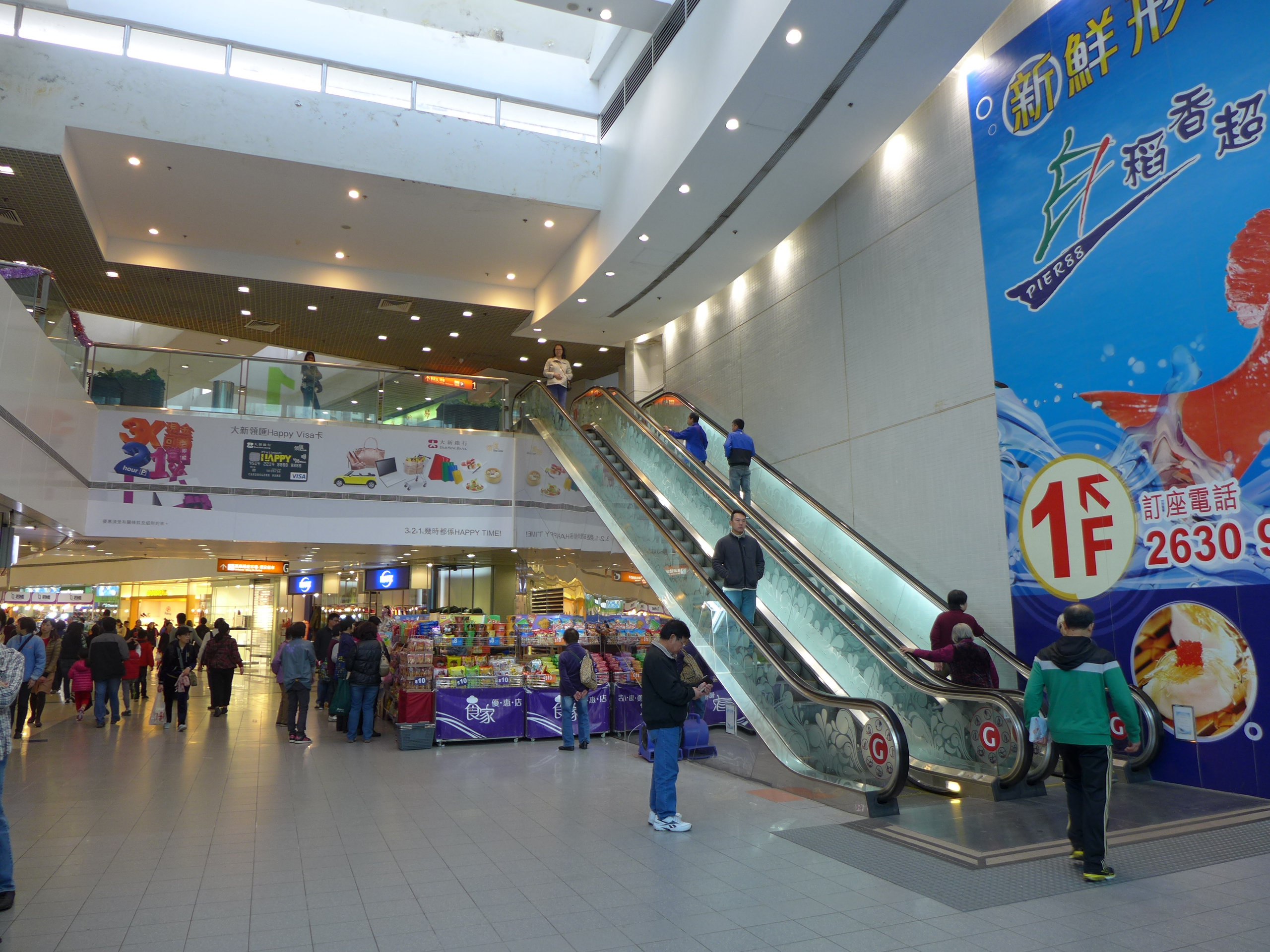
頌安商場
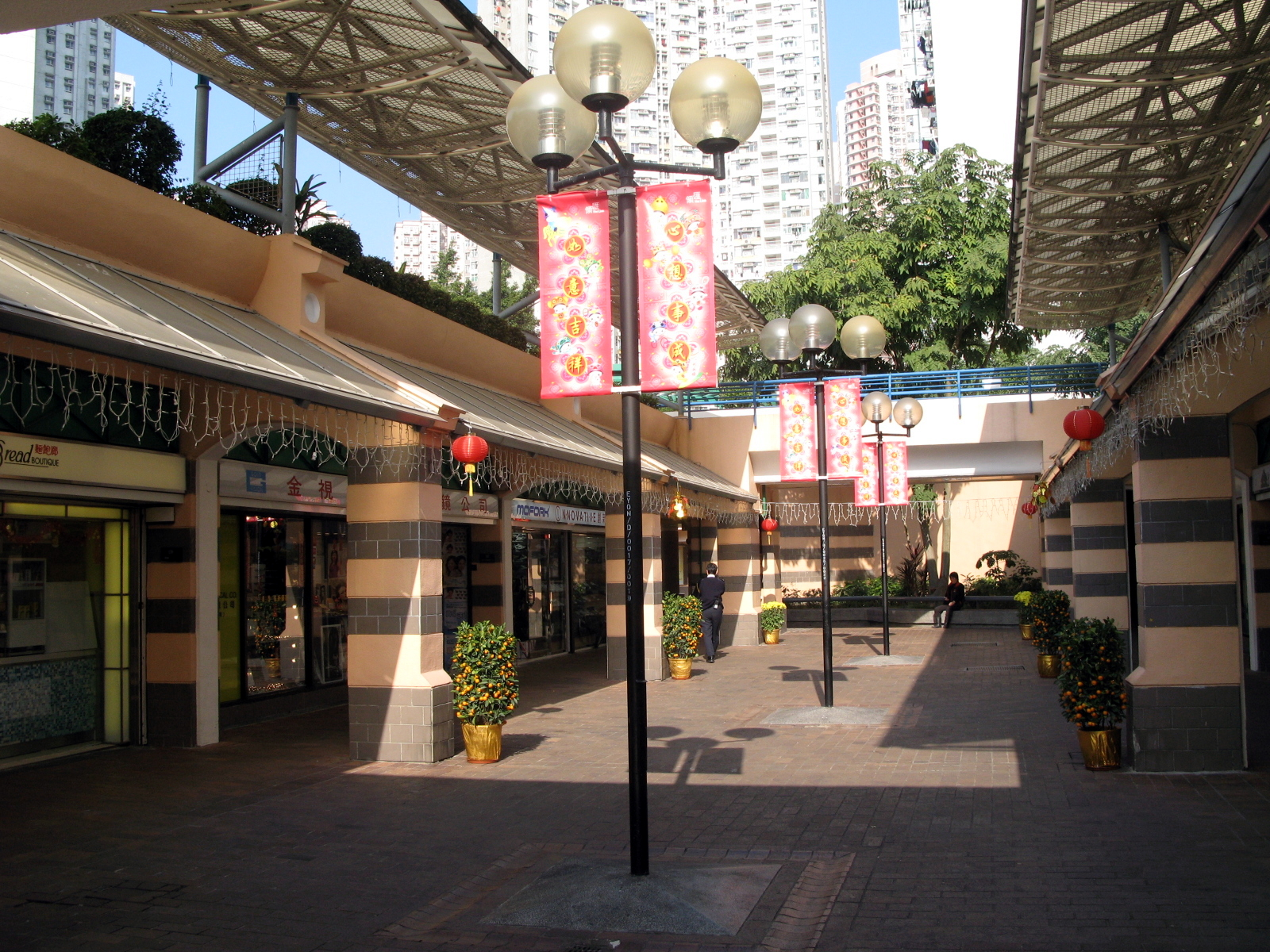
耀安商場
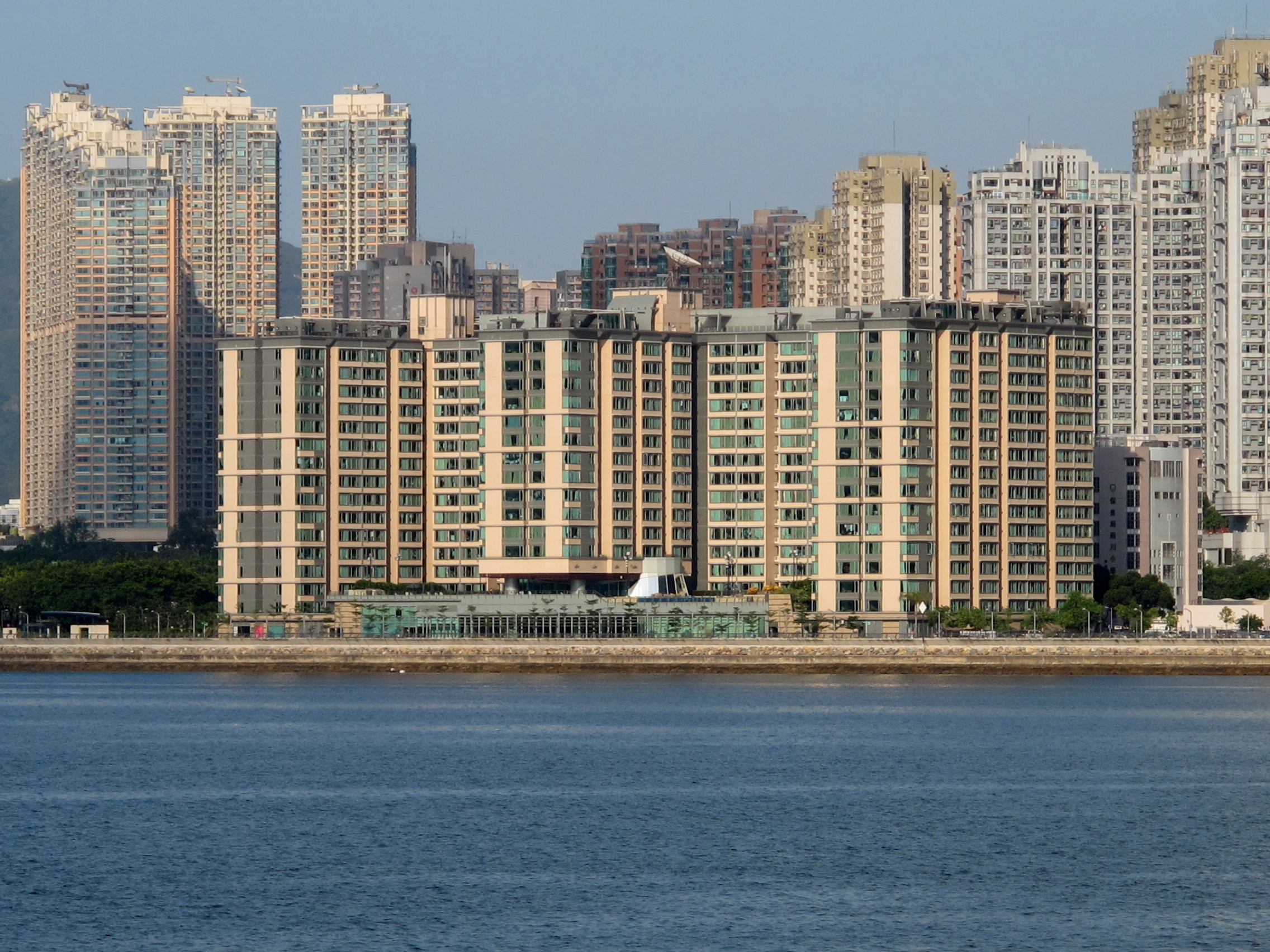
海澄軒
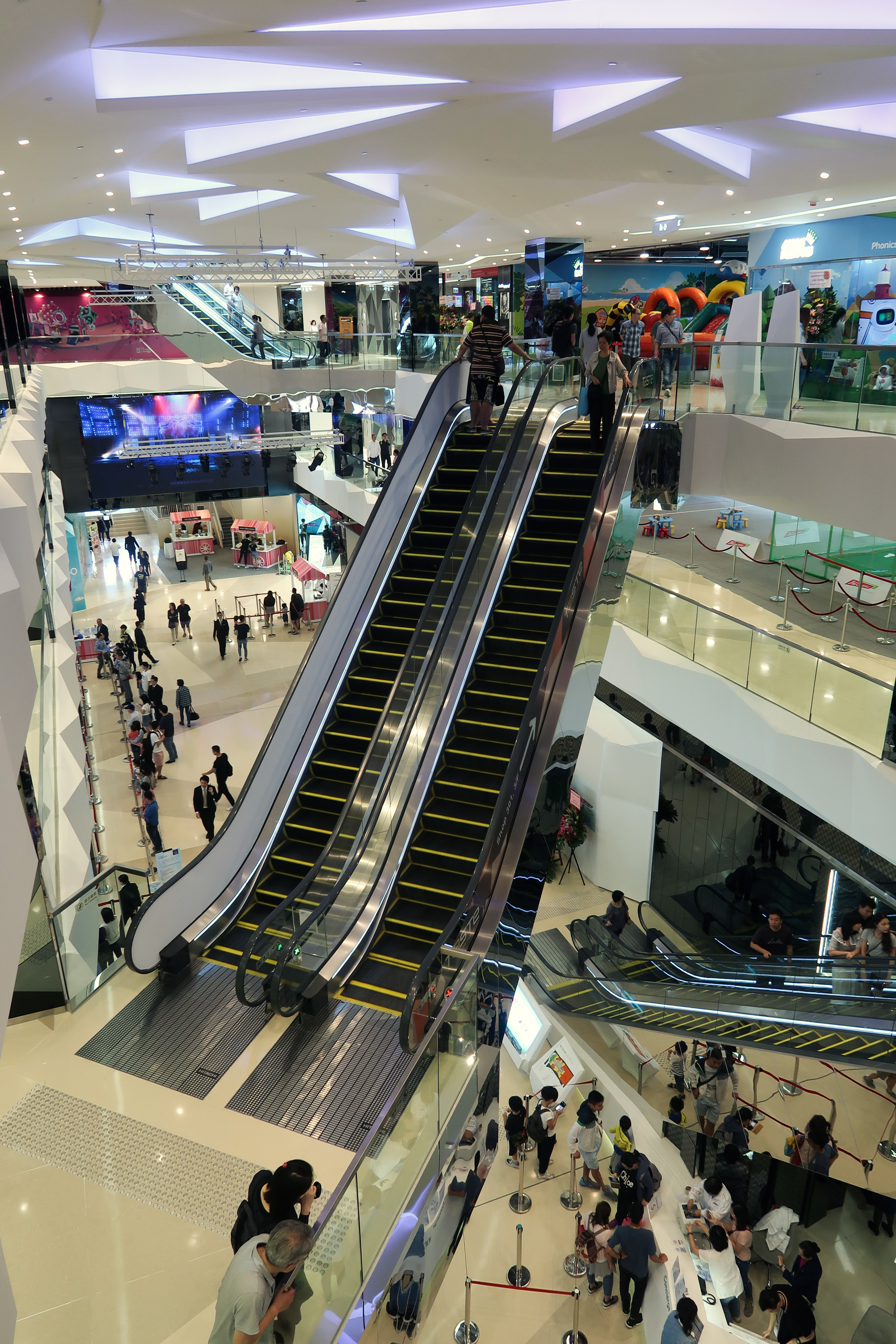
We Go MALL

- 迎濤灣廣場

公共屋邨及居屋商場：
- 恆安商場
- 耀安商場
- 頌安商場
- 利安商場
- 錦泰商場
- 錦英商場
- 富安商場
- 福安商場
- 富輝商場
- 富寶商場

服務式住宅或酒店：
- 海澄軒

- 新港城中心
- 馬鞍山廣場
- 迎海薈
- 恆安商場
- 利安商場
- 頌安商場
- 耀安商場
- 海澄軒
- We Go MALL

## 主要街道

馬鞍山路

寧泰路

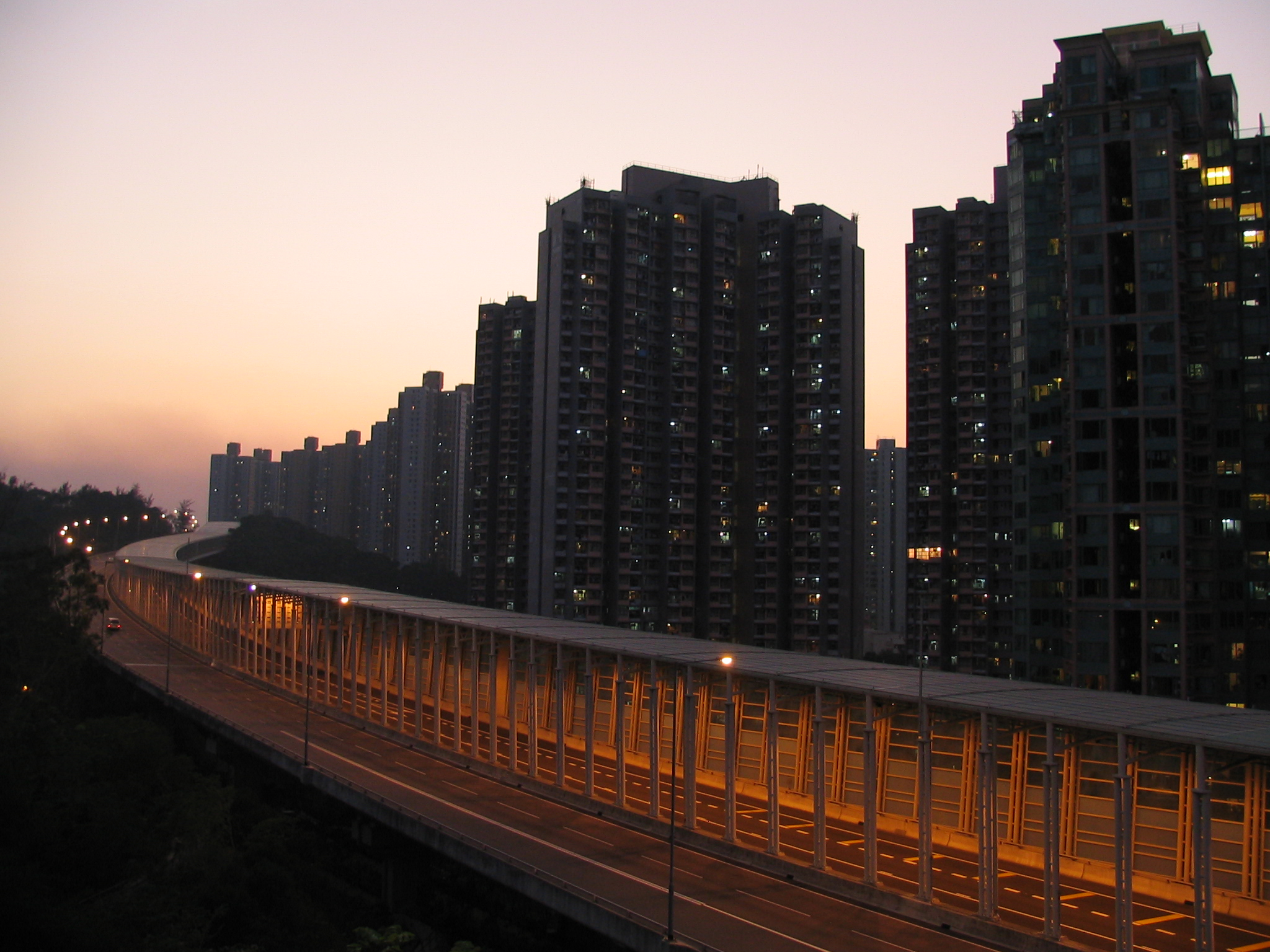
馬鞍山繞道

- 馬鞍山路
- 西沙路
- 馬鞍山繞道
- 恆康街
- 錦英路
- 寧泰路
- 恆泰路
- 瑞泰路
- 烏溪沙路
- 耀沙路
- 落禾沙里
- 鞍祿街
- 恆德街
- 馬鞍山村路
- 梅子林路
- 亞公角街

## 行人天橋網絡
馬鞍山市中心設有行人天橋網絡，主要由商場、屋苑發展商興建，讓居民可從屋苑或商場的出入口前往商場購物，或到商場下方的公共運輸交匯處和巴士站乘車，免卻日曬雨淋之苦。2004年馬鞍山鐵路馬鞍山站落成，並興建兩條行人天橋分別連接馬鞍山廣場及新港城中心，讓居民可透過行人天橋網絡到馬鞍山站乘搭屯馬綫來往各區。

### 連接建築
- 福安花園
- 海濤居／新港城廣場
- 新港城第4期／新港城中心／馬鞍山市中心公共運輸交匯處
- 馬鞍山站
- 海栢花園／馬鞍山廣場／海栢花園公共運輸交匯處
- 新港城第1期／新港城中心大街
- 新港城第3期／新港城中心大街
- 新港城第2期
- 富輝花園／富輝商場
- 馬鞍山中心
- 海典居
- 馬鞍山公園
- 鞍祿街花園

## 公共設施

### 教育
馬鞍山區學校林立，大部分學生都是區內的居民。
專上院校
- 香港專業進修學校馬鞍山校舍

預科書院
- 香港李寶椿聯合世界書院

中學

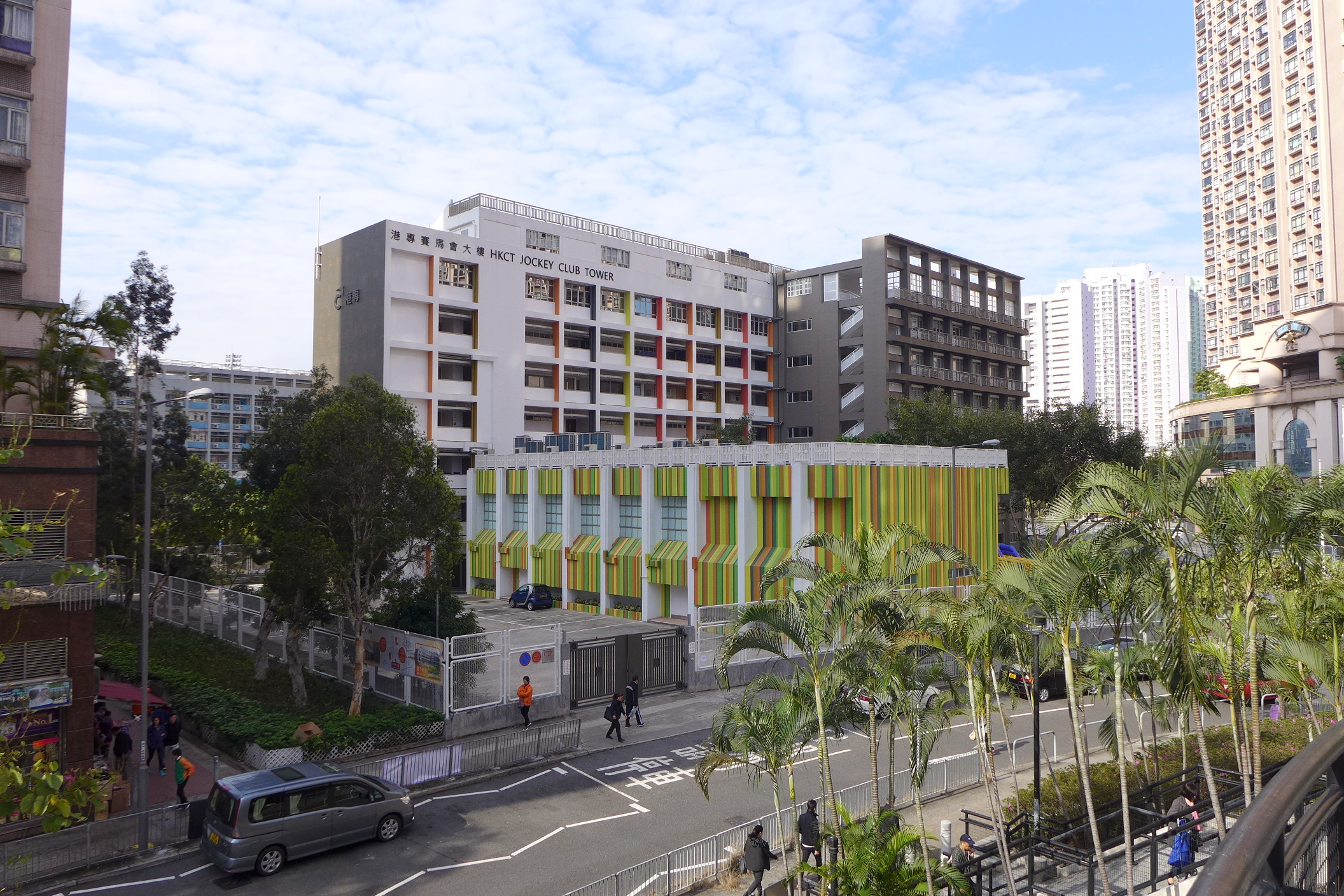
港專賽馬會本科校園
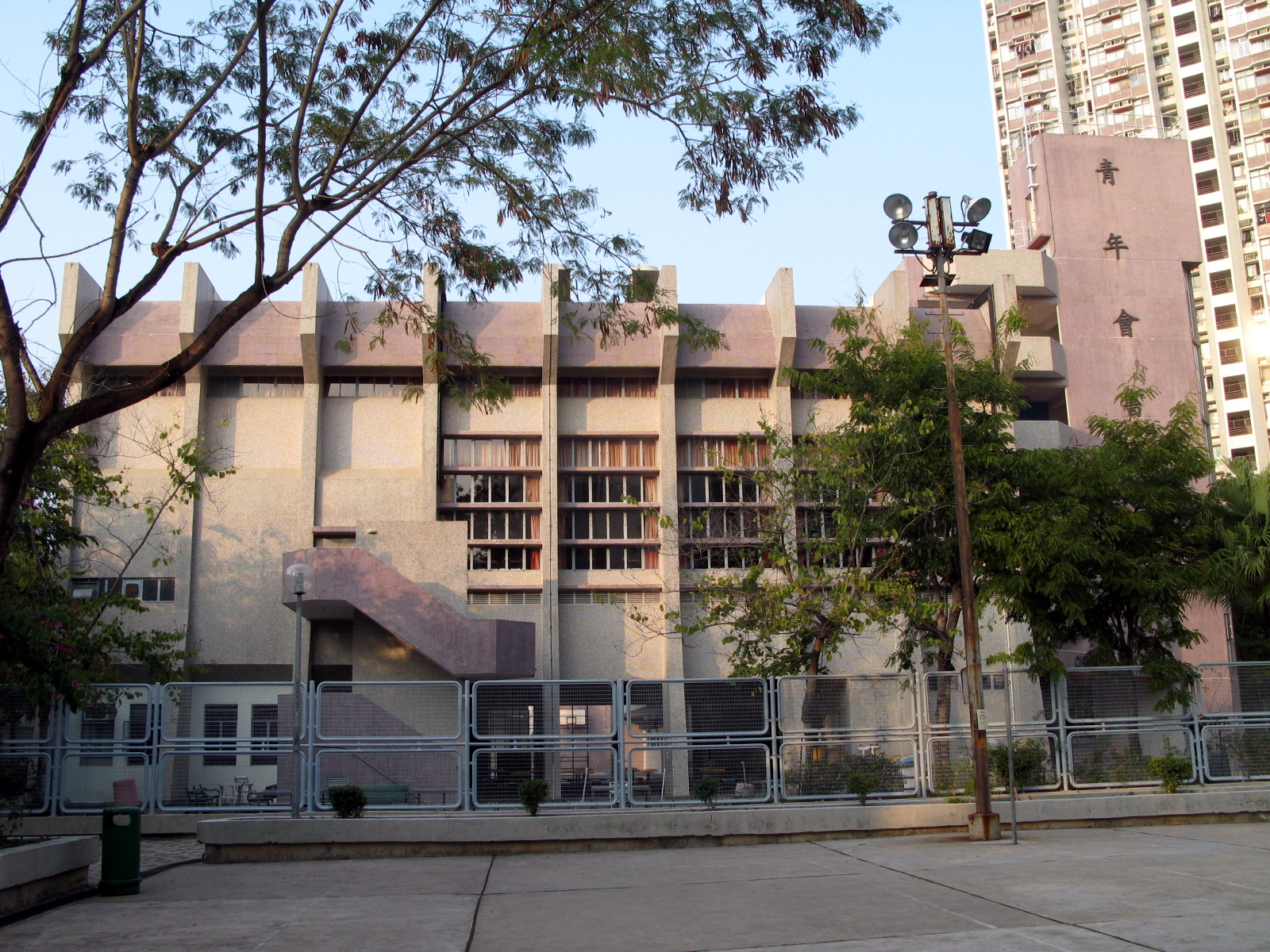
青年會書院
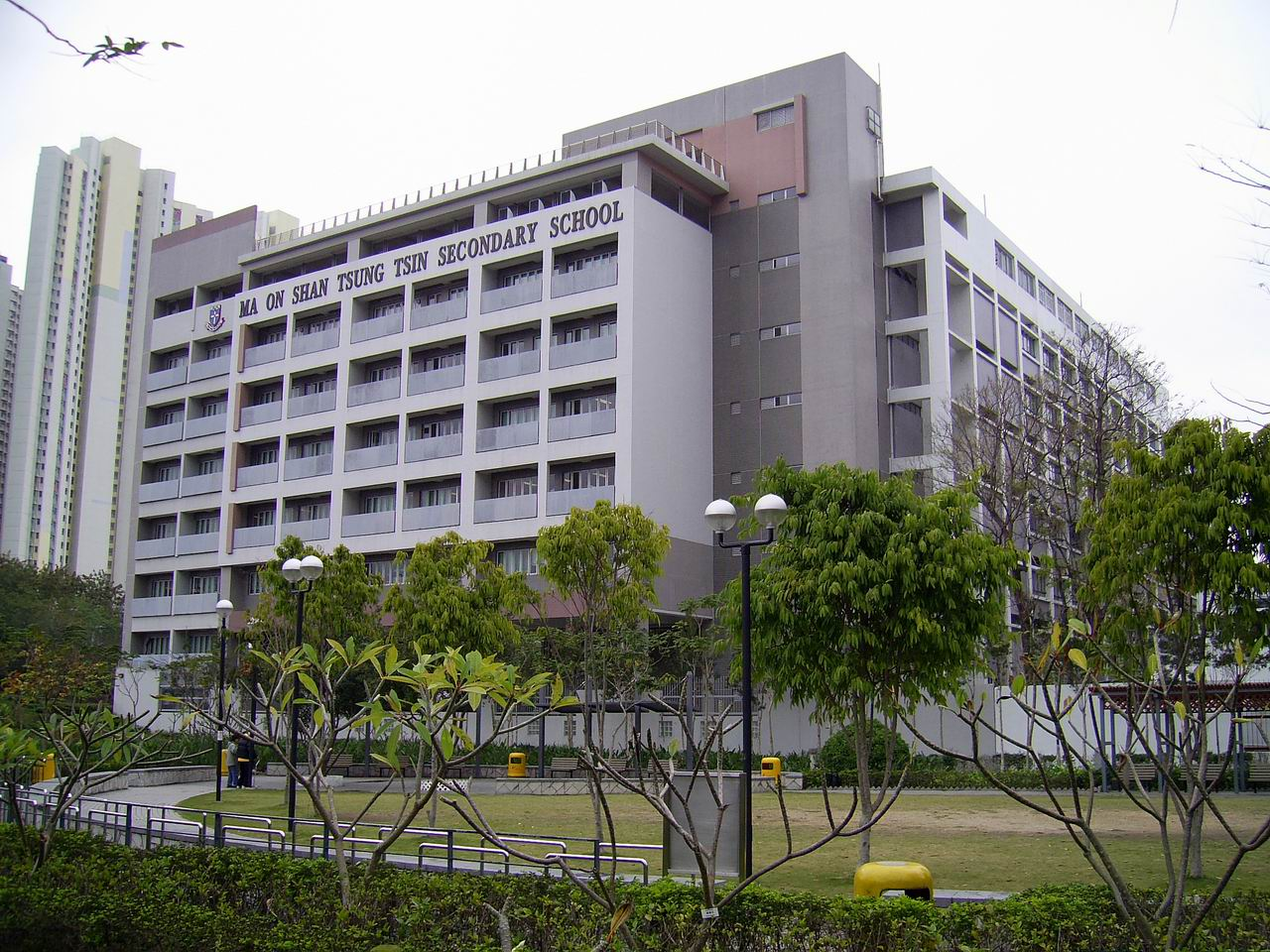
馬鞍山崇真中學
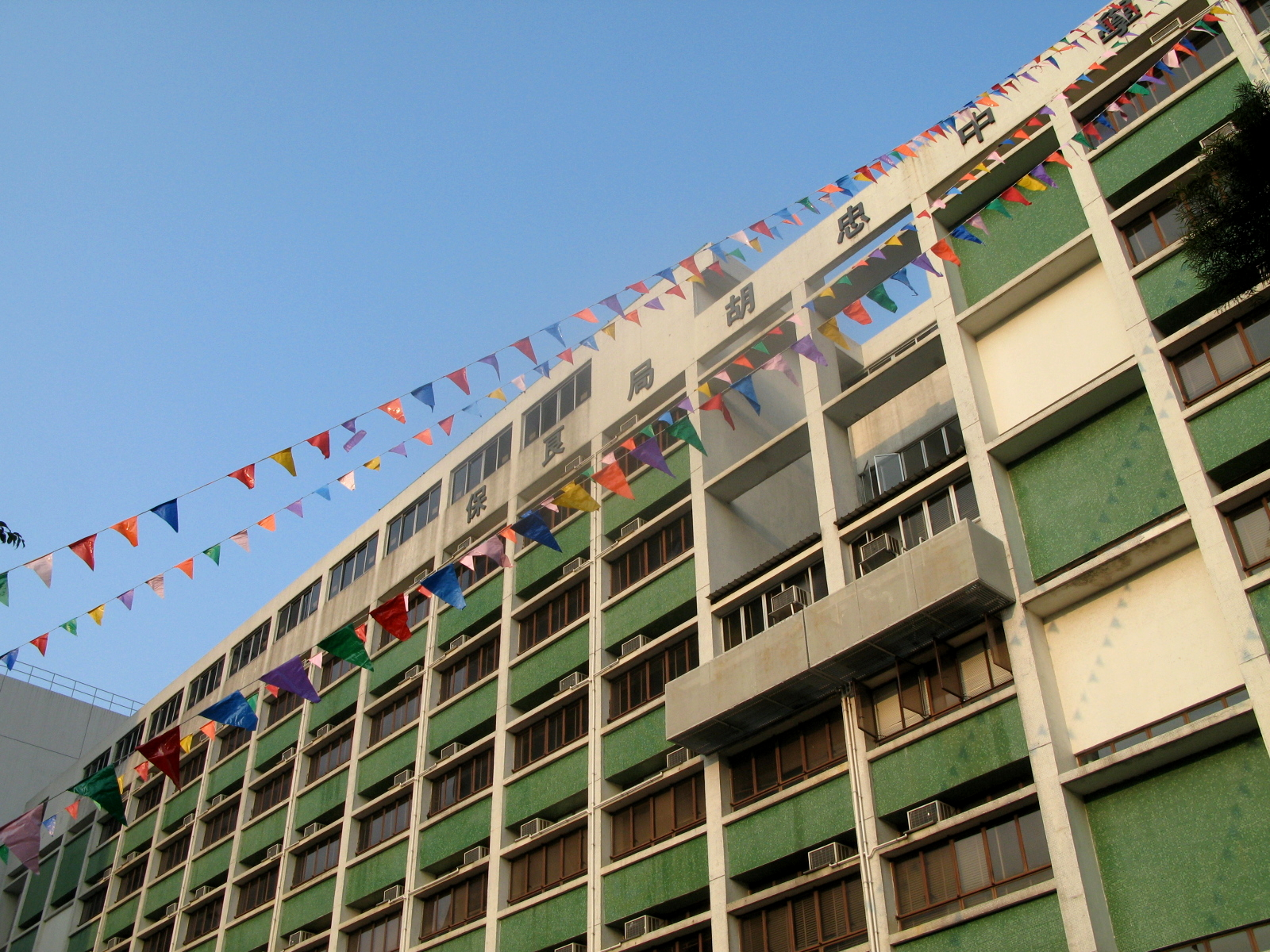
保良局胡忠中學
東華三院黃鳳翎中學[35]（預計2029年遷往將軍澳）
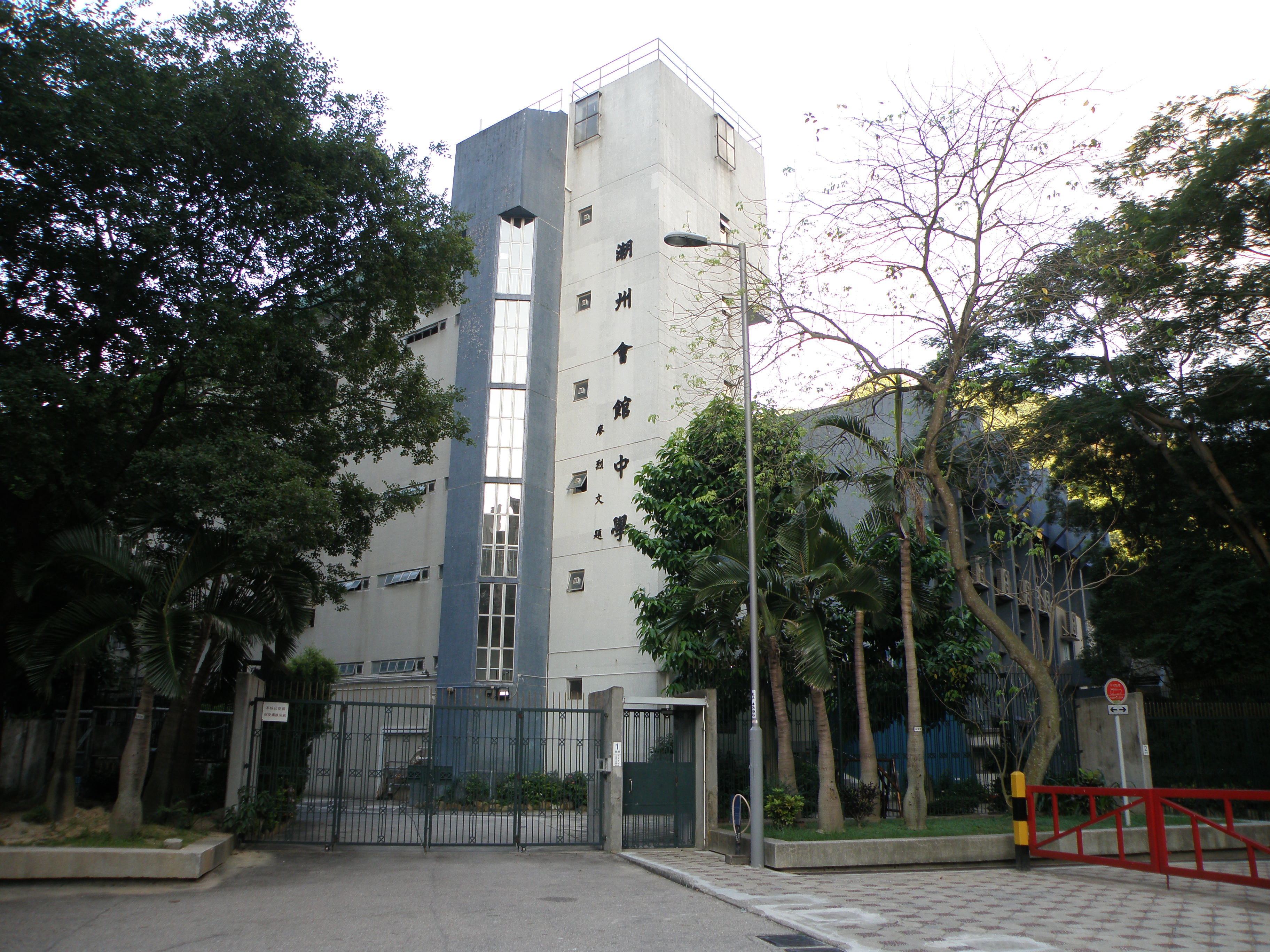
潮州會館中學
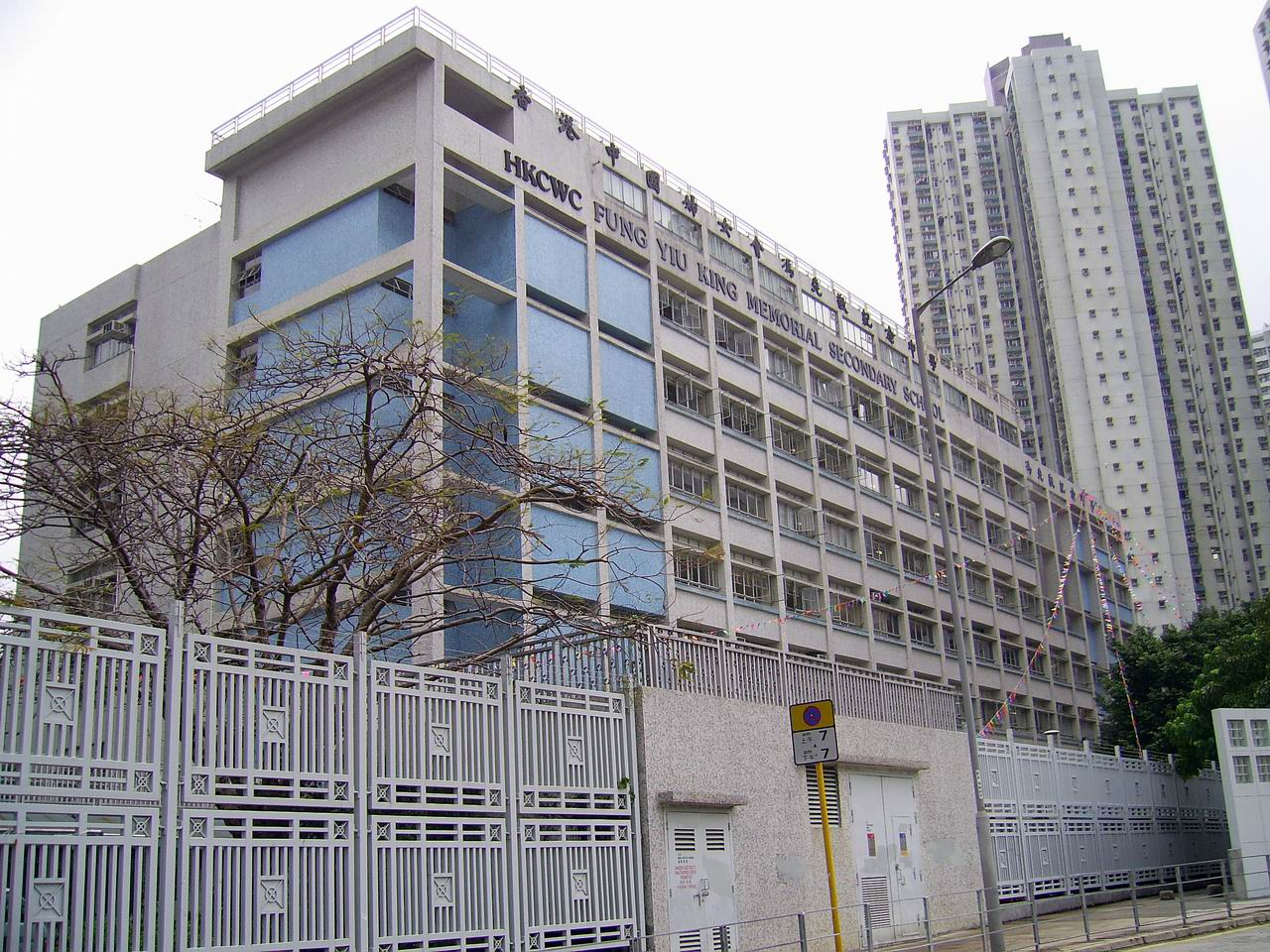
香港中國婦女會馮堯敬紀念中學
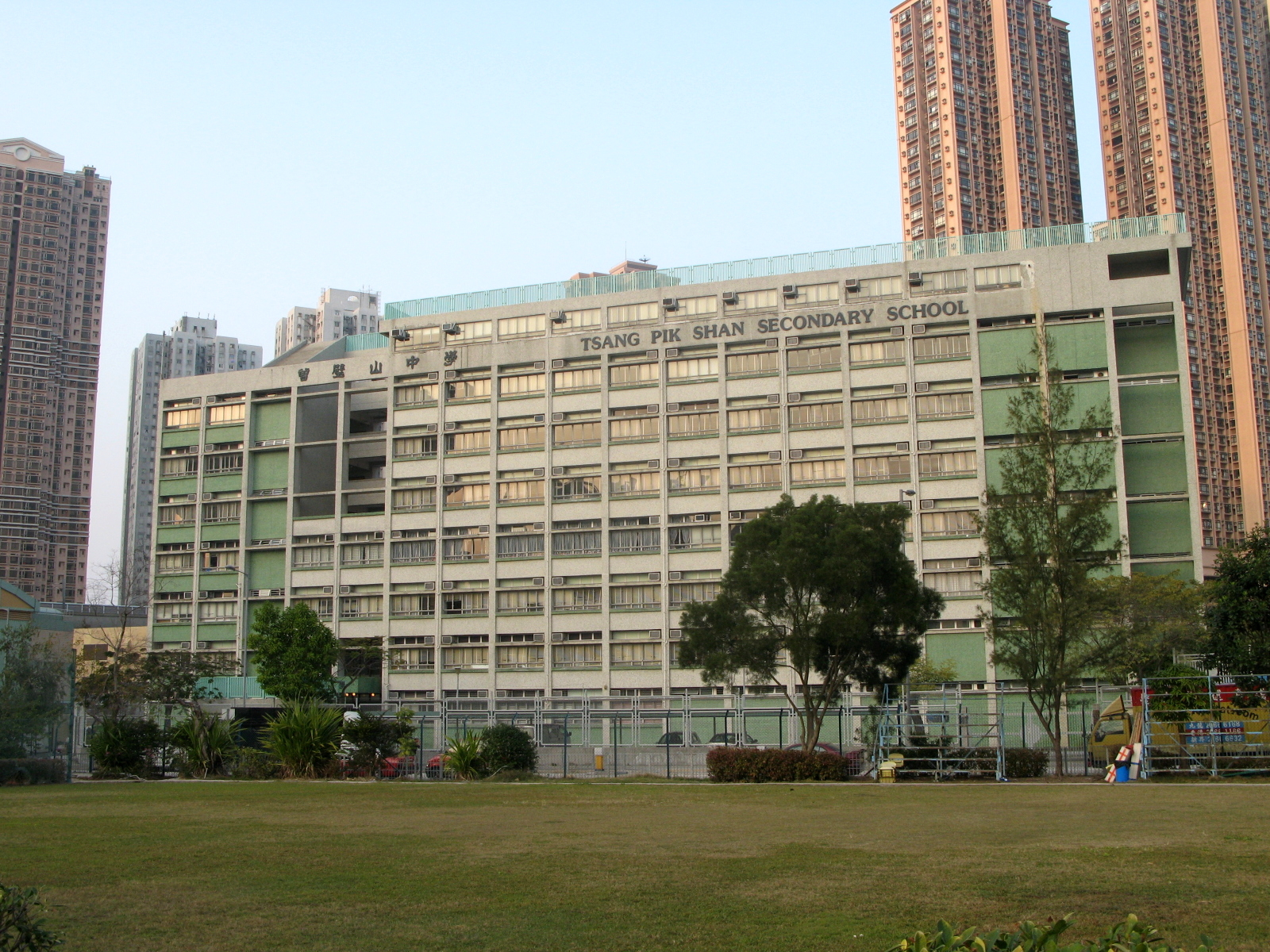
曾璧山（崇蘭）中學
仁濟醫院董之英紀念中學
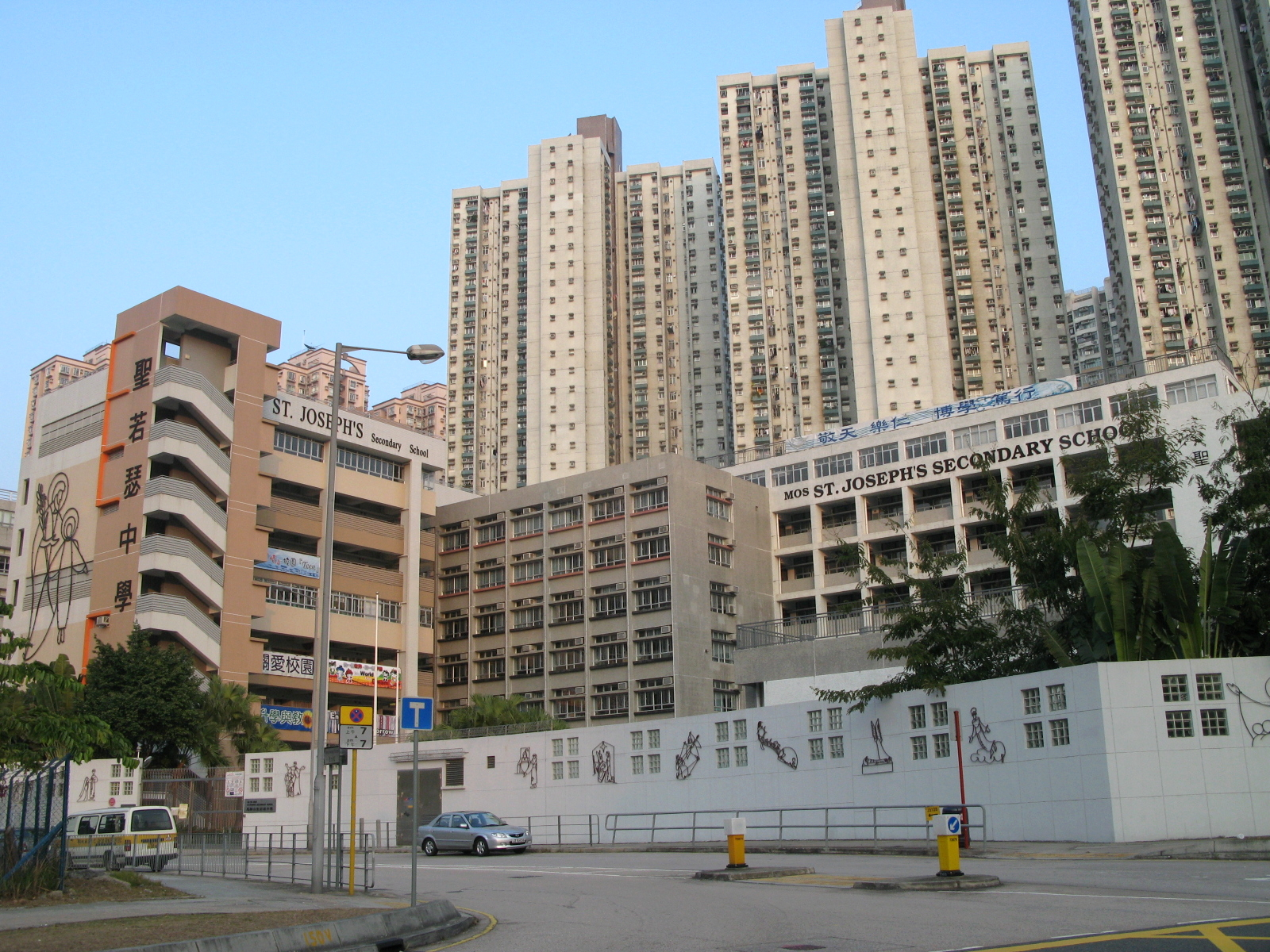
馬鞍山聖若瑟中學
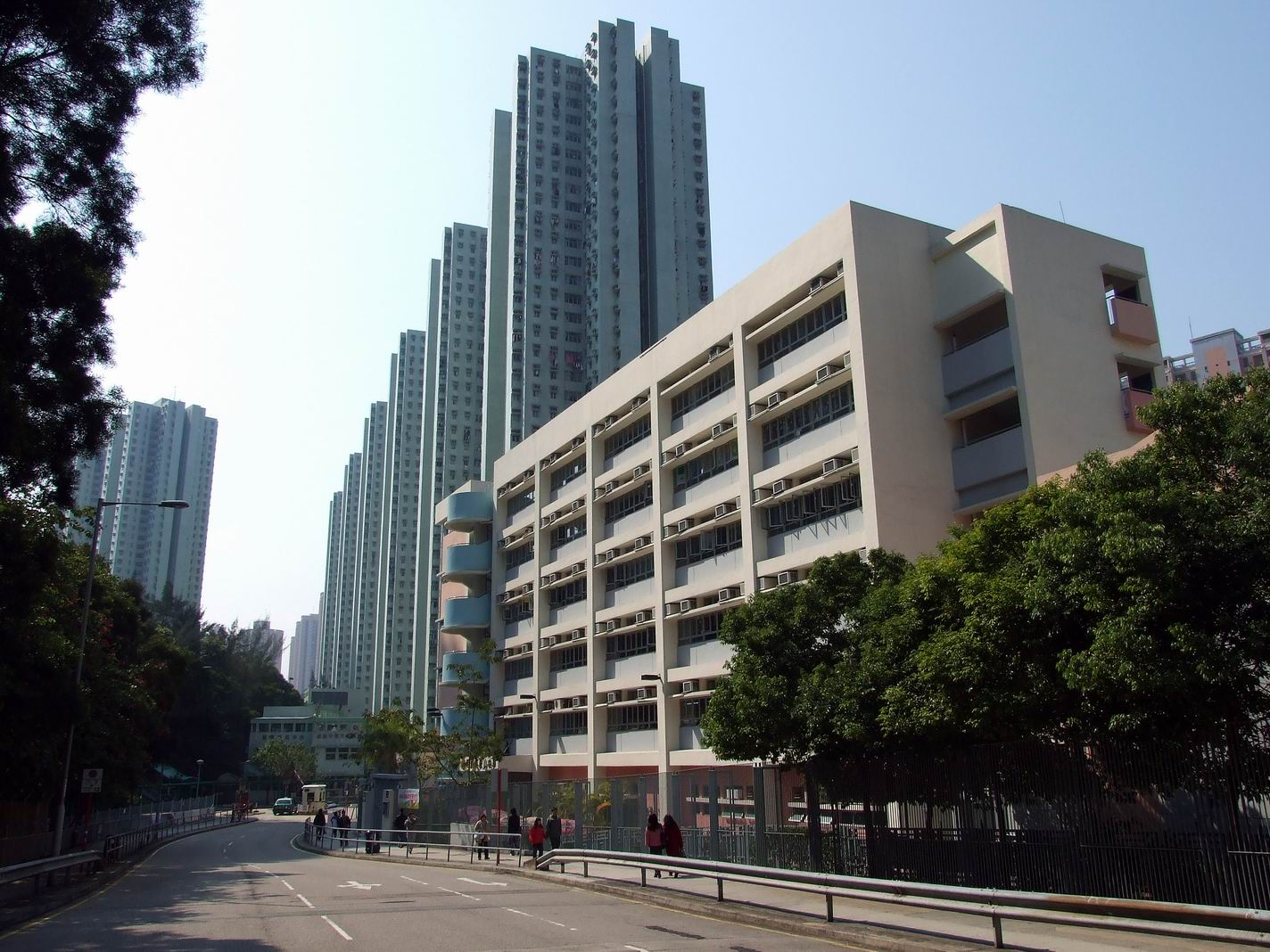
明愛馬鞍山中學
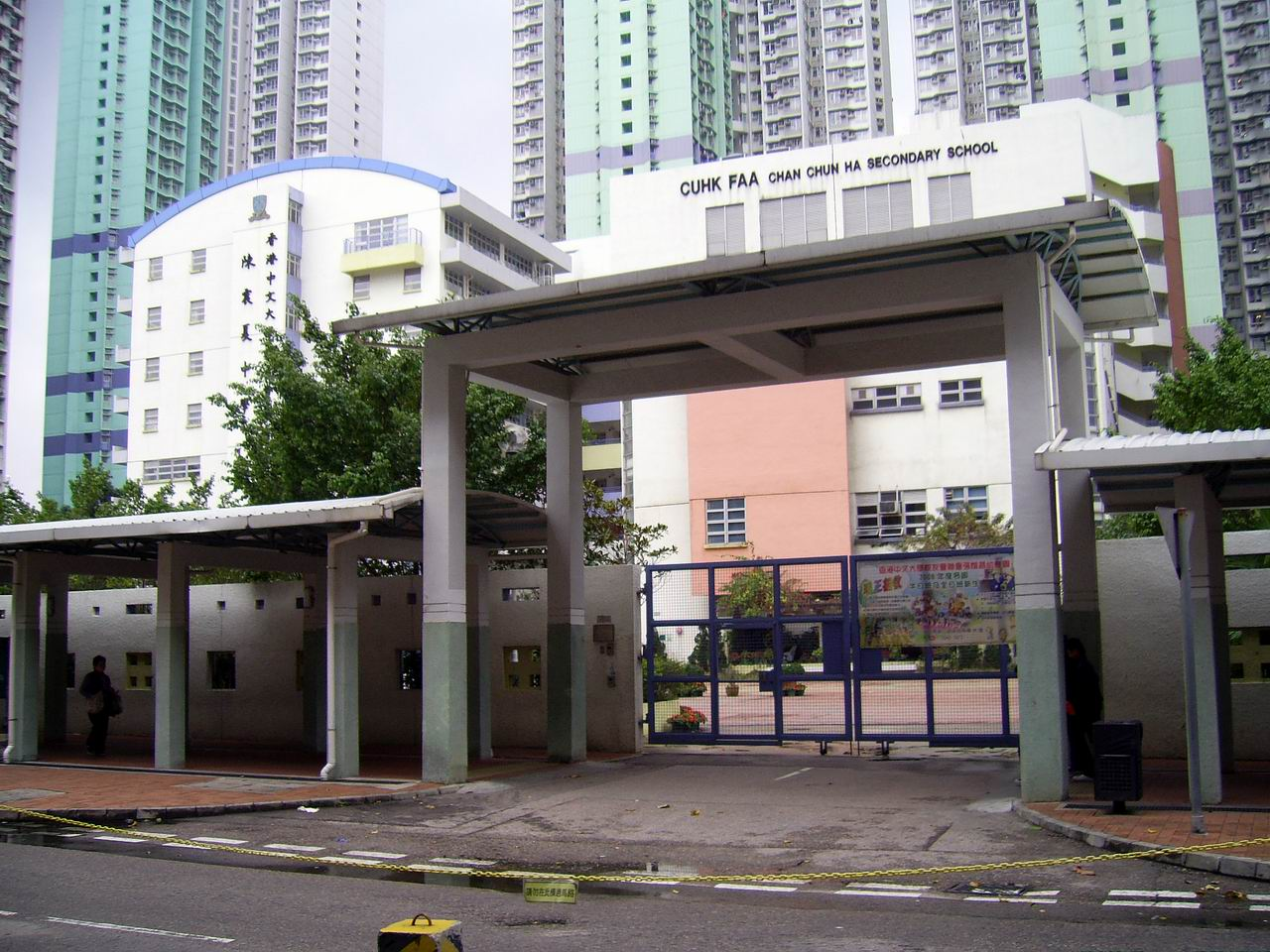
香港中文大學校友會聯會陳震夏中學
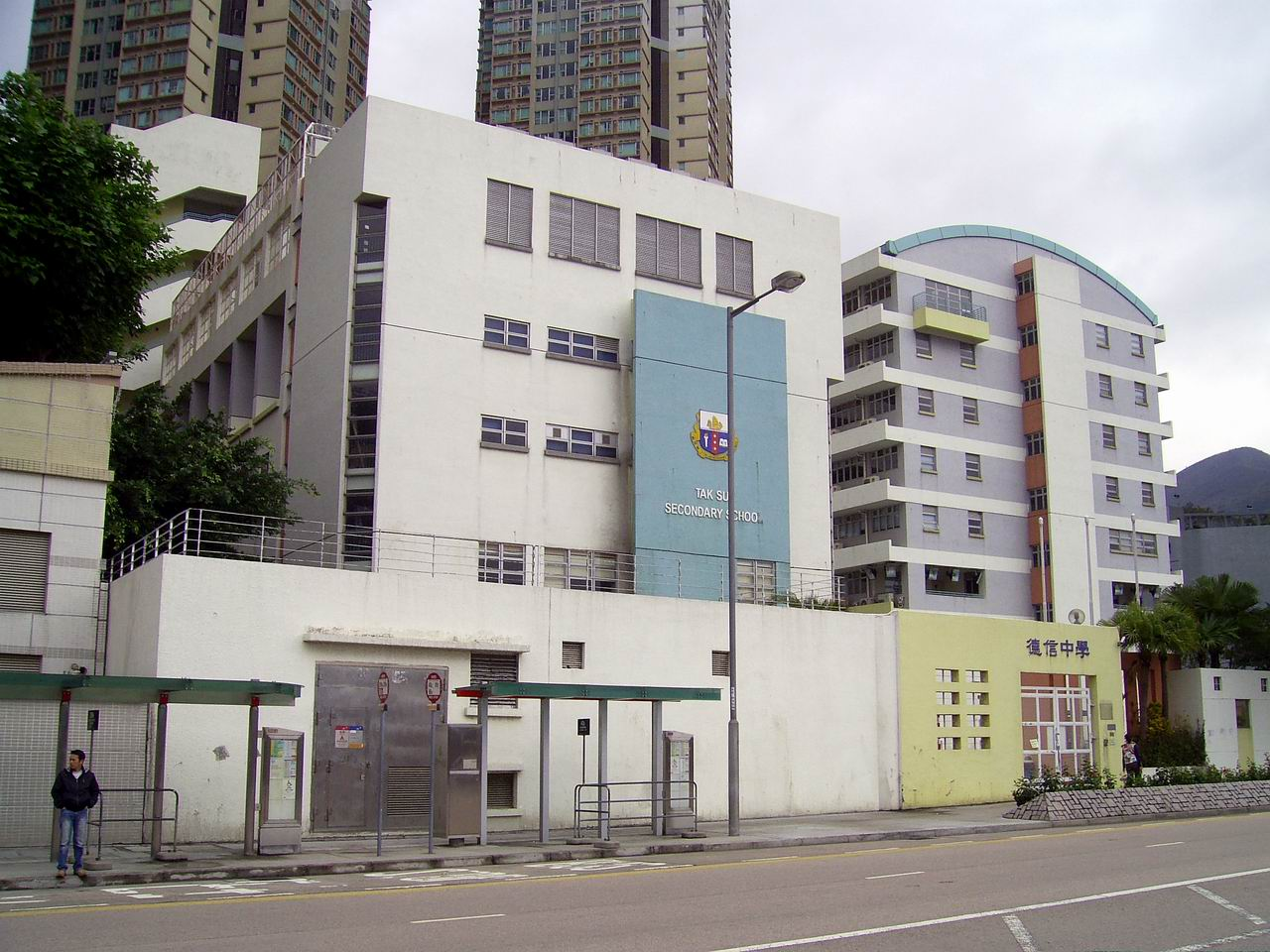
德信中學
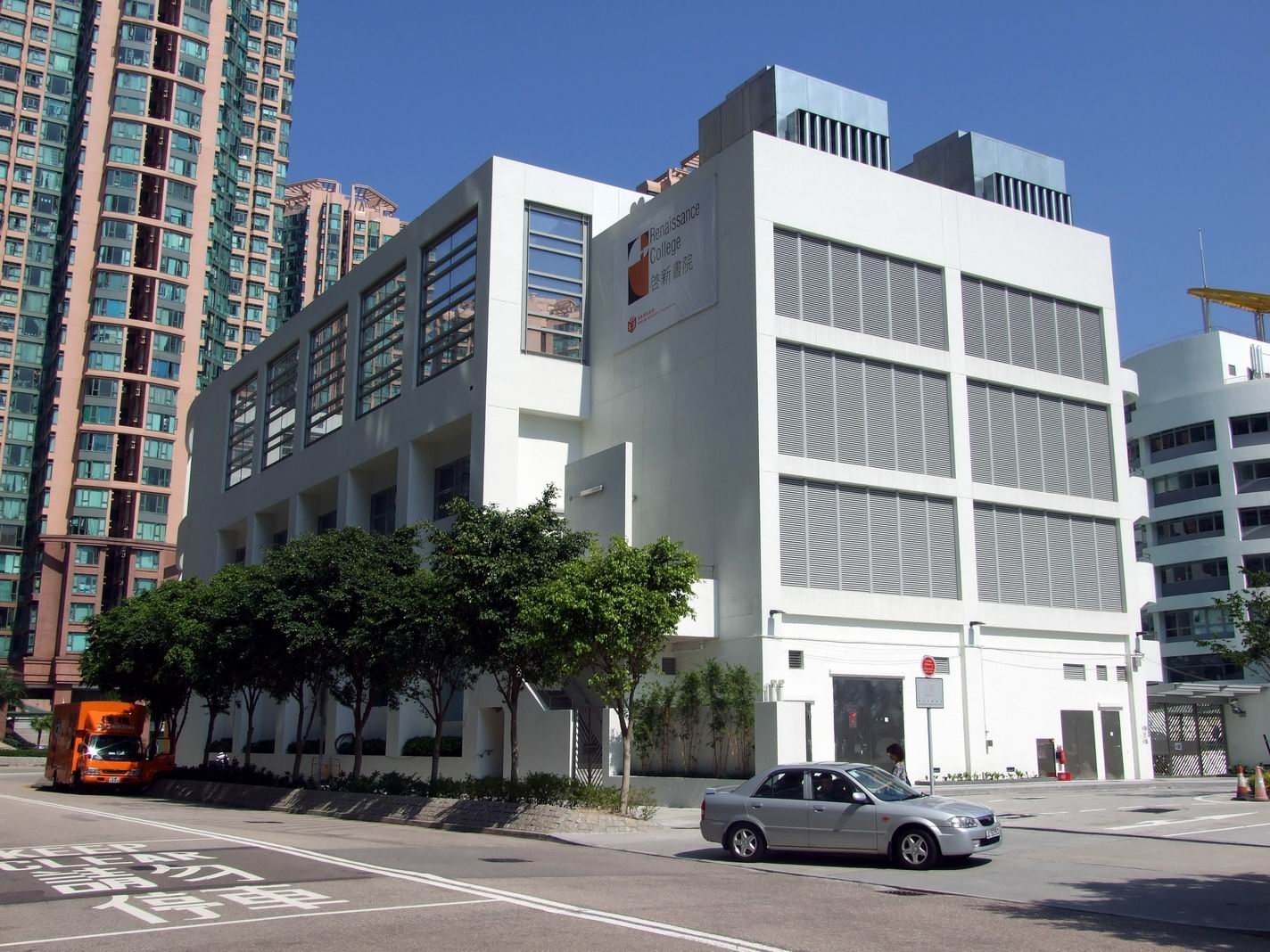
啟新書院（中學部）

- 港專賽馬會本科校園
- 青年會書院
- 馬鞍山崇真中學
- 保良局胡忠中學
- 東華三院黃鳳翎中學
- 潮州會館中學
- 香港中國婦女會馮堯敬紀念中學
- 曾璧山中學
- 仁濟醫院董之英紀念中學
- 馬鞍山聖若瑟中學
- 明愛馬鞍山中學
- 香港中文大學校友會聯會陳震夏中學
- 德信中學
- 啟新書院

小學
- 香港九龍塘基督教中華宣道會台山陳元喜小學
- 馬鞍山聖若瑟小學
- 基督教香港信義會馬鞍山信義學校
- 保良局莊啟程小學[39]
- 保良局雨川小學[40]
- 九龍城浸信會禧年小學
- 聖公會馬鞍山主風小學
- 馬鞍山靈糧小學
- 香港道教聯合會純陽小學
- 馬鞍山循道衛理小學[41]
- 吳氏宗親總會泰伯紀念學校
- 啟新書院（小學部）

幼稚園
- 保良局馮梁結紀念幼稚園 （页面存档备份，存于）
- 恒安浸信會幼兒學校 （页面存档备份，存于）
- 循理會白普理循理幼兒學校 （页面存档备份，存于）
- 耀榮中英文幼稚園 （页面存档备份，存于）
- 香港中文大學校友會聯會張煊昌幼稚園 （页面存档备份，存于）
- 香港神託會培真幼稚園 （页面存档备份，存于）
- 香港浸信會聯會利安幼兒園 （页面存档备份，存于）
- 馬鞍山靈糧幼稚園 （页面存档备份，存于）
- 合一堂單家傳紀念幼稚園
- 基督教宣道會頌安幼稚園 （页面存档备份，存于）
- 基督教小天使（錦豐）幼稚園 （页面存档备份，存于）
- 東華三院南九龍獅子會幼兒園
- 崇真會美善幼稚園（馬鞍山） （页面存档备份，存于）
- 基督教香港信義會頌安幼兒學校 （页面存档备份，存于）
- 康傑中英文幼稚園（馬鞍山） （页面存档备份，存于）
- 康傑幼稚園（馬鞍山） （页面存档备份，存于）
- 威寶中英文幼稚園
- 威寶國際幼兒學校
- 基督教國際學校－幼稚園 （页面存档备份，存于）
- 綠茵英文幼稚園（馬鞍山） （页面存档备份，存于）
- 朗思國際幼稚園（馬鞍山） （页面存档备份，存于）
- 博士山（香港）國際幼稚園 （页面存档备份，存于）
- 英基國際幼稚園（烏溪沙） （页面存档备份，存于）
- 學之園幼稚園（迎海） （页面存档备份，存于）

### 文康設施
- 烏溪沙青年新村：又稱「烏溪沙青年營」，數十年來都是度假、小學旅行和學生畢業旅行的勝地。
- 馬鞍山公共圖書館
- 馬鞍山公園
- 馬鞍山游泳池
- 馬鞍山運動場
- 馬鞍山遊樂場
- 馬鞍山體育館
- 馬鞍山郊野公園
- 馬鞍山海濱長廊
- 大水坑單車公園[42]
- 馬鞍山白石哥爾夫球中心[43]

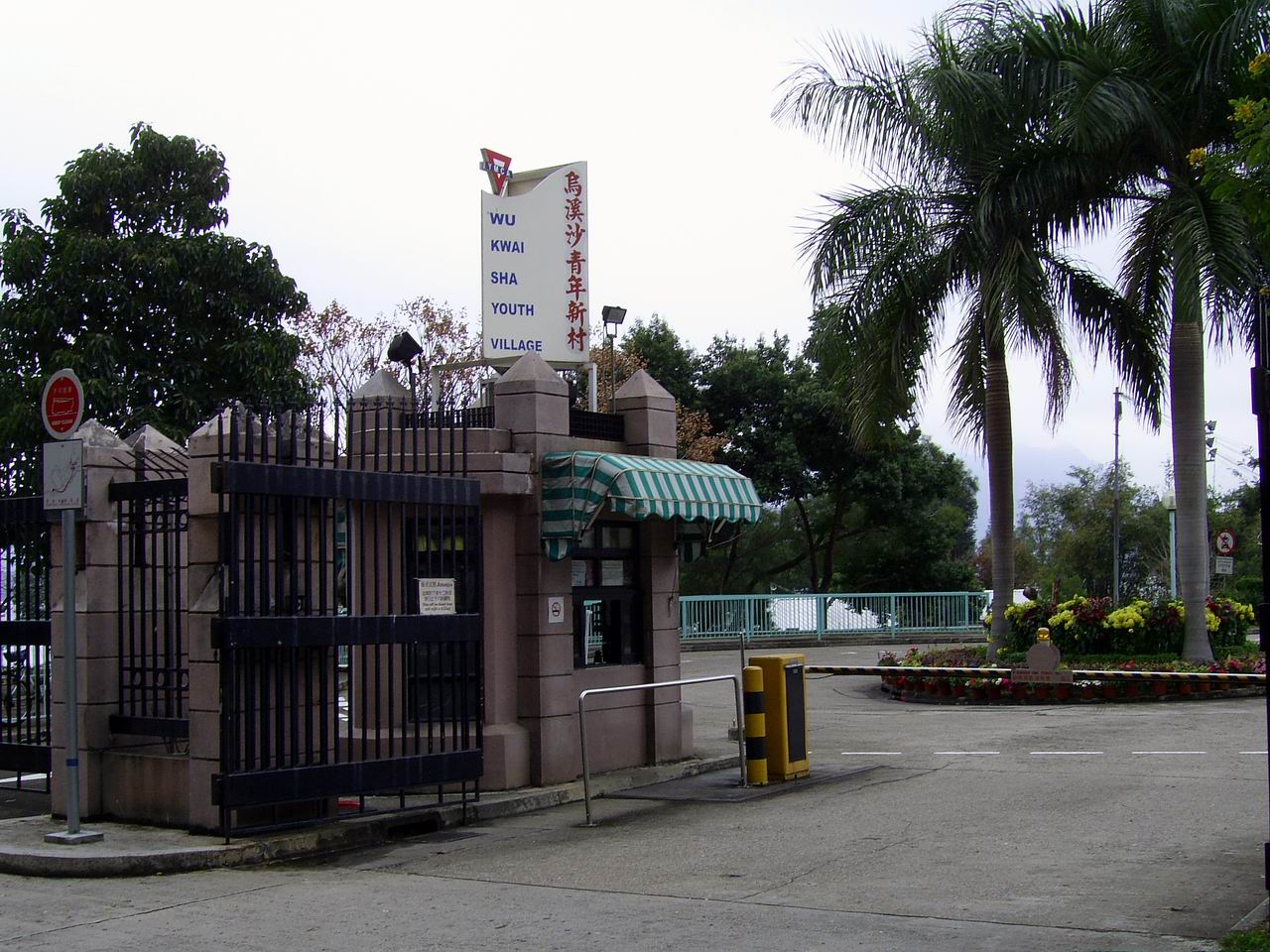
烏溪沙青年新村
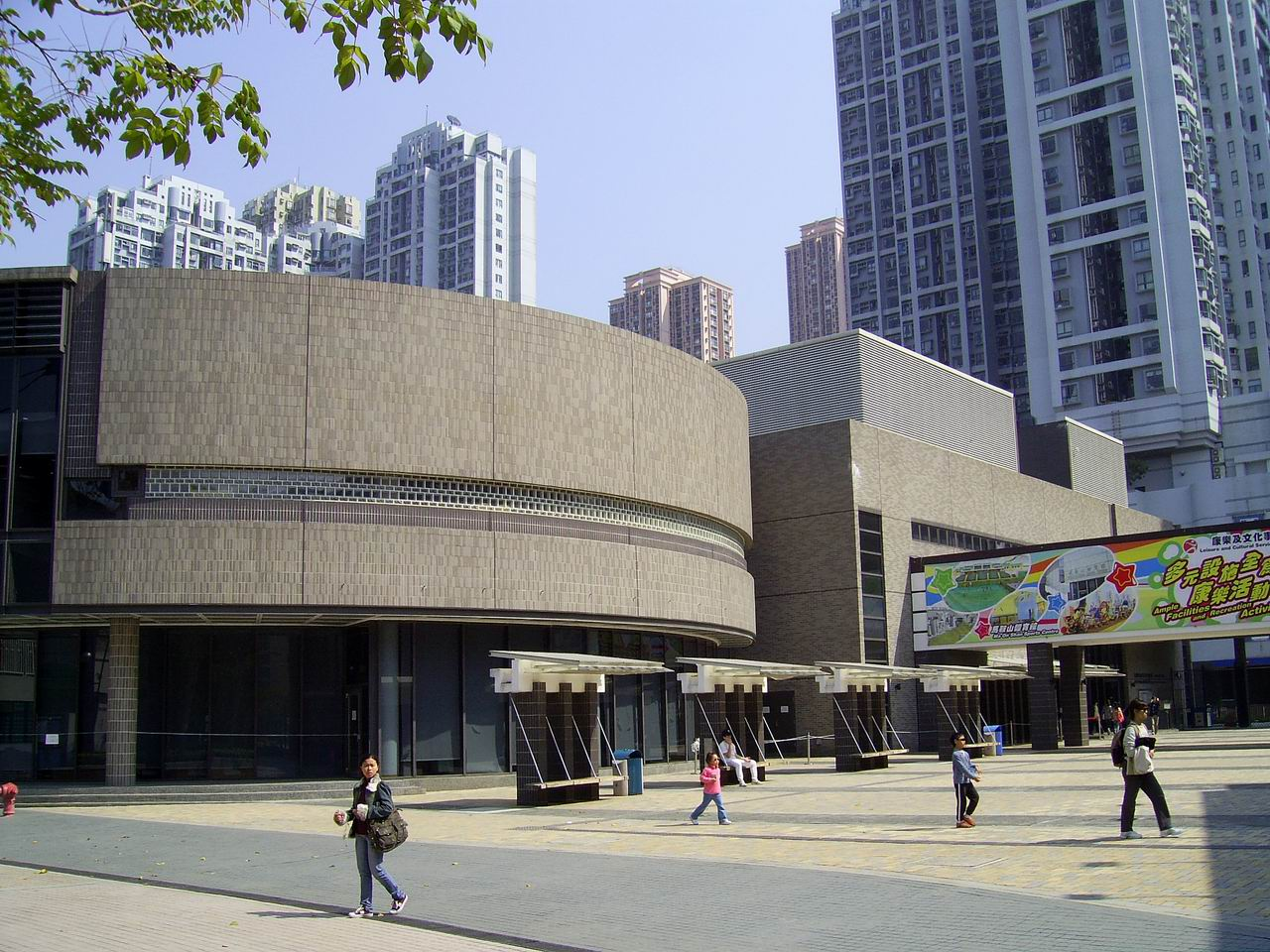
馬鞍山公共圖書館
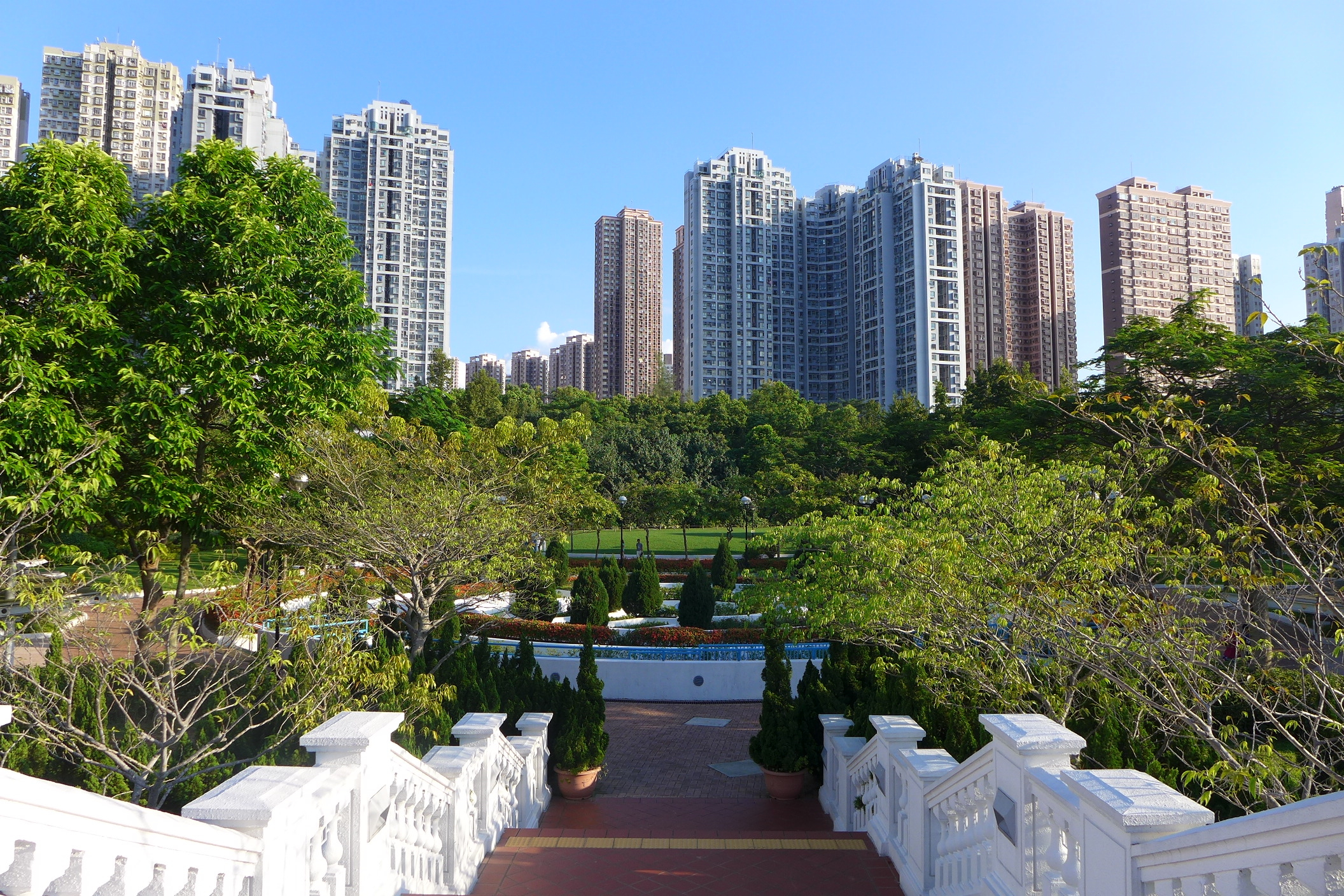
馬鞍山公園
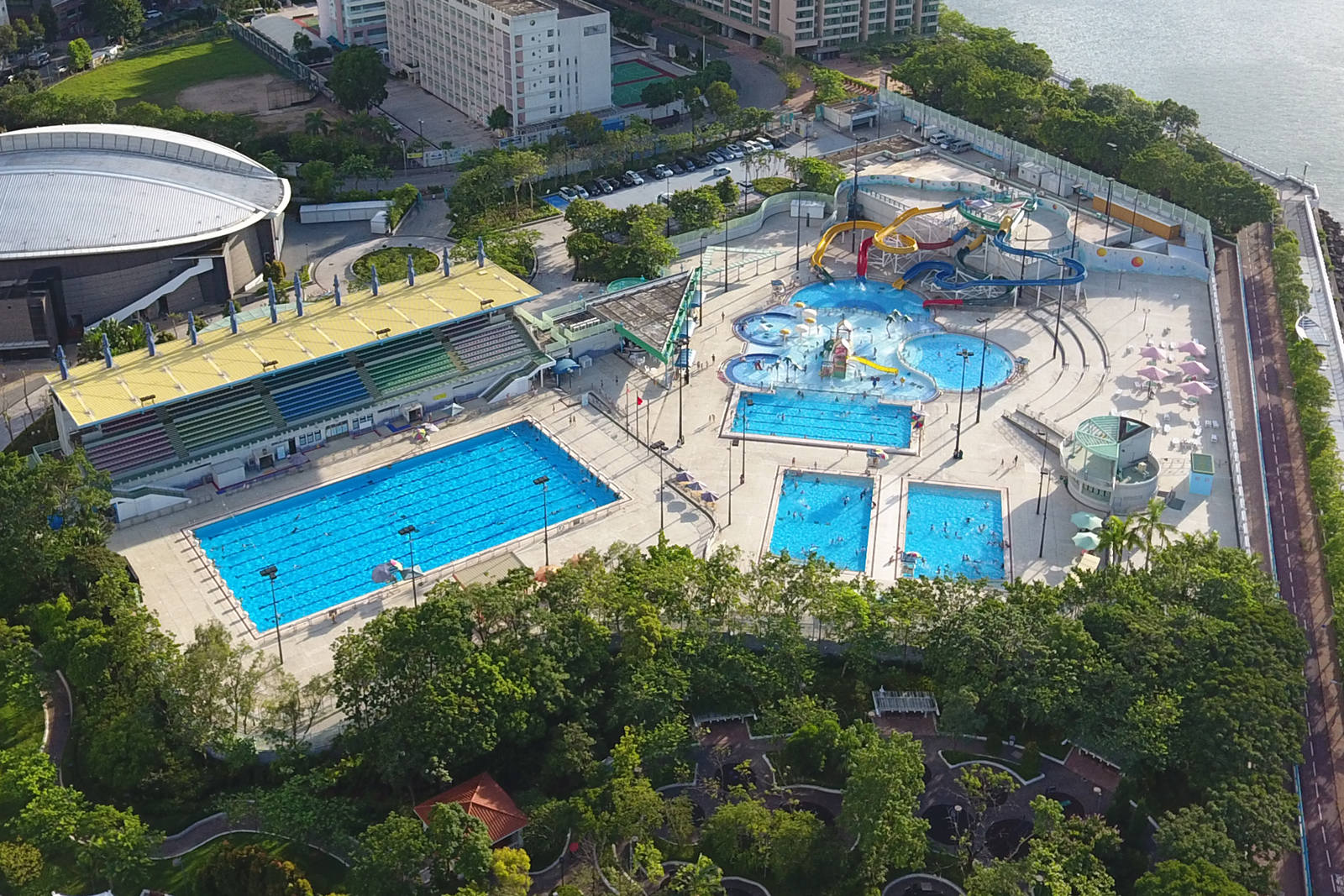
馬鞍山游泳池
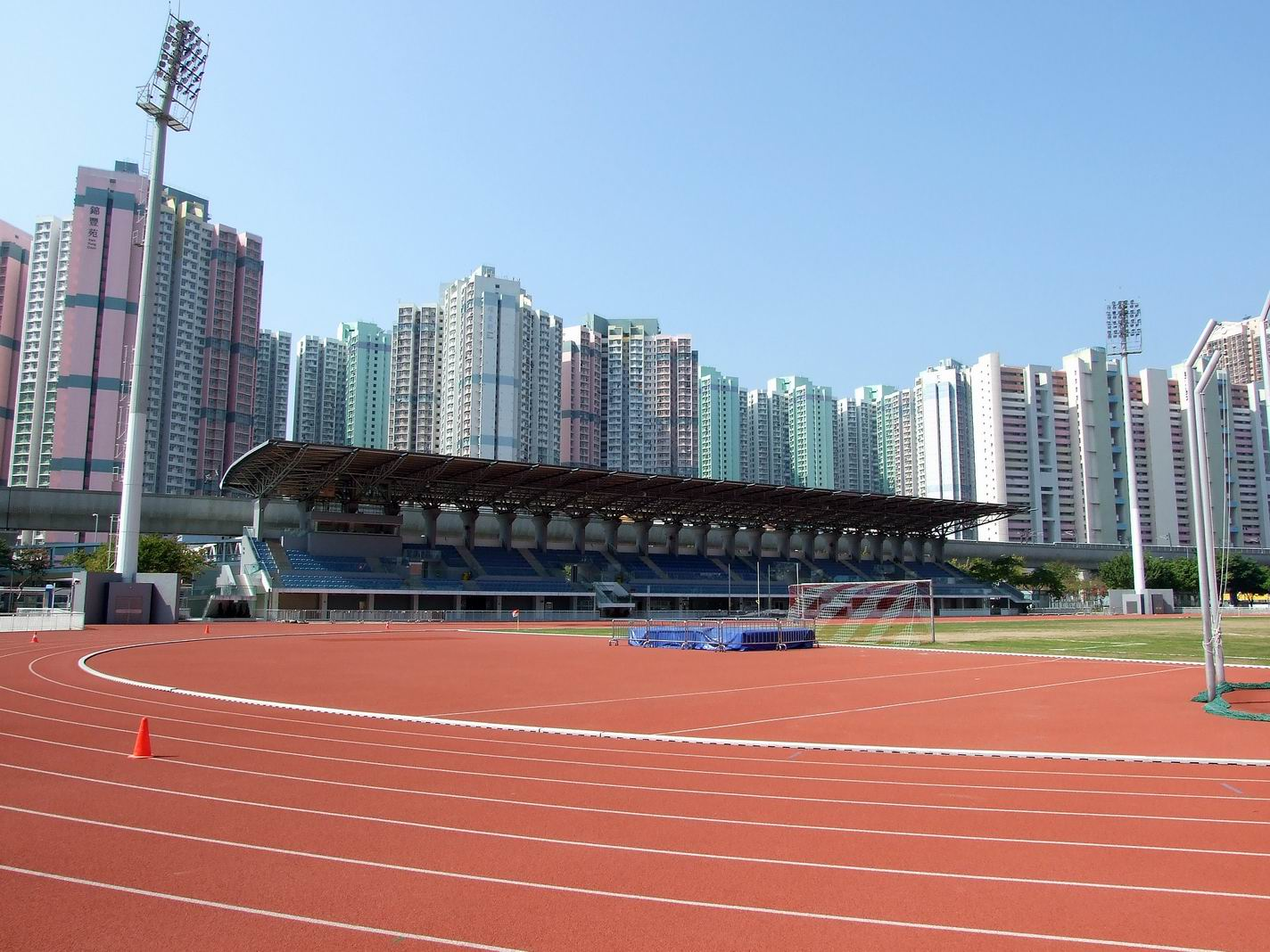
馬鞍山運動場
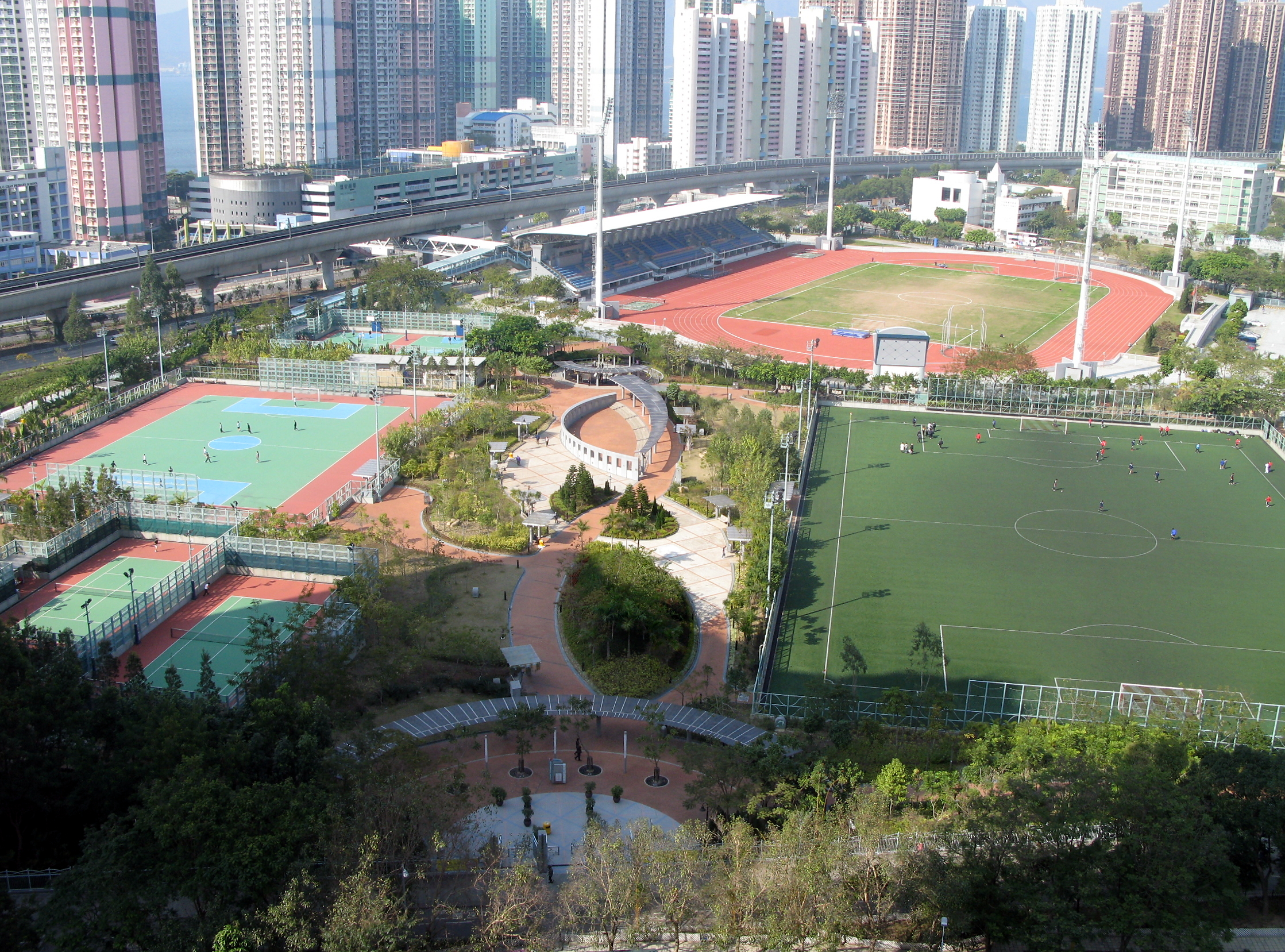
馬鞍山遊樂場
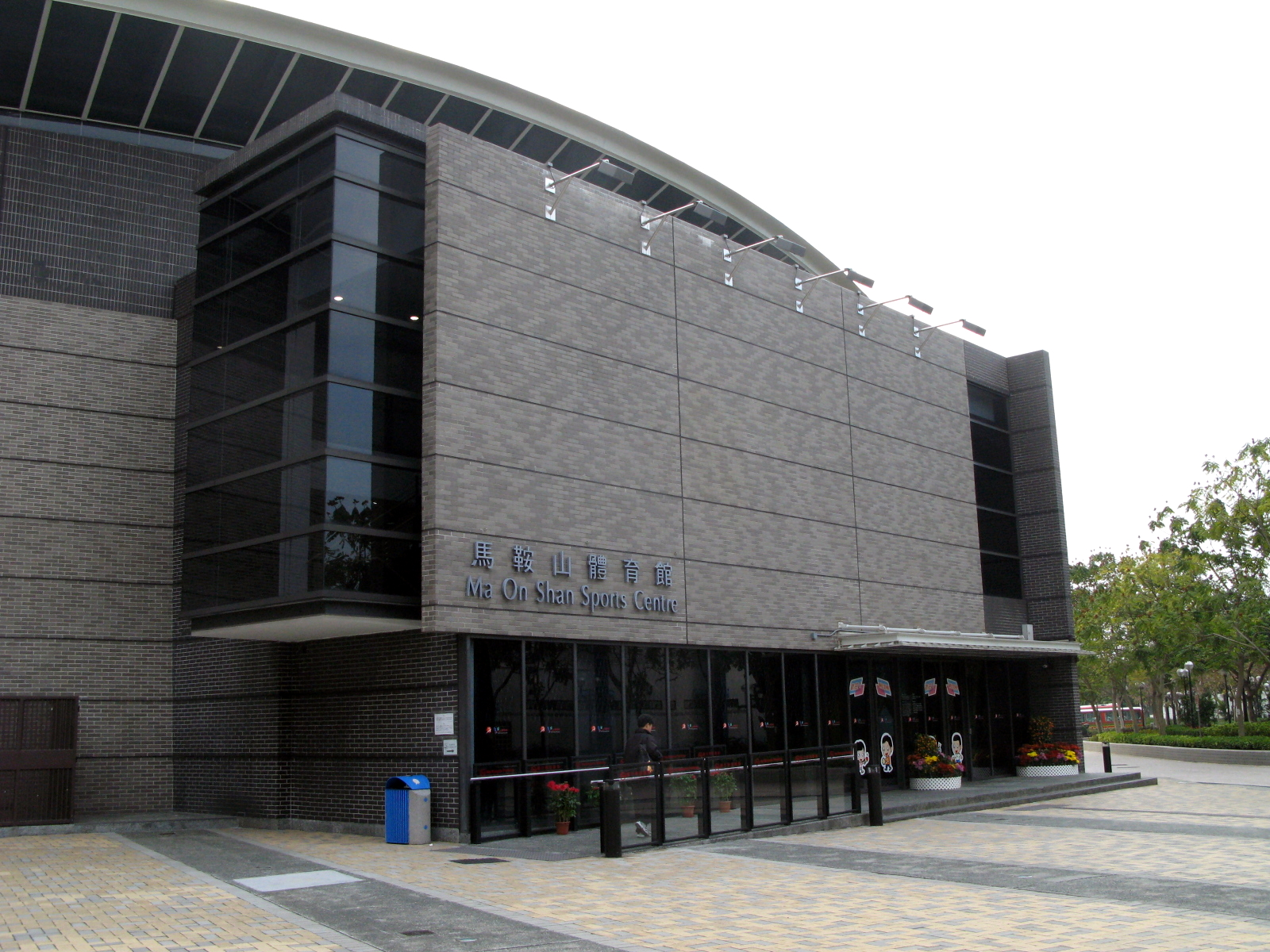
馬鞍山體育館
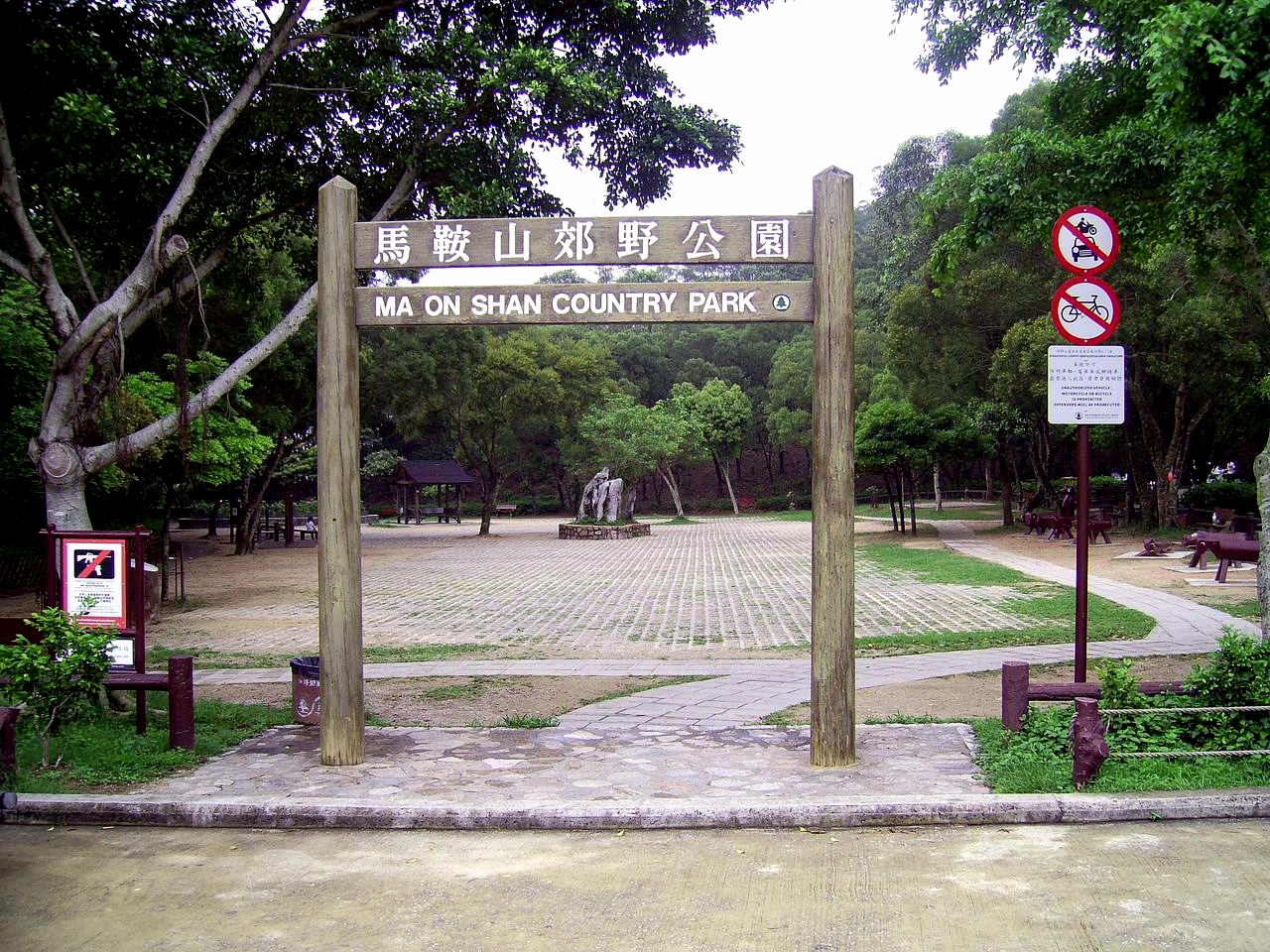
馬鞍山郊野公園
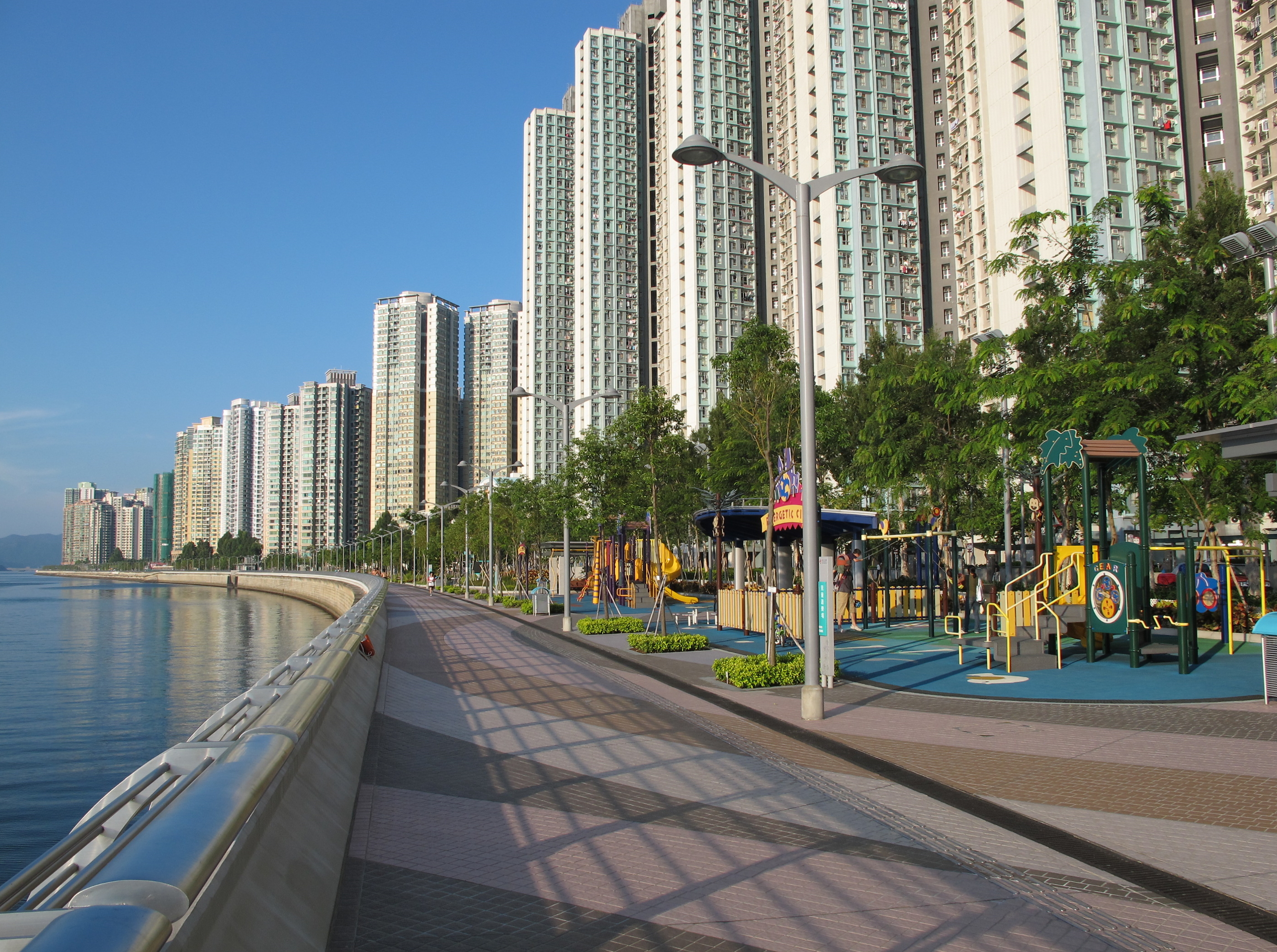
馬鞍山海濱長廊
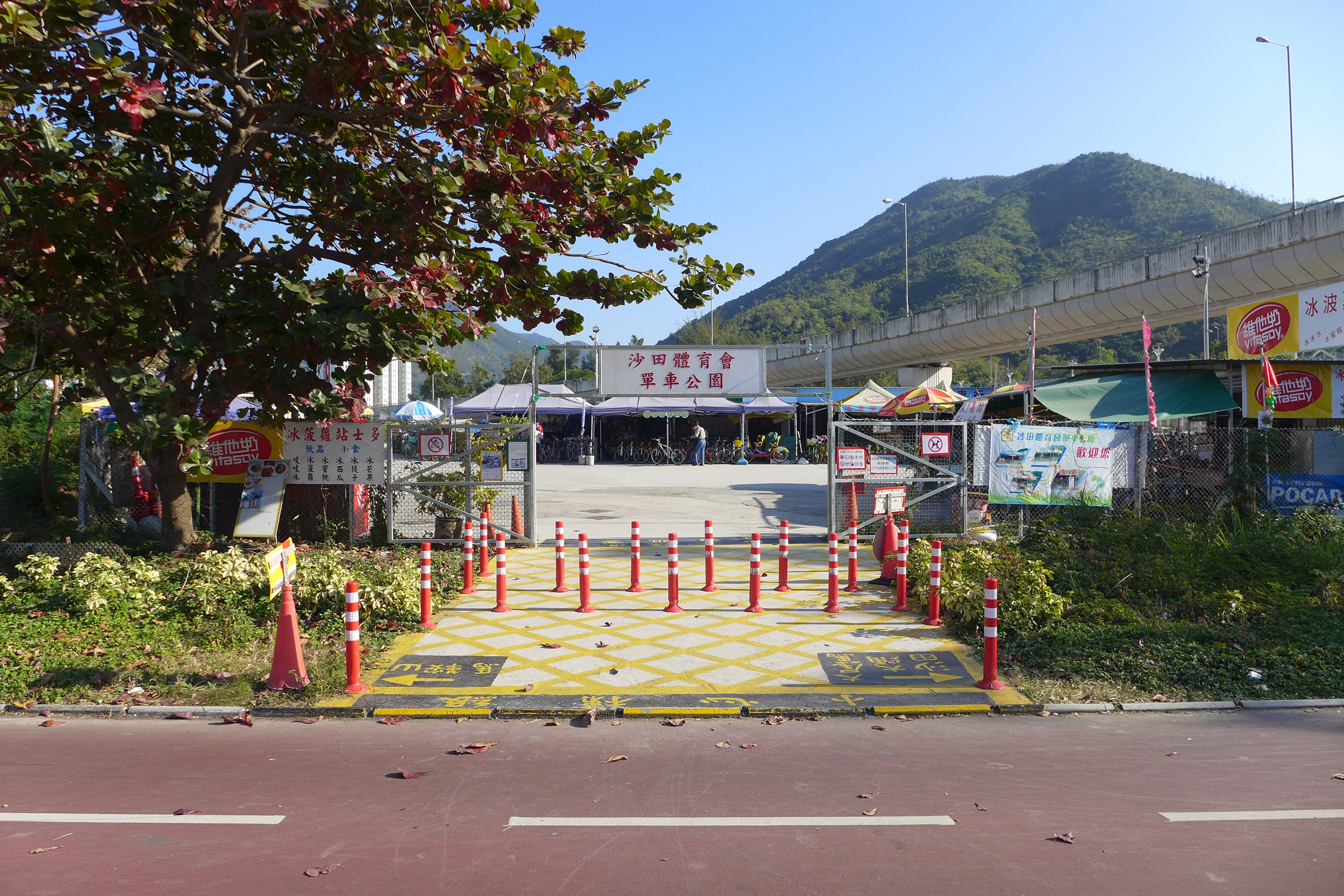
大水坑單車公園
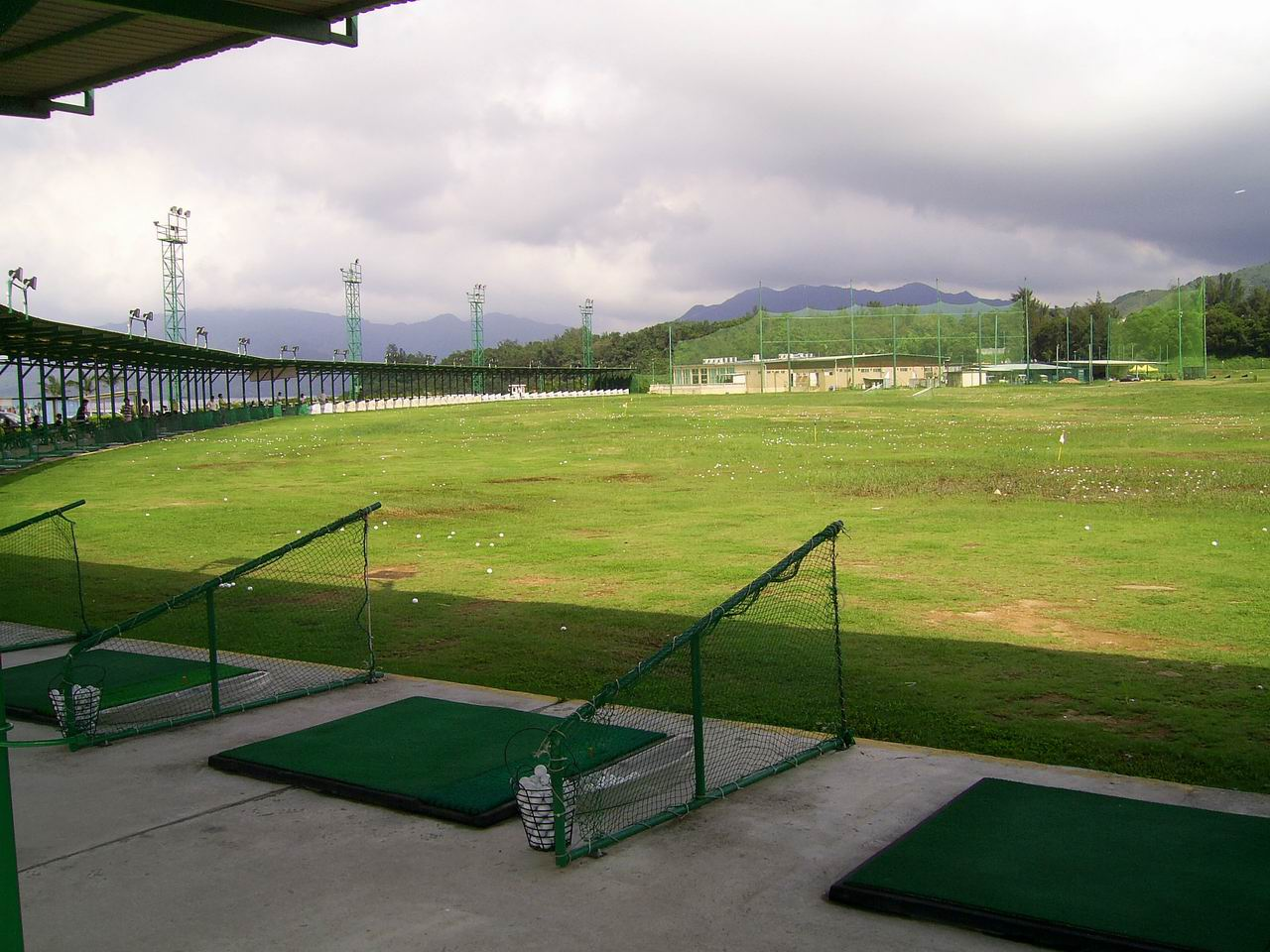
馬鞍山白石哥爾夫球中心

## 未來發展

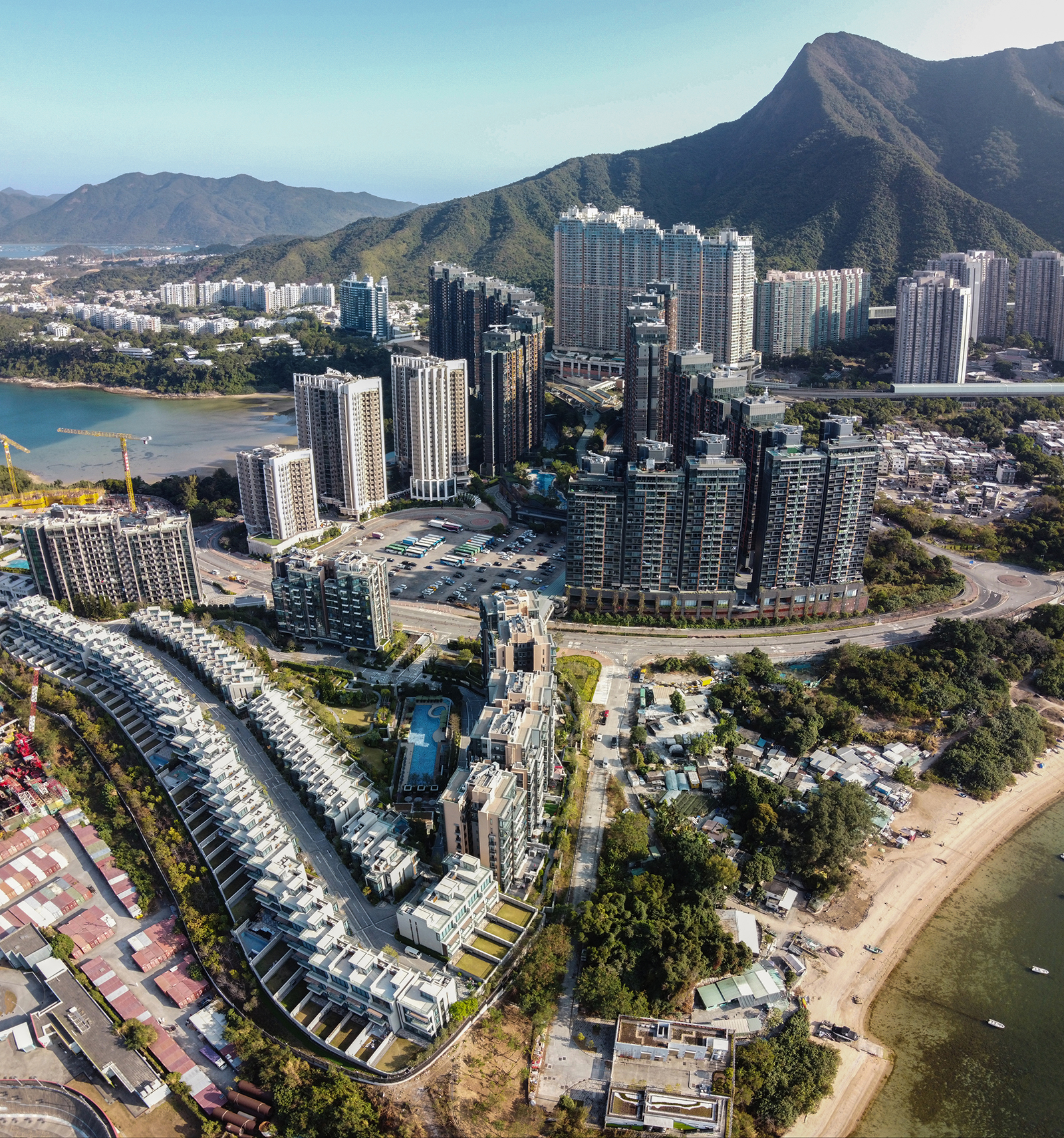
落禾沙和白石一帶在2010年代末發展為豪宅區

馬鞍山恆光街政府用地改作住宅後已發展成為單棟私人住宅－薈晴

為滿足住屋需求，馬鞍山部分休憩、政府用地及綠化帶已劃作發展私人及公營住宅之用，其中包括位於馬錦街、恆光街、白石及落禾沙里住宅地。其餘6幅土地，則會用作公營房屋發展，其中馬鞍山路南面、馬鞍山路北面，以及恆泰路用地，亦已取得城規會核准，馬鞍山路兩幅用地會合併興建居屋錦駿苑，涉及約1,700伙；而恆泰路地皮則會興建綠置居錦柏苑（有一段時間稱為欣安邨二期），涉約1,600伙。政府現亦正物色有發展住宅潛力的地點，另外大水坑附近山體內正在興建污水處理廠，以取代沙田污水處理廠。

## 人口
根據《二零一五年區議會選舉選區分界建議報告書》第一冊附件六：「建議區議會選區範圍」中有關沙田區的統計數字，頌安（R24）、錦濤（R25）、馬鞍山市中心（R26）、利安（R27）、富龍（R28）、烏溪沙（R29）、錦英（R30）、耀安（R31）、安（R32）、鞍泰（R33）、大水坑（R34）十一個選區的人口合共有208,097人，佔整個沙田區約三成總人口（31.34%）。

## 區議會議席分佈
馬鞍山所屬的沙田區議會是香港第二大規模的區議會，共有42個議席，其中13個民選席位選區於馬鞍山，若以人口及地理位置分佈，馬鞍山是擁有具備獨立成一個區議會的條件。馬鞍山所有議員皆為民主派，以馬鞍山守護線為第一大黨，以下是馬鞍山（任期從2020年至2023年）議員列表：
| 選區         | 代號 | 姓名   | 所屬政治團體 |      |
| ------------ | ---- | ------ | ------------ | ---- |
| 海嵐         | R25  | 懸空   | 懸空         | 懸空 |
| 頌安         | R26  | 懸空   | 懸空         | 懸空 |
| 錦濤         | R27  | 許立燊 | 馬鞍山守護線 |      |
| 馬鞍山市中心 | R28  | 鍾禮謙 | 馬鞍山守護線 |      |
| 烏溪沙       | R29  | 懸空   | 懸空         | 懸空 |
| 利安         | R30  | 麥潤培 | 馬鞍山守護線 |      |
| 富龍         | R31  | 懸空   | 懸空         | 懸空 |
| 錦英         | R32  | 懸空   | 懸空         | 懸空 |
| 耀安         | R33  | 冼卓嵐 | 民主黨       |      |
| 安           | R34  | 懸空   | 懸空         | 懸空 |
| 大水坑       | R35  | 懸空   | 懸空         | 懸空 |
| 鞍泰         | R36  | 鄭仲   | 馬鞍山守護線 |      |

為方便比較，以下列表主要以城門河沙田海交界以北、馬鞍山繞道西沙路交界以西（包括大水坑及烏溪沙）為範圍。
| 範圍／年度                                               | 2000-2003  | 2004-2007  | 2008-2011        | 2012-2015        | 2016-2019        | 2020-2023        | 2024-2027  |
| -------------------------------------------------------- | ---------- | ---------- | ---------------- | ---------------- | ---------------- | ---------------- | ---------- |
| 大水坑村、富安花園                                       | 大水坑選區 | 大水坑選區 | 大水坑選區       | 大水坑選區       | 大水坑選區       | 大水坑選區       | 沙田東選區 |
| 欣安邨                                                   | 濤選區     | 鞍泰選區   | 鞍泰選區         | 鞍泰選區         | 大水坑選區       | 大水坑選區       | 沙田東選區 |
| 錦泰苑及曉峯灣畔                                         | 濤選區     | 鞍泰選區   | 鞍泰選區         | 鞍泰選區         | 鞍泰選區         | 鞍泰選區         | 沙田東選區 |
| 嵐岸、嘉華星濤灣及海典灣                                 | 濤選區     | 鞍泰選區   | 鞍泰選區         | 鞍泰選區         | 鞍泰選區         | 海嵐選區         | 沙田北選區 |
| 天宇海                                                   | 濤選區     | 鞍泰選區   | 鞍泰選區         | 鞍泰選區         | 頌安選區         | 海嵐選區         | 沙田北選區 |
| 錦鞍苑                                                   | 濤選區     | 安選區     | 安選區           | 安選區           | 安選區           | 安選區           | 沙田北選區 |
| 安邨                                                     | 安選區     | 安選區     | 安選區           | 安選區           | 安選區           | 安選區           | 沙田北選區 |
| 耀安邨                                                   | 耀安選區   | 耀安選區   | 耀安選區         | 耀安選區         | 耀安選區         | 耀安選區         | 沙田北選區 |
| 錦禧苑                                                   | 濤選區     | 頌安選區   | 頌安選區         | 頌安選區         | 耀安選區         | 耀安選區         | 沙田北選區 |
| 聽濤雅苑                                                 | 濤選區     | 頌安選區   | 頌安選區         | 頌安選區         | 頌安選區         | 頌安選區         | 沙田北選區 |
| 頌安邨                                                   | 錦豐選區   | 頌安選區   | 頌安選區         | 頌安選區         | 頌安選區         | 頌安選區         | 沙田北選區 |
| 錦豐苑                                                   | 錦豐選區   | 錦濤選區   | 錦濤選區         | 錦濤選區         | 錦濤選區         | 錦濤選區         | 沙田北選區 |
| 迎濤灣、雅濤居、福安花園                                 | 錦豐選區   | 錦濤選區   | 錦濤選區         | 錦濤選區         | 錦濤選區         | 錦濤選區         | 沙田北選區 |
| 新港城第四、五期、富輝花園、海栢花園、馬鞍山中心、海典居 | 新港城選區 | 新港城選區 | 馬鞍山市中心選區 | 馬鞍山市中心選區 | 馬鞍山市中心選區 | 馬鞍山市中心選區 | 沙田北選區 |
| 雅典居                                                   | 新港城選區 | 新港城選區 | 馬鞍山市中心選區 | 馬鞍山市中心選區 | 烏溪沙選區       | 烏溪沙選區       | 沙田北選區 |
| 銀湖·天峰、迎海及星漣海                                  | 烏溪沙選區 | 利安選區   | 利安選區         | 利安選區         | 烏溪沙選區       | 烏溪沙選區       | 沙田北選區 |
| 利安邨及翠擁華庭                                         | 烏溪沙選區 | 利安選區   | 利安選區         | 利安選區         | 利安選區         | 利安選區         | 沙田北選區 |
| 錦龍苑                                                   | 烏溪沙選區 | 富龍選區   | 富龍選區         | 富龍選區         | 富龍選區         | 富龍選區         | 沙田北選區 |
| 富寶花園                                                 | 富寶選區   | 富龍選區   | 富龍選區         | 富龍選區         | 富龍選區         | 富龍選區         | 沙田北選區 |
| 新港城第一、二、三期                                     | 新港城選區 | 錦英選區   | 錦英選區         | 錦英選區         | 錦英選區         | 錦英選區         | 沙田北選區 |
| 錦英苑、雅景臺                                           | 錦英選區   | 錦英選區   | 錦英選區         | 錦英選區         | 錦英選區         | 錦英選區         | 沙田北選區 |

註：以上主要範圍尚有其他細微調整（包括編號），請參閱有關區議會選舉選區分界地圖及條目。

## 外部連結
- 馬鞍山風物誌：礦業興衰
- 馬鞍山三寶吉祥物創作比賽
- 香港植物標本室：香港杜鵑（页面存档备份，存于）
- 漁農自然護理署：本港受保護的野生動物（黃麖）（页面存档备份，存于）
- 保衛烏溪沙天然海灘 反對政府填海